# Liste von Söhnen und Töchtern der Stadt Leipzig
Diese Übersicht enthält bedeutende Persönlichkeiten, die in Leipzig geboren worden sind, unabhängig davon, ob sie dort ihren späteren Wirkungskreis hatten.

## 15. Jahrhundert
- 1411, Nicolaus Pistoris; † 5. Februar 1471 in Leipzig, Mediziner und Leibarzt sowie Bürgermeister von Leipzig
- 1412, 22. August, Friedrich der Sanftmütige; † 7. September 1464 in Leipzig, Kurfürst von Sachsen, Markgraf von Meißen und Landgraf von Thüringen
- 1450, Stephan Grube; † 20. Dezember 1483 in Riga, Erzbischof von Riga
- um 1453, Simon Pistoris der Ältere; † 4. Februar 1523 in Leipzig, Universitätsprofessor der Medizin und kurfürstlicher Leibarzt
- vor 1460, Erasmus Stella; † 2. April 1521, Arzt, Bürgermeister und Historiker
- um 1460, Johann Tetzel; † 11. August 1519, Dominikanermönch, Ablassprediger und Anlass zu Luthers 95 Thesen[1]
- 1480, 18. Juni, Albrecht VII. von Mansfeld; † 4. März 1560 in Leutenberg, Graf von Mansfeld-Hinterort
- 1489, 28. Oktober, Simon Pistoris der Jüngere; † 3. Dezember 1562 in Seußlitz, Rechtswissenschaftler und Kanzler des Herzogs von Sachsen
- 1491, Christoph Ering; † 1. März 1554 in Zwickau, Theologe und Reformator
- um 1500, Christoph Hegendorf; † 8. August 1540 in Lüneburg, humanistischer Dichter, lutherischer Theologe und Jurist

## 16. Jahrhundert
- 1504, 1. Januar, Caspar Cruciger der Ältere; † 16. November 1548 in Wittenberg, evangelischer Theologe und Reformator
- 1514, Caspar Landsidel; † 9. März 1560 in Leipzig, Pädagoge und Rhetoriker
- 1516, 9. Dezember, Modestinus Pistoris; † 15. Dezember 1565 in Leipzig, Rechtsgelehrter, Stadtrichter und Bürgermeister von Leipzig
- 1516, Bernhard Walther; † 5. Dezember 1584 in Graz, Jurist, Regierungskanzler, Vater der österreichischen Jurisprudenz
- 1519, 13. Juli, Ulrich von Mordeisen; † 5. Juni 1572 in Dresden, sächsischer Kanzler und Diplomat
- 1520, 17. September, Laurentius Lindemann; † 13. November 1585 in Großsedlitz, Rechtswissenschaftler und sächsischer Staatsmann
- um 1520, Michael Lindener; † 7. März 1562 in Friedberg, Schwankdichter
- vor 1522, Theodoricus Lyndemann, auch Dietrich Lindemann; † 1552 in Dresden, Pädagoge, Dresdner Ratsherr und Bürgermeister
- 1522, 22. Februar, Lampert Distelmeyer; † 12. Oktober 1588 in Berlin, Jurist und Kanzler der Mark Brandenburg
- 1530, 3. Januar, David Peifer; † 2. Februar 1602 in Dresden, 1586–1589 und 1591–1602 kursächsischer Kanzler
- 1543, 22. Januar, Hartmann Pistoris; † 1. März 1603 in Leipzig, Rechtswissenschaftler und Geheimer Rat der sächsischen Kurfürsten
- um 1550, Nikolaus Krell, † (hingerichtet) 9. Oktober 1601 in Dresden, 1589–1591 kursächsischer Kanzler
- 1552, Johann Salmuth; † 1622 in Amberg, evangelischer Theologe, 1589–1591 Hofprediger in Dresden
- um 1555, Conrad Khunrath; † 1613 vermutlich in Hamburg, Kaufmann, Alchemist, Münzprüfer, Mediziner, Autor und Herausgeber
- 1556, Tobias Steinmann; † 12. Dezember 1631 in Jena, Verleger, Buchdrucker und Ratsherr in Jena
- 1557, 24. August, Bartholomäus Gölnitz; † 31. Januar 1635 in Leipzig, Rechtswissenschaftler
- um 1560, Heinrich Khunrath; † 9. September 1605 in Dresden, Arzt, Alchemist und Kabbalist
- 1561, Cornelius Becker; † 1604 in Leipzig, Pfarrer, Liederdichter („Wohl denen, die da wandeln“)
- 1570, 3. Dezember, Simon Ulrich Pistoris; † 24. Juni 1615 in Berlin, Rechtswissenschaftler und kursächsischer Diplomat
- 1572, 4. Juli, Ludwig Jungermann; † 7. Juni 1653 in Leipzig, Botaniker und Arzt
- 1578, 19. Oktober, Enoch Pöckel; † 30. März 1627 in Leipzig, Jurist, Ratsmitglied und Ratsbaumeister in Leipzig, Hammerherr
- 1582, 29. November, Heinrich Höpfner; † 10. Januar 1642 in Leipzig, evangelisch-lutherischer Theologe und Hochschullehrer
- 1594, 4. Januar, Heinrich von Ryssel; † 7. Mai 1640 in Leipzig, Ratsmitglied und Handelsmann in Leipzig
- 1598, 19. März, Wilhelm Ulrich Romanus; † 17. April 1627 in Leipzig, Rechtswissenschaftler
- 1600, Johann II. Mühlmann; † 1651 in Hadamar, römisch-katholischer Theologe
- 1600, 7. Juli, Johann Born; † 4. August 1660 in Leipzig, Rechtswissenschaftler, Hochschullehrer
- 1600, 31. August, Franz Romanus; † 27. Dezember 1668 in Leipzig, Rechtswissenschaftler

## 17. Jahrhundert
- 1604, 16. September, Caspar Michael Welsch; † 1. Juli 1641 in Leipzig, Jurist, Rektor der Universität Leipzig
- 1605, 28. Dezember, Huldreich Groß † 16. April 1677 in Leipzig, Rechtsanwalt, Stifter der Leipziger Stadtbibliothek
- 1606, 18. Juli, Michael Schirmer; † 4. Mai 1673 in Berlin, Pfarrer, Dichter von O Heilger Geist, kehr bei uns ein
- 1609, Paul Mühlmann, † 1642 in Weißenfels, evangelischer Pfarrer und Dichter
- 1610, 22. Mai, Jacob Mayer der Ältere, † 15. Mai 1683 in Leipzig, Baumeister, Kommunalpolitiker sowie Kirchen- und Schulvorsteher
- 1611, 11. Februar, Christian II. Mühlmann; † 13. September 1660 in Lützschena, evangelischer Pfarrer und Theologe
- 1613, 26. April, Christian Brehme; † 10. September 1667 in Dresden, Dichter, kurfürstlicher Beamter, Bibliothekar und Bürgermeister in Dresden
- 1614, 24. Januar, Timotheus Ritzsch; † 1. Februar 1678 in Leipzig, Buchhändler, Buchdrucker und Herausgeber der „Einkommenden Zeitungen“
- 1614, 24. April, Martin Geier; † 12. September 1680 in Freiberg, lutherischer Theologe
- 1615, Johann von der Behr; † um 1692, Weltreisender
- 1617, 30. August, Catharina Deuerling; † 20. November 1686 in Chemnitz, Schriftstellerin
- 1618, 12. November, Gottfried Welsch; † 5. September 1690 in Leipzig, Rechtsmediziner und Rektor der Universität Leipzig
- 1621, 15. September, Caspar Ziegler; † 17. April 1690 in Wittenberg, Jurist, Dichter und Komponist
- 1622, 27. August, Jakob Thomasius; † 9. September 1684 in Leipzig, Pädagoge, Philologe, Philosoph und Humanist
- 1622, 4. September, Friedrich Wilhelm Leyser; † 25. August 1691 in Magdeburg, Oberdomprediger in Magdeburg
- 1623, 24. Februar, Thomas Matthias Götze; † 6. April 1672 in Frankfurt am Main, Verleger und Buchhändler
- 1623, 29. Oktober, Andreas Winckler, später Winckler von Dölitz; † 25. Mai 1675, Kaufmann und Ratsherr
- 1624, 28. August, Johann Thomasius; † 2. März 1679 in Altenburg, Rechtswissenschaftler, Staatsmann und Dichter
- 1624, 4. September, Christian Leyser; † 3. Oktober 1671 in Sangerhausen, evangelisch-lutherischer Theologe, Superintendent und Philosoph
- 1626, 14. April, Michael Leyser; † 20. Dezember 1660 in Nykøbing/Dänemark, Mediziner und Anatom
- 1626, 27. Juni, Johann Andreas Bose; † 29. April 1674 in Jena, Historiker und Philologe
- 1626, 25. Juli, Christoph Lamberg; † 5. Juli 1680 in Ilsenburg, gräflich-stolbergischer Hofprediger und Kirchenrat
- 1627, 14. Juni, Johann Abraham Ihle; † ~1699 in Leipzig, Amateurastronom
- 1628, Caspar Leyser; † 17. Mai 1699 in Wittenberg, Hofgerichts und Consistorialadvokat, Bürgermeister in Wittenberg
- 1631, 30. September, Johann Leyser; † 1684 in Frankreich, evangelischer Theologe und dänischer Feldprediger
- 1633, 3. September, Christoph Hartmann Schacher, † 29. August 1690 in Leipzig, Jurist
- 1633, 7. September, Immanuel Weber, † 6. Dezember 1677 in Pomßen, evangelischer Theologe und Dichter
- 1634, 7. Juli, Johann Ulich; † 3. Januar 1712 in Wittenberg, Organist, Komponist („Meinen Jesus lass ich nicht“)
- 1638, 21. Januar, David Elias Heidenreich; † 6. Juni 1688 in Weißenfels, Dichter, Dramatiker und Übersetzer
- 1638, 24. Juli, Jacob Born der Ältere; † 12. Juni 1709 in Dresden, Jurist und Bürgermeister von Leipzig
- 1639, 24. April, Johann Benedict Carpzov II.; † 23. März 1699 in Leipzig, lutherischer Theologe, Ethnologe und Philologe
- 1640, 20. Juli, Johannes Bohn; † 19. Dezember 1718 in Leipzig, Rechtsmediziner und Rektor der Universität Leipzig
- 1640, Susanna Eger, Köchin und Verfasserin des Leipziger Kochbuchs
- 1641, 24. Januar, Paul Franz Romanus; † 29. März 1675 in Leipzig, Rechtsgelehrter
- 1642, 15. November, Johann III. Mühlmann; † 24. April 1715, Antiquar, Historiker, Numismatiker und Übersetzer
- 1644, 26. Mai, Michael Ettmüller; † 9. März 1683 in Leipzig, Arzt
- 1644, 2. November, August Benedict Carpzov; † 4. März 1708 in Leipzig, Rechtswissenschaftler
- 1645, 31. August, Daniel Gribner; † 6. Januar 1685 in Leipzig, Theologe
- 1646, 1. Juli, Gottfried Wilhelm Leibniz; † 14. November 1716 in Hannover, Philosoph und Wissenschaftler, Mathematiker, Diplomat und Doktor des weltlichen und des Kirchenrechts („der letzte Universalgelehrte“)
- 1647, 17. Januar, Samuel Benedict Carpzov; † 31. August 1707 in Dresden, Poet und evangelischer Theologe
- 1650, 25. Januar, Georg Bose; † 23. Juli 1700 in Leipzig, Leipziger Handels- und Ratsherr
- 1650, 23. Mai, Georg Winckler; † 4. August 1712 in Leipzig, Kaufmann, Ratsherr und Bürgermeister.
- 1650, 9. Juli, Friedrich Philippi; † 8. Dezember 1724 in Leipzig, Rechtswissenschaftler und Hochschullehrer
- 1650, 6. Dezember, Johann Friedrich Mayer; † 30. März 1712 in Stettin, lutherischer Theologe
- 1652. 13. August, Johann Ernst Kregel von Sternbach; † 26. Dezember 1731 in Leipzig, Handels- und Ratsherr
- 1652, 9. Dezember, August Quirinus Rivinus, eigentl. Bachmann; † 20. Dezember 1723 in Leipzig, Mediziner und Botaniker
- 1655, 1. Januar, Christian Thomasius; † 23. September 1728 in Halle, Jurist und Philosoph.
- 1655, 11. August, Anna Regina Welsch; † 22. August 1674, Medizinertochter, Epitaph in der Universitätskirche St. Pauli zu Leipzig
- 1658, 23. Mai, Johann David Schwertner; † 8. Oktober 1711 in Pirna, lutherischer Theologe und Geistlicher.
- 1659, 4. April, Paul Winckler, eigentlich Winckler von Dölitz; † 20. Januar 1710 in Leipzig, Kaufmann, Ratsherr und Vorsteher des Johannishospitals
- 1660, 4. Mai, Johann Jakob Vogel; † 16. Juli 1729 in Panitzsch, Theologe und Historiker
- 1660, Bartholomäus Riediger; † 18. März 1738 in Breslau, Kaufmann
- 1664, Christian Nathusius; † 1689 in Leipzig, Rechtswissenschaftler
- 1665, 10. September, Georg Beyer; † 21. August 1714 in Wittenberg, Jurist und Rechtslehrer
- 1669, 15. Mai, Johann Franz Born; † 9. April 1732 in Leipzig, Jurist, Stifter und Ratsherr
- 1669, 9. August, Friedrich Simon Loeffler; † 26. Februar 1748 in Leipzig, Theologe, Autor und Erbe von Gottfried Wilhelm Leibniz
- 1669, 25. Dezember, Johann Christian Lange, † 18. Dezember 1756 in Idstein, Geistlicher, Theologe, Kirchenlieddichter und Hochschullehrer
- 1670, 2. Januar, Heinrich Pipping; † 22. April 1722 in Dresden, lutherischer Theologe
- 1671, 7. März, Franz Conrad Romanus; † 14. Mai 1746 auf der Festung Königstein, 1701/02 und 1703/04 Leipziger Bürgermeister, von 1705 bis 1746 ohne Urteil auf der Festung Königstein in Haft
- 1672, 3. April, Gottlob Schober; † 1739 in Moskau, Leibarzt des Großfürsten von Russland und Mitglied der Gelehrtenakademie „Leopoldina“
- 1672, 23. Juli, Gottfried Olearius; † 10. November 1715 in Leipzig, Philologe und evangelischer Theologe
- 1673, 26. August, Michael Ernst Ettmüller; † 25. September 1732 in Leipzig, Mediziner
- 1674, 17. Dezember, Johann Heinrich Linck (der Ältere); † 29. Oktober 1734 in Leipzig, Löwenapotheker, Naturforscher und Sammler
- 1677, 18. September, Christian Döring; † 24. Dezember 1750 in Leipzig, Architekt und Baumeister des Leipziger Barock
- 1679, 25. Juni, Johann Friedrich Olearius; † 4. Oktober 1726 in Leipzig, Rechtswissenschaftler
- 1680, 11. November, Georg Philipp Olearius; † 3. Februar 1741 in Leipzig, Philologe und evangelischer Theologe
- 1682, 1. Juni, Georg Heinrich Bose; † 3. Oktober 1731 In Leipzig, Handelsherr und der Namensgeber des Bosehauses in Leipzig
- 1683, 2. Mai (Taufdatum), Johann Christian Hoffmann; † 1. Februar 1750 in Leipzig, Geigen- und Lautenbauer
- 1683, 28. Juli, Gottfried Ludwig Mencke der Ältere; † 6. August 1744 in Wittenberg, Rechtswissenschaftler
- 1687, Caspar Friedrich Löbelt; † 1763 in Leipzig, Bildhauer
- 1688, 22. Mai, Justus Gotthard Rabener; † 24. August 1731, lutherischer Prediger und Herausgeber der Deutschen Acta Eruditorum
- 1688, 18. Juni, Johann Gottlieb Gleditsch; † 25. August 1738 in Leipzig, Buchhändler und Verleger
- 1689, 29. Oktober, Johann Christoph Richter; † 27. Februar 1751 in Leipzig, Handels- und Ratsherr
- 1691, 13. Dezember, Johann Grosse; † 13. Dezember 1691 in Leipzig, Ratsherr, Buchhändler und Verleger
- 1692, 19. April, Gottlieb Korn; † 1763, Glockengießer
- 1694, 20. Juli, Christian Gottlieb Jöcher; † 10. Mai 1758 in Leipzig, Gelehrter, Bibliothekar und Lexikograf
- 1695, 20. Februar, Johann Gottfried Bauer; † 2. März 1763 in Leipzig, Rechtswissenschaftler
- 1695, 28. Juni, Christiana Mariana von Ziegler; † 1. Mai 1760 in Frankfurt an der Oder, Schriftstellerin
- 1696, 26. August, Johann Zacharias Richter; † 19. Dezember 1764 in Leipzig, Handels- und Ratsherr
- 1696, 22. September, Wilhelm Zacharias Cramer; † 1772, Jurist und Rittergutsbesitzer
- 1697, 3. Februar, Ferdinand August Hommel; † 16. Februar 1765 in Leipzig, Rechtswissenschaftler
- 1698, 30. September, Johann Daniel von Menzel; † 25. Juni 1744 in Stockstadt am Rhein, ungarischer Reitergeneral sächsischer Herkunft
- 1700, 26. September (getauft), Thomas von Fritsch; † 1. Dezember 1775 in Dresden, Staatsmann, nach 1763 führender Kopf des Sächsischen Rétablissements

## 18. Jahrhundert

### 1701 bis 1750
- 1701, 10. August, Andreas Florens Rivinus; † 12. September 1761 in Wittenberg, Rechtswissenschaftler
- 1703, 20. Mai, Johann Christoph Sysang; † 12. Juli 1757 in Leipzig, Kupferstecher
- 1703, 25. Mai, Christoph Ludwig Crell; † 8. Oktober 1758 in Wittenberg, Literatur- und Rechtswissenschaftler
- 1707, 6. Januar, Johann Friedrich Crell; † 19. Mai 1747 in Helmstedt, Anatom und Physiologe
- 1708, 2. Januar, Anton Wilhelm Plaz; † 26. Februar 1784 in Leipzig, Botaniker und Mediziner
- 1708, 16. September, Johann Caspar Richter; † 7. August 1770 in Leipzig, Kaufmann, Ratsherr und Ratsbaumeister, der das „Gohliser Schlösschen“ errichten ließ
- 1708, 5. Mai, Johann Adolf Scheibe; † 22. April 1776 in Kopenhagen, deutsch-dänischer Komponist und Musikkritiker
- 1710, 21. März, Johann Heinrich Mylius der Jüngere; † 29. Juni 1733 in Berlin, Rechtswissenschaftler
- 1710, 22. September, Georg Matthias Bose; † 17. September 1761 in Magdeburg, Physiker und Astronom
- 1711, 7. Juni, Georg August Langguth; † 11. März 1782 in Wittenberg, Mediziner
- 1712, 17. Mai, Gottfried Ludwig Mencke der Jüngere, † 24. Oktober 1762 in Helmstedt, Rechtswissenschaftler und Herzoglich-Braunschweigischer Hofrat
- 1714, 5. Februar, Johann Gottlieb Gleditsch; † 5. Oktober 1786 in Berlin, Botaniker und Arzt
- 1716, 21. Mai, Gottlieb Benedict Zemisch; † 29. März 1789 in Leipzig, Rauchwarenhändler und Kunstmäzen
- 1717, 2. Februar oder 2. Juni, Jacob Heinrich Born; † 3. Dezember 1775 in Dresden, Jurist und Bürgermeister der Stadt Leipzig
- 1717, 12. Oktober, Georg Friedrich Baermann; † 6. Februar 1769 in Wittenberg, Mathematiker
- 1719, 26. August, Johann Gottfried Sammet; 17. November 1796 in Leipzig, Jurist und Hochschullehrer an der Universität Leipzig
- 1719, 27. September, Abraham Gotthelf Kästner; † 20. Juni 1800 in Göttingen, Mathematiker und Dichter
- 1719, 24. Dezember Christian Heinrich Breuning; † 16. November 1780 in Leipzig, Rechtswissenschaftler
- 1720, 6. März Johann Heinrich Leich; † 10. Mai 1750 ebenda, Klassischer Philologe, Bibliograf und Hochschullehrer
- 1721, 13. Februar, Christian Wilhelm Küstner; † 17. Februar 1785 in Leipzig, Jurist und Bürgermeister
- 1722, 22. Mai, Carl Gottfried von Winckler; † 19. April 1790 in Leipzig, Jurist, Professor an der Universität Leipzig, Bürgermeister der Stadt Leipzig
- 1723, 30. April, Ernst Gottlob Bose; † 22. September 1788 in Leipzig, Botaniker
- 1723, 17. Juni, Friedrich Boerner; † 30. Juni 1761 in Leipzig, Mediziner
- 1723, 23. Oktober, Jean Baptiste Feronce von Rotenkreutz; † 19. Juli 1799 in Braunschweig, Staatsmann im Fürstentum Braunschweig-Wolfenbüttel
- 1724, 26. März, Christiana Regina Hetzer; † 21. Dezember 1780 in Leipzig, erste Hausherrin des Gohliser Schlösschen
- 1726, 2. September, Peter von Hohenthal; † 14. August 1794 in Herrnhut, kursächsischer Kreishauptmann
- 1726, 16. November, Friedrich Adolph Kritzinger; † 13. Juli 1793, Autor, Buchhändler und Verleger
- 1729, Johann Andreas Dieze, † 25. September 1785 in Mainz, Romanist und Bibliothekar
- 1731, 16. Februar, Gottfried Winckler; † 23. November 1795 in Leipzig, Kaufmann und Kunstsammler
- 1732, 21. Juni, Johann Christoph Friedrich Bach; † 26. Januar 1795 in Bückeburg, zweitjüngster Sohn Johann Sebastian Bachs, Komponist (Instrumentalwerke)
- 1732, 19. November, Johann Christoph Voigtländer; † 27. Juni 1797 in Wien, Mechaniker
- 1733, 20. Januar, Johann Friedrich Rehkopf; † 15. März 1789 in Dresden, Geistlicher und Hochschullehrer
- 1734, 8. Februar, Johann Christoph Richter; † 2. Mai 1801 in Dresden, Kaufmann und Kommunalpolitiker sowie kurfürstlich-sächsischer Kammerrat und Rittergutsbesitzer
- 1734, 13. April, Christian Heinrich Reichel; † 21. April 1807 in Zittau, Pädagoge und Übersetzer
- 1734, Johann Heinrich Linck der Jüngere; † 1807 im Gut Zöbigker bei Querfurt, Apotheker, Naturforscher und Sammler
- 1734, Christian Gottfried Winckler; † 1784 in Kesselshain, fürstlich-sächsischer Hofrat, Kaufmann und Rittergutsbesitzer
- 1735, 26. August, Peter Friedrich von Hohenthal; † 10. November 1819 in Dresden, kursächsischer Geheimer Rat, Konferenzminister und Reichstagsgesandter
- 1735, 5. September, Johann Christian Bach; † 1. Januar 1782 in London, jüngster Sohn Johann Sebastian Bachs, Komponist (Opern, Sinfonien)
- 1736, Johann Friedrich Schroth; † 11. April 1803 in Wien, österreichischer Bildhauer
- 1737, 15. Februar, Justus Heinrich Hansen; † 22. März 1807 in Leipzig, Kaufmann und Ratsherr
- 1739, 30. November Georg Ernst Hebenstreit; † 21. August 1781 in Leipzig, lutherischer Theologe
- 1743, Friedrich Gottlob Born; † 8. Dezember 1807, Philosoph und Anhänger Immanuel Kants
- 1743, Andreas Gottlob Schwarz; † 26. Dezember 1806 in Ansbach, Fagottist und Komponist
- 1744, 5. Mai, Christian Rau; † 22. Januar 1818 in Leipzig, Rechtswissenschaftler und Hochschullehrer
- 1745, 12. Oktober, Heinrich Michael Hebenstreit; † 17. Juli 1786 in Leipzig, Jurist und Rechtshistoriker
- 1746, 22. August, Anna Katharina Schönkopf; † 20. Mai 1810 in Leipzig, Wirtstochter, Goethes Jugendliebe „Käthchen“
- 1746, 12. September, Johann Ehrenfried Pohl; † 25. Oktober 1800 in Dresden, Botaniker und Pathologe, Hochschullehrer
- 1746, 26. September, Johann Carl Friedrich Dauthe; † 13. Juli 1816 in Bad Flinsberg, erster Stadtbaumeister von Leipzig
- 1750, 23. Februar, Johann Wilhelm Bartsch; † 16. Oktober 1828 in Gera, Lehrer, Universalgelehrter und Gutsbesitzer

### 1751 bis 1800
- 1752, 27. Februar, Christian Gottfried Friedrich Assmann; † 19. Februar 1822 in Wittenberg, Ökonomie- und Kameralwissenschaftler
- 1752, 2. September, Benedikte Naubert; † 12. Januar 1819 in Leipzig, Schriftstellerin, eine der Begründerinnen des historischen Romans in Deutschland
- 1752, Johann August Rossmäßler; † 1. Januar 1783 in Dresden, Kupferstecher
- 1753, 24. November, Christian Gotthold Eschenbach; 5. November 1831, Mediziner, Chemiker und Hochschullehrer
- 1755, 31. Januar, Johann Christian Ribbe; † 31. März 1828 in Leipzig, Fachmann für Tierheilkunde an der Universität Leipzig und Fachautor
- 1756, 2. Juli, Christian Gottfried Körner; † 13. Mai 1831 in Berlin, Schriftsteller und Jurist
- 1757, Carl Benjamin Schwarz; † 21. Oktober 1813 in Leipzig, Zeichner, Kupferstecher und Maler
- 1758, 10. Februar, Ernst Benjamin Gottlieb Hebenstreit; † 12. Dezember 1803 in Leipzig, Mediziner
- 1760, 1. Mai, Johanna Marianne Freystein; † 21. Juli 1807 in Leipzig, Malerin
- 1760, 4. August Christian Friedrich Rüdiger; † 5. Juni 1809 in Leipzig, Astronom und Hochschullehrer
- 1760, 8. September, Georg Friedrich Baumgärtel, † 12. März 1840 in Leipzig, Pädagoge
- 1762, 16. Juni, Johann August Otto Gehler, † 11. August 1822 in Leipzig, Jurist und Kommunalpolitiker
- 1764, 30. März, Hieronymus Eschenbach, † 7. März 1797, Mathematiker und Übersetzer
- 1764, 27. September, Gottfried Heinrich Schäfer, † 12. März 1840 in Leipzig Klassischer Philologe und Autor
- 1765, 4. März, Johann Georg Christian Höpfner, † 20. Dezember 1827 in Leipzig, Theologe und Hochschullehrer
- 1765, 19. Juni, Friedrich August Wirth, † 13. Februar 1847 in Chemnitz, Jurist und Bürgermeister von Chemnitz
- 1766, Friederike Charlotte Bause, † 15. März 1785 in Leipzig, Pianistin
- 1766, 19. Oktober, Christian Ernst Weiße; † 6. September 1832 in Stötteritz, Historiker und Rechtswissenschaftler
- 1766, 28. Dezember, Joachim Moritz Wilhelm Baumann; † 21. April 1849 in Trebsen/Mulde, Jurist und Gutsbesitzer, Mitglied der Ersten Kammer der Sächsischen Ständeversammlung
- 1767, Friedrich Adam Hiller; † 23. November 1812 in Königsberg (Preußen), Komponist (Singspiele u. a.)
- 1768, 4. März, Johann Friedrich Kind; † 24. Juni 1843 in Dresden, Schriftsteller
- 1768, 4. Juli, Juliane Wilhelmine Bause; † 8. August 1837 in Leipzig, Malerin und Kupferstecherin
- 1769, Friedrich August Calau; † 25. September 1828 in Berlin, Maler, Aquarellist und Zeichner
- 1769, Johann Christoph Leopold Reinhold; † 28. November 1809 in Leipzig, Mediziner, Physiker und Hochschullehrer
- 1769, 12. Februar, Johann Friedrich Rochlitz; † 16. Dezember 1842 in Leipzig, Schriftsteller und Komponist
- 1769, 4. Mai, Johann Adolph Erdmann Schmidt; † 7. September 1851, Philologe, Universitätsdozent und Autor mehrerer Wörterbücher
- 1770, 14. Mai, Jacob Bernhard Limburger; † 26. Februar 1847 in Leipzig, Kaufmann und Musikorganisator
- 1770, 26. Juni, Christian Gottfried Heinrich Geißler; † 27. April 1844 in Leipzig, Kupferstecher und Illustrator
- 1770, Johann Adolf Rossmäßler; † 6. Januar 1821 in Leipzig, Kupferstecher und Zeichner
- 1771, 13. Mai, Siegfried August Mahlmann; † 16. Dezember 1826 in Leipzig, Dichter, Schriftsteller und Verleger
- 1771, 29. August, Christian August Fischer; † 14. April 1829 in Mainz, Schriftsteller
- 1771, 17. September, August Apel; † 9. August 1816 in Leipzig, Jurist und Schriftsteller
- 1771, 14. Oktober, Christian Gottfried Daniel Stein; † 14. Juni 1830 in Berlin, Geograph
- 1772, 28. November, Gottfried Hermann; † 31. Dezember 1848 in Leipzig, klassischer Philologe und Hochschullehrer
- 1772, 30. Dezember, Paul Christoph Gottlob Andreä; † 20. August 1824 in Jena, Rechtswissenschaftler
- 1773, 23. Februar, August Weigel; † 25. Dezember 1846 in Leipzig, Buchhändler und Antiquar
- 1773, 28. August, Karl Gottlieb von Weber; † 25. Juli 1849 in Zöschau bei Oschatz; evangelischer Kirchenrechtler und Präsident des sächschichen Landeskonsistorium
- 1773, 1. Oktober, Ernst Zacharias Platner; † 14. Oktober 1855 in Rom, Diplomat, Maler und Schriftsteller
- 1774, 17. Januar, Christian Ferdinand Schulze; † 2. Dezember 1850 in Gotha, Klassischer Philologe und Historiker
- 1774, 11. November, Friedrich Benedict Weber; † 8. März 1848 in Breslau, Kameralwissenschaftler, Hochschullehrer und Fachautor
- 1774, 14. November, Gottlob Heinrich Adolph Wagner; † 1. August 1835 in Großstädteln, Literaturhistoriker, Bühnenautor, Übersetzer und Schriftsteller
- um 1775, Friedrich Roßmäßler; † 1858 in Leipzig, Kupferstecher und Zeichner
- 1776, Heinrich Ludwig Lattermann; † 4. Februar 1839, Unternehmer und Politiker
- 1776, 29. August, Georg Friedrich Treitschke; † 4. Juni 1842 in Wien, Schriftsteller
- 1777, 31. Dezember, Carl Einert, † 25. Februar 1855 in Dresden, Rechtswissenschaftler und Jurist
- 1778, 22. Januar, Johann Carl Groß; † 22. Dezember 1866 in Dresden, Politiker und Bürgermeister der Stadt Leipzig
- 1778, 22. Februar, Gottfried Wilhelm Becker; † 17. Januar 1854 in Leipzig, Arzt und Autor
- 1779, 5. Juli, Philipp Heinrich Friedrich Hänsel; † 5. August 1849 in Leipzig, Jurist, Vorsitzender des Leipziger Handelsgerichts
- 1779, 15. Oktober, August Ferdinand Häser; † 18. November 1844 in Weimar, Lehrer, Kantor, Dirigent und Komponist
- 1780, 26. Februar, Christian Samuel Weiss; † 1. Oktober 1856 bei Eger/Böhmen, Mineraloge und Hochschullehrer
- 1780, 5. Dezember, Heinrich August Schott; † 29. Dezember 1835 in Jena, lutherischer Theologe
- 1780, 11. Dezember, Amalie Wolff-Malcolmi; † 18. August 1851 in Berlin, Schauspielerin
- 1781, 27. Dezember, Karl Funk; † 15. Juni 1857 in Bad Suderode, Direktor des Domgymnasiums Magdeburg
- 1783, 29. September, Amadeus Wendt; † 15. Dezember 1836 in Göttingen, Philosoph und Musiktheoretiker
- 1784, 5. Februar, Karl Friedrich Christian Wenck, † 6. Juni 1828 in Plagwitz, Jurist
- 1784, 3. März, Carl Wilhelm Leske: † 13. November 1837 in Darmstadt, Verleger und Buchhändler
- 1784, 17. August, August Wilhelm Kanne, † 4. November 1827 in Leipzig, Architekt
- 1784, 26. November, Karl Theodor von Küstner, † 28. Oktober 1864 in Leipzig, Theaterintendant in Leipzig, Darmstadt, München und Berlin
- 1785, 20. Januar, Theodor von Grotthuß; † 14. Märzjul./ 26. März 1822greg. in Geddutz, Litauen, deutschbaltischer Naturwissenschaftler
- 1785, 24. November, Karl Heinrich Haase; † 19. Juli 1868 in Lößnig, Jurist und Politiker, Präsident der II. Kammer des Sächsischen Landtags
- 1786, 30. August, Eduard Platner, † 5. Juni 1860 in Marburg, Rechtswissenschaftler und Hochschullehrer
- 1786, im August, Karl Friedrich Günther; † 21. Mai 1864 in Leipzig, Rechtswissenschaftler, Hochschullehrer und Abgeordneter des Sächsischen Landtags
- 1787, 1. Februar, Louis Angely; † 16. November 1835 in Berlin, Schauspieler, Schriftsteller
- 1787, 5. Februar, Friedrich August Biener; † 2. Mai 1861 in Dresden, Rechtswissenschaftler und Hochschullehrer
- 1787, 9. April, Johann Gottlob von Quandt; † 19. Juni 1859 in Dresden, Kunsthistoriker und -mäzen
- 1787, 21. Oktober, Peter Otto Clauß; † 29. Januar 1872 in Chemnitz, Industrieller und Politiker, MdL (Königreich Sachsen)
- 1789, 3. Januar, Carl Gustav Carus; † 26. Juli 1869 in Dresden, Arzt, Maler und Naturphilosoph
- 1789, 13. April, Georg Benedikt Winer; † 12. Mai 1858 in Leipzig, protestantischer Theologe und Philologe
- 1789, 21. Oktober, Ernst Friedrich Günther; † 30. August 1850 in Leipzig, Jurist, Hochschullehrer und Übersetzer
- 1790, 25. Februar, Wilhelm Ambrosius Barth; † 1. Dezember 1851 in Leipzig, Buchhändler und Verleger
- 1790, 24. Juni, Franz Carl Sickmann; † 31. März 1860 in Niederlößnitz, Kaufmann, Weingutbesitzer und sächsischer Politiker
- 1792, 1. Januar, Ludwig Bachmann; † 15. April 1881 in Rostock, Philologe, Direktor der Großen Stadtschule und Hochschullehrer in Rostock
- 1792, 21. Februar, Albert Schiffner; † 6. Mai 1873 in Dresden, Schriftsteller und Lexikograf
- 1792, 5. Oktober, Gustav Friedrich Hänel; † 18. Oktober 1878 in Leipzig, Jurist und Rechtshistoriker
- 1793, Henriette Weiße,  3. Oktober 1831 in Leipzig, Sängerin und Salonière
- 1793, 8. Januar, Heinrich Gottlieb Ludwig Reichenbach; † 17. März 1879 in Dresden, Naturwissenschaftler, Zoologe und Botaniker
- 1793, 8. Januar, Adolf Heinrich Schletter; † 19. Dezember 1853 in Paris, Seidenwarenhändler, Konsul und Stifter
- 1793, 2. April, Carl Christian Schmidt; † 13. Juni 1855 in New York, Arzt, Journalist, Schauspieler, Theaterregisseur und -direktor
- 1793, 17. Dezember, Leopold Voß; † 26. November 1868, Buchhändler und Verleger in Leipzig, Verlag Leopold Voß
- 1794, 26. März, Julius Schnorr von Carolsfeld; † 24. Mai 1872 in Dresden, Maler
- 1795, 12. März, Karl Ferdinand Philippi, eigentlich Lippert; † 3. September 1852 in Leipzig, Publizist und Verleger
- 1795, 6. August, Gustav Koch; † 9. Februar 1862 vermutlich in Cölln bei Meißen, Jurist und Stadtrat
- 1796, 6. Januar, Johann Karl Wilhelm Walther; † 3. Februar 1859 in Leipzig, Chirurg und Hochschullehrer
- 1796, 10. Februar, Louise Wolf, † 4. Juli 1859 in Bogenhausen, Malerin und Zeichnerin
- 1797, 10. Juli, Ernst August Carus; † 26. Mai 1854 in Berlin, Chirurg und Hochschullehrer.
- 1798, 15. Juni, Wilhelm Felsche; † 11. Dezember 1867 in Leipzig, Kaffehausgründer, Schokoladenfabrikant
- 1798, 20. Dezember, Albert Dufour-Féronce; † 12. November 1861 in London, Unternehmer, Bankier und Eisenbahnpionier
- 1799, 7. Oktober, Theodor Kind; † 7. Dezember 1868 in Leipzig, Jurist und Neogräzist
- 1799, Karl Neubert; † 20. Dezember 1845 in Leipzig, Pathologe und Medizinhistoriker
- 1799, Eduard Winkler; † 29. Dezember 1862 in Leipzig, Botaniker
- 1800, 5. Februar, Hermann Friedrich Kilian; † 7. August 1863 in Bad Liebenstein, Gynäkologe und Hochschullehrer
- 1800, 4. August, Heinrich Graeff; † 25. Januar 1861 in Kontopp bei Grünberg, Rechtsanwalt und Politiker

## 19. Jahrhundert

### 1801 bis 1820
- 1801, 11. Mai, Franz Dominic Grassi; † 14. November 1880 in Leipzig, Kaufmann und Mäzen
- 1801, 29. Mai, Bernhard von Rabenhorst; † 14. Juni 1873 in Oberlößnitz, General und sächsischer Kriegsminister
- 1801, 10. August, Christian Hermann Weisse; † 19. September 1866 in Leipzig, evangelischer Theologe und Philosoph
- 1802, 2. Januar, Wilhelm Dindorf; † 1. August 1883 in Leipzig, klassischer Philologe
- 1802. 3. Juni, Agnes Carus; † 6. März 1839 Leipzig, deutsche Sängerin (Sopran) sowie Mitglied der Leipziger Singakademie. Sie regte Robert Schumanns frühes Liedschaffen an.
- 1803, 4. März, Rosalie Wagner; † 12. Oktober 1837 in Leipzig, Schauspielerin, Schwester von Richard Wagner
- 1803, 11. April, Henriette Schramm-Graham; † 26. April 1876 in Kötzschenbroda, heute Radebeul; Geburtsname: Henriette Graham, Sängerin, Sopranistin und Schauspielerin
- 1803, 27. April, Hermann Härtel; † 4. August 1875 in Leipzig, Musikverleger
- 1803, 6. Juni, Eduard Pötzsch; † 21. November 1889 in Leipzig, Architekt, Pionier der Bahnhofsbaukunst (Bayerischer Bahnhof), Stiftungsgründer
- 1803, 26. Dezember, Carl Birnbaum (1803–1865), Theaterschauspieler und Opernsänger
- 1804, 3. Februar, Ulrike von Levetzow; † 13. November 1899 auf Schloss Trziblitz, Guts- und Schlossherrin von Trziblitz, Goethe widmete ihr ein Gedicht der Marienbader Elegie
- 1804, 13. Mai, Maximilian Poppe; † 19. Januar 1877 in Leipzig, Gastwirt, Architekt, Schriftsteller und Historiker
- 1804, 10. Juli, Carl Lampe; † 15. Dezember 1889 in Leipzig, Unternehmer, Kunstmäzen und Eisenbahnpionier
- 1804, 17. Juli, Carl Ferdinand Becker; † 26. Oktober 1877 in Plagwitz, Organist und Musikschriftsteller
- 1804, 11. August, Friedrich Funk; † 5. Dezember 1882 in Leipzig, Bildhauer
- 1804, 10. September, Karl Rudolf Brommy; † 9. Januar 1860 in Lesum, Marineoffizier und Befehlshaber der Reichsflotte
- 1805, 3. Januar, Ludwig Dindorf; † 6. September 1871 in Leipzig, klassischer Philologe
- 1805, 29. Juni, Anton Voß; † vor 1866 in Amerika, sächsischer Bergmeister und Landtagsabgeordneter
- 1806, 3. März, Emil Adolf Roßmäßler; † 8. April 1867 in Leipzig, Naturforscher, Botaniker, Politiker und Sachbuchautor
- 1807, 29. Januar, Hermann Götze; † 17. Juni 1869 in Leipzig, Rittergutsbesitzer und Politiker, Stadtrat in Leipzig
- 1807, 26. April, Jacob Georg Bodemer; † 27. November 1888 in Pillnitz, Unternehmer und Philanthrop
- 1807, 10. Mai, Karl Gottlob Francke; † 22. Dezember 1861 in Leipzig, Chirurg und Hochschullehrer
- 1807, 28. Juni, Anton Philipp Reclam; † 5. Januar 1896 in Leipzig, Verleger
- 1807, 24. Juli, Wilhelm Seyfferth; † 18. Juli 1881 in Leipzig, Bankier, Unternehmer und Pionier des deutschen Eisenbahnwesens
- 1807, 25. August, Karl Wilhelm Schäfer; † 6. Dezember 1869 in Dresden, Historiker
- 1807, 26. Oktober, August Ferdinand Dähne; † 1. Dezember 1893 in Gandersheim, evangelischer Theologe und Hochschullehrer
- 1807, Carl Adolf Mende; † 1857 in Achim, Kriegs- und Genremaler
- 1808, 19. Januar, Julius Glaß; † 28. September 1862 in Gera, Bankier und Politiker
- 1808, 15. Oktober, Moritz Schreber; † 10. November 1861 in Leipzig, Arzt und Wegbereiter der Kleingartenbewegung, nach seinem Tod wurde der Begriff „Schrebergarten“ zu einem festen Begriff
- 1809, 28. August, Friedrich Dürck; † 25. Oktober 1884 in München, Porträt- und Genremaler
- 1809, 3. Dezember, Robert Naumann; † 31. August 1880 in Leipzig, Bibliothekar und Gymnasiallehrer
- 1810, 3. Januar, Julius Scharre; † 17. März 1868 in Riesa, Advokat, Politiker und Bürgermeister in Strehla
- 1810, 23. Februar, George Westermann; † 7. September 1879 in Wiesbaden, Verleger
- 1810, 24. Juli, Julius Klinkhardt; † 26. April 1881 in Leipzig, Buchhändler und Verleger
- 1810, 31. Juli, Heinrich Goldhorn; † 21. Dezember 1874 in Leipzig, Bibliothekar
- 1810, 15. November, Gustav Ernst Heimbach, † 24. Januar 1851 in Leipzig, Jurist und Hochschullehrer
- 1811, 21. Januar, Roderich Benedix; † 26. September 1873 in Leipzig, Komödiendichter, Schauspieler und Theaterdirektor
- 1811, 3. April, Hermann Knaur; † 1. April 1872 in Leipzig, Bildhauer.
- 1811, 11. Mai, Theodor Apel; † 20. November 1867 in Leipzig, Schriftsteller und Stifter
- 1811, 18. September, Woldemar Frege; † 27. Dezember 1890 in Leipzig, Jurist und Hochschullehrer
- 1812, Karl Hermann Bruder; † 1892, evangelischer Theologe und Autor
- 1812, 12. März, Carl Wilhelm Eichel, † 5. Dezember 1874 in Bautzen, Jurist, Kommunalpolitiker, Novellist und Übersetzer
- 1812, 13. April, Rudolph Siebeck; † 19. Juli 1878 in Graz, Gartenkünstler, Gartenschriftsteller, Stadtgartendirektor von Wien, Gestalter des Rosentales in Leipzig und des Stadt- und des Rathausparks in Wien.
- 1812, 22. Mai, Theodor von Bergk; † 20. Juli 1881 in Ragaz/CH, Altphilologe, Mitglied des Siebzehnerausschusses der Frankfurter Nationalversammlung
- 1812, 5. August, Theodor Oswald Weigel; † 2. Juli 1881 in Hosterwitz, Buchhändler, Kunsthändler und Verleger.
- 1812, 25. September, Friedrich Carl Biedermann; † 5. März 1901 in Leipzig, Philosoph und Politiker
- 1813, 23. Februar, Franz Julius Delitzsch; † 4. März 1890 in Leipzig, evangelisch-lutherischer Theologe
- 1813, 12. Mai, Albert Emil Kirchner, † 4. Juni 1885 in München, Maler
- 1813, 22. Mai, Richard Wagner; † 13. Februar 1883 in Venedig, Komponist (Opern u. a. Der fliegende Holländer)
- 1814, 20. März, Wilhelm Bruno Lindner; † 18. Mai 1876 in Leipzig, evangelischer Theologieprofessor und Bücherdieb
- 1814, 2. Dezember, Cäcilie Brandt; † 15. Juli 1852, Zeichnerin und Lithographin
- 1815, 6. Mai, Carl Gustav Odermann; † 12. Februar 1904 in Dresden, Autor, Pädagoge, Direktor der öffentlichen Handelslehranstalt in Leipzig (1863–1878)
- 1815, 21. Mai, Adolf Böttger; † 16. November 1870 in Gohlis (heute zu Leipzig), Lyriker, Dramatiker und Übersetzer
- 1816, 20. April, Johann Adolf Winter; † 18. September 1901 in Leipzig, Mediziner und Bibliothekar
- 1816, 12. Mai, Carl Wilhelm Merseburger; † 18. Mai 1885 in Leipzig, Musikwissenschaftler, -schriftsteller und -verleger
- 1816, 21. Juni, Theodor Oelckers; 20. Januar 1869, Schriftsteller, Übersetzer und Revolutionär 1848/49
- 1816, 9. Juli, Karl Wilhelm Streubel; † 8. Dezember 1868 in Leipzig, Chirurg und Hochschullehrer in Leipzig
- 1817, 26. April, Carl Eduard Cramer; † 30. April 1886 in Leipzig, Redakteur und demokratischer Publizist
- 1817, 6. Oktober, Franz Wilhelm Metz, † 27. April 1901 in Hannover, Schriftsetzer und Turnlehrer
- 1818, 28. März, Lilla Löwe; † 8. November 1908 in Wiesbaden, Schauspielerin
- 1818, 13. Juli, Gustav August Brauer; † 16. Januar 1878 in Metz, Theaterdirektor
- 1819, 11. April, Max Meyer; † 30. März 1901 in Leipzig, Bankier und Stifter
- 1819, 10. Januar, Karl Heine; † 25. August 1888 in Leipzig, Rechtsanwalt und Unternehmer
- 1819, 9. März, Julius Clarus; † 6. Mai 1863 in Leipzig, Pharmakologe
- 1819, 12. oder 13. September, Clara Schumann geb. Wieck; † 20. Mai 1896 in Frankfurt am Main, Pianistin und Komponistin, Gattin von Robert Schumann
- 1820, 1. Juni, Ambrosius Abel; † 30. Juli 1878 in Leipzig, Verleger
- 1820, 11. November, Karl Richard Hirschberg; † 31. März 1886 in Meißen, Jurist und Politiker, Mitglied des Reichstags, Bürgermeister von Wurzen und Meißen
- 1820, 18. Dezember, Felix Flügel; † 6. Februar 1904 in Leipzig, Anglist, Philologe und Lexikograf

### 1821 bis 1840
- 1821, 27. August, Alwin Wieck; † 21. Oktober 1885 in Dresden, Geiger und Klavierlehrer
- 1821, 29. November, Albert Wilhelm Gustav Goetz; † 16. Dezember 1898, Unternehmer und Mitglied des Deutschen Reichstags
- 1822/23, Werner Suess; † 7. August 1901 in Bladensburg (Maryland), deutsch-US-amerikanischer Mechaniker, Vizepräsident der US Gramophone Co.
- 1822, 16. Februar, Hedwig von Holstein, geborene Salomon; † 19. Oktober 1897 in Leipzig, Sängerin, Stifterin und Mäzenin
- 1822, 5. Juni, Hermann Francke; † 29. März 1898 in Leipzig, Buchhändler, Antiquar und Auktionator
- 1822, 23. Juni, Eduard Chambon; † 3. März 1857 in Prag, Rechtswissenschaftler und Hochschullehrer
- 1822, 4. November, Otto Günther; † 1897, Rechtsanwalt und Stadtrat in Leipzig
- 1822, 8. November, Karl Heinrich; † 23. Oktober 1890 in Borna, Jurist, und konservativer Politiker
- 1823, 4. April, Karl Albrecht; † 18. Januar 1904 in Freiburg im Breisgau, Lehrer und Stenograf
- 1823, 23. August, Julius Victor Carus; † 10. März 1903 in Leipzig, Zoologe
- 1824, 28. Februar, Franz Schlobach; † 10. Oktober 1907 in Leipzig, Unternehmer, Fabrikant
- 1824, 26. März, Gustav Adolph Kietz; † 24. Juni 1908 in Dresden-Laubegast, Bildhauer
- 1824, 18. Mai, Wilhelm Hofmeister; † 12. Januar 1877 in Lindenau, Musikalienhändler, Botaniker
- 1824, 8. Juni, Auguste Herz, geborene Kachler; † 6. Juni 1880 in Altenburg, Gründerin und Vorsteherin eines Kindergartens, Medizinerin, Orthopädin
- 1825, 3. Juni, Moritz Thierbach; † 20. Dezember 1906, Offizier, Waffenhistoriker
- 1825, 5. Juni, Adolf Neumann; † 20. November 1884 in Leipzig, Maler, Zeichner, Kopist und Kupferstecher
- 1825, 19. September in Knauthain (heute zu Leipzig), Ernst Adolf Coccius; † 24. November 1890 in Leipzig, Augenarzt
- 1825, 18. Oktober, Ernst Lechner; 12. Dezember 1912 in Thusis, Pfarrer und Herausgeber
- 1826, 15. Januar, Clementine Abel; † 30. November 1905 in Leipzig, Schriftstellerin
- 1826, 24. Mai, Ferdinand Goetz; † 13. Oktober 1915 in Leipzig, Arzt, Politiker und Vorstandsvorsitzender der deutschen Turnerschaft
- 1826, 10. Juli, Paul Bernhard Limburger; † 10. Oktober 1891 in Dölitz, Kaufmann
- 1826, 12. September, Richard Pohl; † 17. Dezember 1896 in Baden-Baden, Komponist und Musikschriftsteller
- 1826, 13. November, Karl Wartenburg; † 24. April 1889 in Gera, Schriftsteller und Politiker
- 1827, 20. Februar, Adolph Ambrosius Barth; † 21. September 1969 in Leipzig, Buchhändler und Verleger
- 1827, 5. Juni, Julius Köckert; † 21. November 1918 in München, Maler
- 1828, 10. September, Pauline Schanz; † 18. April 1913 in Berlin, Schriftstellerin
- 1828, 28. Oktober, Paul Ludwig Bassenge; † 22. Februar 1898 in Leipzig, Jurist, Unternehmer und Politiker
- 1828, 27. Dezember, Oskar Mothes; † 4. Oktober 1903 in Dresden, Architekt und Kunsthistoriker
- 1829, 4. Juni, Ernst Halberstadt; † 26. Oktober 1895 in Leipzig, Tuchfabrikant und Mitglied des Deutschen Reichstags
- 1829, 28. August, Theodor Weber; † 4. September 1914 in Halle a. d. Saale, Mediziner, Hochschullehrer, Ehrenbürger der Stadt Halle
- 1830, Carl Friedrich von Posern-Klett; † 1875 in Dresden, Archivar und Historiker
- 1830, 2. Januar, Wilhelm Pückert; † 13. September 1897 in Leipzig, Historiker und Hochschullehrer
- 1830, 21. März, Karl Alfred Grauert; † 3. August 1874 in Crimmitschau, Lehrer und Dichter
- 1830, 30. März Emma Kirchner; † 10. Februar 1909 in Amsterdam, Fotografin
- 1830, 9. Juli, Caroline Similde Gerhard; † 15. März 1903 in Leipzig, Schriftstellerin
- 1830, 17. August, Richard von Volkmann; † 28. November 1889 in Jena, Chirurg
- 1830, 13. November, Paul Schuwalow; † 20. April 1908 in Jalta, russischer Militär und Diplomat
- 1831, 5. Juni, Otto Lorenz; † 26. März 1895 in Paris, Bibliograph und Buchhändler
- 1831, 28. Oktober, Louis Tannert; † 26. März 1915 in Melbourne, deutsch-australischer Maler
- 1831, 15. November, Anna Schimpff-Jahn; † 8. Februar 1896 in Triest, Schriftstellerin und Verlegerin
- 1832, 17. Januar, Marie Wieck; † 6. Oktober 1916 in Dresden, Pianistin und Sängerin
- 1832, 20. Oktober, Constantin Lipsius; † 11. April 1894 in Dresden, Architekt des Historismus
- 1834, 9. Mai, Justus Hermann Lipsius; † 5. September 1920 in Leipzig, klassischer Philologe
- 1834, 4. Juli, Lothar Schilling, † 27. Mai 1879 in Leipzig, Jurist, Richter am Reichsoberhandelsgericht
- 1835, 26. Mai, Carl Bruno Tröndlin; † 27. Mai 1908 in Dresden, Jurist und Oberbürgermeister
- 1835, 14. Juni, Adolf Stern; † 15. April 1907 in Dresden, Schriftsteller und Literaturhistoriker
- 1835, 26. Juli, Alphons Stübel; † 10. November 1904 in Dresden, Naturforscher, Gründer des Länderkundemuseums
- 1835, 18. Dezember, Heinrich Pfeil; † 17. April 1899 in Leipzig, Komponist, Redakteur und Musikschriftsteller.
- 1835, 23. Dezember, Max Mühlig; † 11. Juni 1915 in Teplitz-Schönau, deutsch-böhmischer Glasindustrieller
- 1836, 10. April, Albert von Zahn; † 16. Juni 1873 in Marienbad, Kunsthistoriker, Museumsdirektor und Herausgeber
- 1836, 9. Juni, Werner von der Schulenburg-Burgscheidungen; † 8. April 1893, preußischer Großgrundbesitzer und Mitglied des Preußischen Herrenhauses
- 1837, 17. Februar, Richard Steche; † 3. Januar 1893 in Niederlößnitz, Architekt, Kunsthistoriker und Denkmalpfleger
- 1837, 6. März, Georg Unger; † 2. Februar 1887 in Leipzig, Opernsänger
- 1837, 12. Juni, Wilhelm Volkmann; † 24. Dezember 1896 in Leipzig, Buchhändler und Verleger
- 1838, 7. Februar, Carl Mendelssohn Bartholdy, † 23. Februar 1897 in Königsfelden (Schweiz), Historiker
- 1838, 11. Mai, Theodor Alexander Weber, † März 1907 in Paris, Maler
- 1838, 15. November, Alfred Grenser; † 17. April 1891 in Wien, Buchhändler, Genealoge und Heraldiker
- 1839, Friedrich Nies; † 22. September 1895 in Hohenheim (Stuttgart), Geologe, Mineraloge und Paläontologe
- 1839, 1. Januar, Heinrich Weber; † 5. Mai 1928 in Braunschweig, Physiker und Hochschullehrer
- 1839, 15. Februar, Adolph Mayer; † 11. April 1908 in Gries bei Bozen, Mathematiker und Hochschullehrer
- 1840, Max Georg Schubert; † 13. März 1901 in Niederlößnitz, Politiker
- 1840, 24. Januar, Elisabeth Tondeur; † August 1911, Theaterschauspielerin
- 1840, 16. März, Adolf Meyer; † 9. Januar 1890 in Berlin, Theaterschauspieler und -regisseur
- 1840, 18. Mai, Hans Heinrich Reclam; † 30. März 1920 in Leipzig, Verleger und Buchdruckereibesitzer
- 1840, 27. Mai, Livius Fürst; † 6. Oktober 1907 in Berlin, Pädiater, Kinderneurologe und Märchenautor
- 1840, 30. Oktober, Julius von Bodenhausen;  † 29. Mai 1915, Politiker und Reichstagsabgeordneter

### 1841 bis 1860
- 1841, 18. Januar, Paul Mendelssohn Bartholdy; † 17. Februar 1880 in Berlin, Chemiker und Industrieller
- 1841, 3. April, Hermann Carl Vogel; † 13. August 1907 in Potsdam, Astrophysiker
- 1841, 6. Mai, Otto Brückwald; † 15. Februar 1917 in Leipzig, Architekt (u. a. Theater in Altenburg, Bayreuther Festspielhaus)
- 1841, 1. Juni, Rudolf Engelmann; † 28. März 1888 in Leipzig, Astronom und Verlagsbuchhändler
- 1841, 8. Juni, Hans Blum; † 1. Februar 1910 in Rheinfelsen, Rechtsanwalt, Schriftsteller, Zigarrenfabrikant und Reichstagsabgeordneter
- 1841, 29. August, Margarete Lenk; † 31. Oktober 1917 in Dresden, Schriftstellerin
- 1841, 1. September, Marie Schumann-Hettich; † 14. November 1929 in Interlaken, Pianistin und Musiklehrerin; älteste Tochter von Robert und Clara Schumann
- 1841, 7. September, Ernst Friedrich Heyn, † 14. Januar 1894 in Leipzig, Landschaftsmaler und Illustrator
- 1841, 16. September, Max Friedländer; † 5. April 1909 in Leipzig, Mediziner und Hochschullehrer
- 1841, 7. Oktober, Hedwig Meyer; † nach 1916, Theaterschauspielerin
- 1841, 26. Oktober, Alfred von Boxberg; † 14. Juni 1896 in Weimar, Staatsminister
- 1841, 29. November, Hans von Bodenhausen; † 7. Mai 1921 in Halle, Politiker
- 1842, 30. Oktober, Ludwig Friedrich Hofelich; † 12. Januar 1903 in München, Maler und Holzstecher
- 1843, 26. Mai, Hermann Ludwig Heubner; † 25. Dezember 1915 in Leipzig, Maler
- 1843, 20. Juli, Richard Biedermann, † 10. Mai 1880 in Leipzig, Agrikulturchemiker
- 1843, 21. August, Ludwig von Oppenheimer; † 27. November 1909 in Wien, österreichischer Großgrundbesitzer und Politiker
- 1843, 22. August, Karl Franz Koehler; † 5. August 1897 in Bonn, Buchhändler
- 1843, 14. November, Theodor Wilhelm Engelmann; † 20. Mai 1909 in Berlin-Lankwitz, Physiologe, Biologe und Zoologe
- 1843, 15. November, Hermann Traugott Fritzsche; † 24. Juli 1906 in Marienbad, Unternehmer
- 1844, 4. Mai, Gustav Gröber; † 6. November 1911 in Ruprechtsau bei Straßburg, Romanist und Hochschullehrer
- 1844, 30. November, Rudolf Lavant, eigentlich Richard Cramer; † 6. Dezember 1915 in Leipzig, Schriftsteller
- 1845, 25. März, Friedrich Wilhelm Heine; † 27. August 1921 in Milwaukee, Künstler, Kupfer- und Stahlstecher, Buchillustrator und Maler
- 1845, 11. Oktober, Johannes Grunow; † 1. April 1906 in Leipzig, Buchhändler und Verleger
- 1846, 23. April, Linna Vogel Irelan; † 25. März 1935 in Oakland, Vereinigte Staaten, Malerin und Keramikerin
- 1847, 5. März, Carl Otto Grass; † 7. September 1897 in Arendal, Norwegen, Chemiker und Stahlmanager
- 1847, 8. April, Karl Wittgenstein; † 20. Januar 1913 in Wien, Unternehmer
- 1847, 14. Mai, Heinrich XVIII. Reuß zu Köstritz; † 15. August 1911 in Schweinfurt, preußischer General der Kavallerie
- 1847, 3. Juli, Max Bösenberg; † 23. Mai 1918 in Leipzig, Architekt des Historismus
- 1847, 4. Juli, Heinrich Georg Drescher; † 1925 in Leipzig, Zeichner und Maler
- 1847, 29. November, Marie von Felseneck; † 29. August 1926 in Berlin, Schriftstellerin
- 1848, 13. April, Oskar Lenz; † 2. März 1925 in Sooß, deutsch-österreichischer Afrikaforscher, Mineraloge und Geologe
- 1848, 26. August, Armand von Ardenne; † 20. Mai 1919 in Zehlendorf b. Berlin, Generalleutnant und Militärschriftsteller
- 1848, 7. Oktober, Clara Meyer; † 24. Juli 1922 in Berlin, Theaterschauspielerin
- 1850, 3. Juni, Johannes von Tischendorf; † 30. Mai 1923 in Leipzig, Jurist
- 1850, 2. September, Woldemar Voigt; † 13. Dezember 1919 in Göttingen, Physiker
- 1850, 11. November, Alfred Mehlhorn, † 13. August 1932, sächsischer Generalleutnant
- 1851, 2. Februar Ernst Traugott Fritzsche; † 21. Dezember 1916 in Leipzig, Fabrikant
- 1851, 8. Februar Max Taube; † 11. September 1915 in Leipzig, Arzt.
- 1851, 14. April, Edwin Bormann; † 3. Mai 1912 in Leipzig, Schriftsteller
- 1851, 16. Juni, Georg Jellinek; † 12. Januar 1911 in Heidelberg, Staatsrechtler, Bruder von Emil Jellinek (* 1853)
- 1851, 3. Juli, Elisabeth Florentine Bächtold; † 23. Januar 1927 in Davos, Schriftstellerin
- 1852, 11. März, Curt Siegel, † 13. Oktober 1908 in St. Petersburg, Ingenieur und Fabrikbesitzer in St. Petersburg
- 1852, 31. Mai, Karl August Rudolf Rüder; † 14. März 1912 in Roßwein, Jurist und Politiker
- 1852, 16. Juni, Max Jubisch; † 7. Juni 1919 in Kittlitz bei Löbau, Gärtner und Sachbuchautor
- 1853, 9. Februar, Georg Friedrich Giesecke; † 17. Februar 1930 ebenda, Schriftgießer und Druckmaschinenfabrikant
- 1853, 24. März, Albin Kutschbach; † 16. November 1936 in Leipzig, Schriftsteller, Druckereibesitzer, Diplomat und Mitglied des Deutschen Reichstags
- 1853, 6. April, Emil Jellinek; † 21. Januar 1918 in Genf, Diplomat (Österreich-Ungarn) und Geschäftsmann (Automobilbranche)
- 1853, 25. Oktober, Bruno Lindner; † 20. Mai 1930 in Dresden, Indologe
- 1854, Arthur Wolf; † 12. März 1941, Unternehmensgründer einer Rauchwarengroßhandlung und Pelzwarenfabrik
- 1854, 4. Juli, Heinrich Zöllner; † 4. Mai 1941 in Freiburg im Breisgau, Komponist und Dirigent
- 1855, 3. Juni, Paul Herfurth; † 1. Januar 1937 in Markkleeberg, Verleger und Politiker der Nationalliberalen Partei
- 1855, 2. Dezember, Antonio Knauth; † 3. Dezember 1915 in Bolton, New York, deutsch-amerikanischer Rechtsanwalt, Mitinhaber des Bankhauses Knauth, Nachod & Kühne
- 1856, 19. Juli, Emil Goetze; † 28. September 1901 in Charlottenburg, Opernsänger
- 1856, 30. August, Friedrich Rosen; † 27. November 1935 in Peking, Außenminister des Deutschen Reichs vom 21. Mai bis 2. Oktober 1921
- 1856, 17. September, Helene Voß; † 1. November 1926 in Wittenberg, Schauspielerin
- 1857, 13. Januar, Paul Ewald, † 26. Mai 1911 in Erlangen, evangelischer Theologe und Hochschullehrer
- 1857, 19. Januar, Georg Müller, † 7. Februar 1921 in Meran, Kunsthändler und -sammler
- 1857, 31. Januar, Alfred Gustav Benedictus Ackermann-Teubner; † 18. Februar 1941 in Leipzig, Verleger, Buchhändler und Inhaber der Verlagsbuchhandlung und Buchdruckerei B.G. Teubner.
- 1857, 18. Februar, Max Klinger; † 5. Juli 1920 in Großjena bei Naumburg, Maler, Grafiker, Bildhauer
- 1857, 27. Mai, Max Hödel; † 16. August 1878 in Berlin, Attentäter auf Kaiser Wilhelm I.
- 1857, 11. Juli, Hans Demiani; † 24. Februar 1911 in Bozen, Beamter, Jurist und Zinnsammler
- 1857, 10. Oktober, Margarete Oppenheim; † 2. September 1935 in Berlin, Kunstsammlerin
- 1857, 28. November, Otto Hamann; † 3. Mai 1925 in Berlin, Zoologe und Bibliothekar
- 1858, 3. März, Heinrich Brockhaus; † 24. Oktober 1941 in Leipzig, Kunsthistoriker
- 1859, 25. Januar, Alexander Reichert; † 1. Juli 1939, Zoologe
- 1859, 10. März, Paul Richter; † 5. April 1944 in Leipzig, Architekt
- 1859, 15. Juni, Arthur Heffter; † 8. Februar 1925 in Berlin, Pharmakologe und Chemiker
- 1859, 24. September, Julius Klengel; † 27. Oktober 1933 in Leipzig, Cellist
- 1859, 15. Oktober, Georg Arnold Wolff; † 25. Mai 1943 in München, Bibliothekar
- 1859, 5. November, Alexander Schmidt-Michelsen; † 21. November 1908 in Leipzig, Maler
- 1859, 28. Dezember, Heinrich Tscharmann; † 22. Mai 1932 in Dresden, Architekt
- 1860, 9. Juni, Lothar Koch; † 7. April 1915 in Bremen, Pädagoge
- 1860, 2. Juli, Georg Thieme; † 26. Dezember 1925 in Leipzig, Verleger von wissenschaftlicher Literatur, Gründer des Georg Thieme Verlags
- 1860, 4. Juli, Fritz Kleinhempel; † 7. August 1910 in Dresden, Grafiker, Karikaturist, Werbe- und Plakatkünstler sowie Designer
- 1860, 26. Dezember, Alexander von Fielitz; † 29. Juli 1930 in Bad Salzungen, Komponist
- 1860, 27. Dezember, Felix Dreyschock; † 1. August 1906 in Berlin
- 1860, 28. Dezember, Walther Felix, † 17. März 1930, Anatom in Zürich

### 1861 bis 1880
- 1861, 19. Januar, Bruno Sauer; † 10. Mai 1919 in Kiel, Klassischer Archäologe und Hochschullehrer
- 1861, 2. Februar, Arthur Schneider; † 25. August 1905 in Steinach/Tirol, Klassischer Archäologe, Hochschullehrer
- 1861, 20. Mai, Arthur Benno Schmidt; † 14. April 1940 in Tübingen, Jurist, Hochschullehrer, Politiker, Abgeordneter
- 1861, 12. Juni, Arthur Trebst; † 27. August 1922 in Leipzig, Bildhauer
- 1861, 19. Juni, Carl Seffner; † 2. Oktober 1932 in Leipzig, Bildhauer
- 1861, 5. Oktober, Hermann Kunz-Krause; † 12. Februar 1936, Pharmakologe und Hochschullehrer
- 1861, 24. Oktober, Fritz Drechsler; † 29. Oktober 1922 in Leipzig, Architekt des Jugendstils
- 1861, 26. Dezember, Ludolf Krehl; † 26. Mai 1937 in Heidelberg, Internist, Kardiologe und Pathologe
- 1862, 3. Januar, Heinrich August Meißner; † 14. Januar 1940 in Istanbul, Ingenieur und Eisenbahnbauer
- 1862, 19. Januar, Richard Schmidt; † 13. März 1944 in Leipzig, Politik- und Rechtswissenschaftler, Rektor der Universität Leipzig
- 1862, 20. Juli, Adolf Lehnert; † 6. Januar 1948 in Leipzig, Bildhauer und Medailleur
- 1863, 25. Mai, Conrad Cichorius; † 20. Januar 1932 in Bonn, Althistoriker und Klassischer Philologe
- 1863, 13. Juni, Albert Weinert; † 29. November 1947 in der Bronx, deutsch-amerikanischer Bildhauer
- 1863, 23. August, Martin Benno Schmidt; † 27. November 1949 in Mittenwald, Pathologe, Universitäts-Rektor
- 1863, 2. Dezember, Gustav Wohlgemuth; † 2. März 1937 in Leipzig, Chordirigent und Komponist
- 1864, 5. Februar, Wilhelm Bruhns; † 18. Juni 1929 in Clausthal, Mineraloge, Hochschullehrer und -rektor
- 1864, 2. Juni, Wilhelm Souchon; † 13. Januar 1946 in Bremen, Vizeadmiral der kaiserlichen Marine, Oberbefehlshaber der osmanischen und bulgarischen Marine während des Ersten Weltkriegs
- 1864, 5. Juli, Stephan Krehl; † 7. April 1924 in Leipzig, Komponist, Musikpädagoge und Musiktheoretiker
- 1864, 27. Juli, Arthur Michaelis; † 21. Mai 1946 in Leipzig, Maler und Grafiker
- 1865, 31. Januar, Ulrich Thieme; † 25. März 1922 in Leipzig, Kunsthistoriker (Thieme-Becker)
- 1865, 18. Februar, Curt Hillig; † 28. April 1939 in Leipzig, Jurist
- 1865, 20. Februar, Karl Rothe; † 20. Januar 1953 in Leipzig, Jurist und Kommunalpolitiker
- 1865, 27. Februar, Jacques Mieses; † 23. Februar 1954 in London, deutsch-britischer Schachgroßmeister, Journalist und Buchautor
- 1865, 8. Mai, Hans Roßbach; † Juli 1943 in Dresden, sächsischer Generalmajor
- 1865, 25. Mai, Carl Brasch; † 19. April 1938 in Berlin, Bildhauer
- 1865, 26. Mai, Arthur Georgi; † 3. Mai 1945 auf Gut Neuhof, Mecklenburg, Verlagsbuchhändler und Leiter des Paul Parey Verlags
- 1865, 18. Juli, Otto Collot; † 3. Juli 1936 in Berlin, Theater- und Stummfilmschauspieler
- 1865, 31. Juli, Heinrich Finkelstein; † 28. Januar 1942 in Santiago de Chile, Kinderarzt und Pionier der Säuglingsheilkunde
- 1865, 18. Oktober, Heinrich Blümner, † 13. Februar 1839 in Leipzig, Jurist
- 1865, 24. Oktober, Edgar Herfurth; † 21. Mai 1950 in Marktredwitz, Zeitungsverleger der „Leipziger Neuesten Nachrichten“, Förderer des Wirtschaftsjournalismus
- 1866, 20. März, Paul Möbius; † 6. April 1907 in Leipzig, Architekt
- 1867, 28. Februar, Thomas Theodor Heine; † 26. Januar 1948 in Stockholm, Maler, Zeichner, Karikaturist und Schriftsteller
- 1867, 16. Mai, Albin Mohs; † 20. März 1925 in Berlin, Gewerkschafter, Vorsitzender einer internationalen Gewerkschaftsorganisation und Kommunalpolitiker
- 1867, 13. Juli, Marga Köhler; † Ende 1921 auf dem Atlantik, Theater- und Filmschauspielerin
- 1867, 10. November, Paul Gerhardt; † 23. September 1946 in Oberhohndorf, Komponist und Organist
- 1867, 11. November, Walter Goetz; † 30. Oktober 1958 in Adelholzen, Historiker, Publizist und Politiker (DDP)
- 1868, 12. Januar, Heinrich Triepel; † 23. November 1946 in Untergrainau, Jurist
- 1868, 20. Januar, Albrecht Kurzwelly; † 8. Januar 1917 in Leipzig, Kunsthistoriker, Volkskundler und Gründungsdirektor des Stadtgeschichtlichen Museums
- 1868, 24. Januar, Ludwig Fränkel, † 1925 in Ludwigshafen, Autor, Literaturhistoriker und Lehrer
- 1868, 11. März, Paul Stuckenbruck; † 1. Dezember 1947 in Leipzig, Bildhauer und Restaurator
- 1868, 22. Juni, Oskar Lasche; † 30. Juni 1923 in Berlin, Elektroingenieur
- 1868, 30. Juni, Paul Umbreit; † 21. März 1932 in Berlin, Gewerkschafter, Vorsitzender des sozialpolitischen Ausschusses im Reichswirtschaftsrat
- 1868, 7. Juli, Amanda Lindner; † 18. April 1951 in Berlin, Schauspielerin
- 1868, 10. Oktober, Sigmund Schott; † 19. November 1953 in Heidelberg, Professor für Betriebswirtschaftslehre und Statistik, Ehrenbürger der Stadt Mannheim
- 1868, 15. November, Wilhelm Kurt Roesler; † 31. August 1943, Abgeordneter des Provinziallandtages der Provinz Hessen-Nassau
- 1868, 5. Dezember, Rudolf Kautzsch; † 26. April 1945 in Berlin, Kunsthistoriker
- 1868, 20. Dezember, Bruno Héroux; † 14. Februar 1944 in Leipzig, Maler, Grafiker, Schrift- und Exlibriskünstler
- 1869, Amalie Arndt; † nach 1913, Schriftstellerin
- 1869, 11. Januar, Robert Ferdinand Friedrich Hofmann; † 31. Januar 1943, Jurist und Kommunalpolitiker
- 1869, 27. März, Oswald Gottfried; † 19. August 1949 in München, Landschafts- und Porträtmaler
- 1869,  30. Mai, Karl Brück, † 15. Juni 1945 in Dippoldiswalde, Generalmajor der Reichswehr
- 1869, 17. Juni, Dorothea Arnd al Raschid; † 10. März 1945 in Meiningen, Porträtmalerin
- 1869, 1. August, Georg Zenker; † 6. April 1933 in Burg Stargard, Maler und Innenarchitekt
- 1869, 25. August, Heinrich Vogeler; † 21. Februar 1937 in Magdeburg, Theaterschauspieler, Regisseur und Intendant
- 1869, 14. November, Peter Ernst Möller; † 10. Mai 1922 in Leipzig-Schönefeld, Politiker (SPD)
- 1869, 24. November, Carl Bruhns; † 21. Januar 1934 in Berlin, Mediziner, Dermatologe und Hochschullehrer
- 1869, 6. Dezember, Johannes Hartmann; † 29. März 1952 in Naumburg, Bildhauer, Betreuer des künstlerischen Nachlasses von Max Klinger
- 1870, 9. Januar, Ludwig Volkmann; † 10. Februar 1947 in Leipzig, Verleger und Schriftsteller
- 1870, 9. Februar, Gustav Adolf Kuhfahl; † 6. Juni 1938 in Wiesbaden, Jurist, Fotograf und Postsäulenforscher
- 1870, 12. März, Hildegard Boerner; † nach 1935, Konzertsängerin und Gesangsmeisterin
- 1870, 19. April, Theodor Liebknecht; † 6. Januar 1948 in Altennaundorf, Politiker (USPD, SAPD)
- 1870, 2. Mai, Oskar Zwintscher; † 12. Februar 1916 in Dresden, Maler
- 1870, 26. Mai, Paul Roux; † 28. Oktober 1935 in Leipzig, Fechtmeister
- 1870, 8. Juni, Max Brödel; † 26. Oktober 1941, medizinischer Illustrator
- 1870, 17. August, Hans Hermann; † 18. Mai 1931 in Berlin, Komponist, Kontrabassist und Pädagoge
- 1870, 10. November, Josephine Siebe; † 26. Juli 1941 in Leipzig, Redakteurin und Kinderbuchautorin
- 1870, 29. November, Walther Gensel; † 7. Mai 1910 in Groß-Lichterfelde, Kunsthistoriker
- 1871, 24. Januar, Hermann Triepel; † 26. September 1935 in Breslau, Anatom
- 1871, 26. Februar, Karl August Fritzsche; † September 1944 in Leipzig, Fabrikant (Schimmel & Co.)
- 1871, 6 Juni, Max Rossbach; † 30. November 1948 in München, Kunstmaler
- 1871, 20. Juni, Martin Herrmann; † 18. September 1926 in Berlin, Architekt und Baubeamter
- 1871, 18. Juli, Moritz Weber; † 10. Juni 1951 in Neuendettelsau, Ingenieur und Hochschullehrer
- 1871, 13. August, Karl Liebknecht; † 15. Januar 1919 in Berlin, Politiker (Mitbegründer der KPD)
- 1871, 9. November, Felix Pfeifer; † 6. März 1945 in Leipzig, Bildhauer und Medailleur
- 1871, 30. November, Friedrich Tscharmann; † 3. Mai 1945 in Berlin, SS-Brigadeführer und Generalmajor der Waffen-SS
- 1872, 26. Juli, Max Bernuth; † 1. April 1960 in Bayerisch Gmain, Kunstmaler, Professor an der Kunstgewerbeschule Wuppertal-Elberfeld, Buchillustrator
- 1872, 27. Dezember, Boris Fedtschenko; † 29. September 1947 in Leningrad, russischer Botaniker
- 1873, 4. Januar, Kurt Gabriel; † 12. November 1935 in Düsseldorf, Architekt
- 1873, 8. April, Wilhelm Paulcke; † 5. Oktober 1949 in Karlsruhe, Geologe, Lawinenforscher und Pionier des alpinen Skilaufs und des Bergsteigens
- 1873, 21. Mai, Johann Georg Dreydorff; † 24. Januar 1935 in Krefeld, Landschafts-, Genre-, Interieur- und Stilllebenmaler
- 1873, 28. Mai, Otto Schwabach; † 28. Januar 1944, Bauunternehmer und Verbandsfunktionär
- 1873, 15. Juni, Alwin Seifert; † 27. Februar 1937 in Leipzig, Landschaftsmaler, Lithograf, Grafiker und Kunstgewerbler
- 1873, 25. Juni, Else Fürst; † 19. April 1943 im KZ Theresienstadt, Bildhauerin und Medailleurin
- 1873, 1. Juli, Paul Rößler; † 29. Juli 1957 in Heidelberg, Maler und Restaurator, Professor an der Kunstgewerbe-Akademie Dresden
- 1873, 15. Juli, William Bromme; † 19. Februar 1926 in Lübeck, Senator, Redakteur
- 1873, 9. Dezember, Georg Lilie; † 1. November 1935 in Kaltensundheim, Maler und Architekturzeichner, Zeichenlehrer und Heimatkundler
- 1874, 5. Januar, Lena Stein-Schneider; † 17. Juni 1958 in München, Komponistin, Lied- und Operettentexterin, Pianistin
- 1874, 7. Januar, Oswald Winkel; † 18. Juli 1953 in Leipzig, Kartograf
- 1874, 27. Januar, Felix Dietrich; † 25. April 1938 in Gautzsch, Verleger
- 1874, 5. März, Gretchen Barthelmes; † 20. Juni 1945 in Schreckendorf, Schriftstellerin
- 1874, 27. März, Fritz Brockhaus; † 3. Juli 1952 in Leipzig, Verleger, Buchhändler und Jurist
- 1874, 6. April, Franz Oskar Behringer; † 25. März 1956 in Leipzig, Maler und Zeichner
- 1874, 7. Mai, Heinrich Hoffmann; † 12. Oktober 1951 in Bern, evangelischer Theologe und Hochschullehrer
- 1874, 7. Mai, Horst Schöttler; † 15. Mai 1942 in Leipzig, Unternehmer und Schriftsteller
- 1874, 17. Juli, Alfred Müller; † 1. November 1955 in Tharandt, Forstwissenschaftler und Hochschullehrer
- 1874, 1. September, Fritz Löwe; † 4. März 1955, Physiker und Spezialist für Optik
- 1874, 27. September, Bruno Krug; † 3. September 1964 in Annaberg-Buchholz, Politiker, Erster Bürgermeister der Stadt Annaberg
- 1874, 5. November, Walther Richard Linnemann; † 5. April 1932 in Leipzig, Musikalienhändler und Musikverleger
- 1874, 7. November, Felix Hübel; † 20. Juni 1922 in Baden-Baden, Unternehmer, Verleger, Schriftsteller, Sammler
- 1875, 17. Januar, Otto Paul Burghardt; † 14. April 1959 in Oldenburg, Architekt
- 1875, 10. April, Walter Schlobach; † 29. Dezember 1950 in Leipzig, Unternehmer
- 1876, 13. Januar, Otto Liebknecht; † 21. Juni 1949 in Berlin, Chemiker
- 1876, 17. Mai, Felix von Bressensdorf; † 8. November 1955 in Starnberg, Verleger
- 1876, 1. Juni, Walter Lilie; † 13. Juli 1924 in Schwetzingen, Kunstmaler, Radierer und Lithograph
- 1876, 23. Juni, Alfred Schneider; † 23. Dezember 1941 in Dahlewitz, Bauingenieur, Zirkusbesitzer und Löwendompteur
- 1876, 5. August, Georg Benedix; † 22. Februar 1970 in Leipzig, Sportorganisator und Sportfunktionär
- 1876, 3. September, Hans Preuß; † 12. Mai 1951 in Erlangen, lutherischer Theologe und Professor an der Universität Erlangen
- 1876, 25. September, Albert Schwarz, † 22. Juli 1929 in Heidenau, Politiker, Wirtschaftsminister des Freistaats Sachsen
- 1876, 24. November, Carl Drucker; † 17. März 1959 in Uppsala, Chemiker
- 1877, 16. Februar, Paul Georg Münch; † 16. Juni 1956 in Leipzig, Lehrer, Reformpädagoge und Schriftsteller
- 1877, 24. Februar, Bernhard Kuhnt; † 28. Januar 1946 in Westensee bei Kiel, Präsident der Republik Oldenburg-Friesland 1918/19
- 1877, 14. Mai, Paul von Bleichert; † 18. September 1938 in Zürich, Unternehmer, Erbe des Unternehmens Adolf Bleichert & Co., in Leipzig-Gohlis
- 1877, 3. Juli, Heribert Bahndorf; † 3. März 1958 in Friedrichroda, Maler
- 1877, 25. August, Georg Schmidt; † 5. Februar 1941 in Berlin, Ministerialbeamter, sächsischer Staatsminister für Arbeit und Wohlfahrt
- 1877, 9. November, Paul Vogel; † 4. Dezember 1960 in Berlin, Pädagoge und Hochschullehrer
- 1877, 12. Dezember, Karl von Zahn; † 20. August 1944 in Berlin-Zehlendorf, Jurist und Ministerialbeamter.
- 1878, 20. Januar, Theodor Arldt; † 11. November 1960 in Radeberg, Naturwissenschaftler, Philologe und Historiker
- 1878, 10. Februar, Albin Frehse, † 31. Januar 1973 in Leipzig, Hornist und Professor an der Hochschule für Musik Leipzig
- 1878, 1. April, Carl Sternheim; † 3. November 1942 in Brüssel, Schriftsteller
- 1878, 17. April, Otto Westphal, † 5. September 1975 in Dresden, Maler, Grafiker und Kunsthandwerker
- 1878, 15. Mai, Alfred Dickert; † nach 1935, Maler
- 1878, 25. Juli, Richard Cohn; † 20. April 1959 in Hamburg, Rechtsanwalt und Notar
- 1878, 15. Dezember, Georg von Hase; † 13. Januar 1971 in Jena, Marineoffizier, Verleger und Schriftsteller
- 1878, Paul Moleska; † 2. Januar 1935 in Berlin, Theater- und Filmschauspieler
- 1879, 26. Januar, Ernst Blümner; † 14. September 1815 in Leipzig, sächsischer Legationsrat und Rittergutsbesitzer
- 1879, 17. Februar, Hildegard Heyne; † 26. November 1964 in Leipzig, Kunsthistorikerin am Museum der bildenden Künste in Leipzig
- 1879, 2. Mai, Curt Melnitz; † 1962 in Los Angeles, Kalifornien, Filmproduzent
- 1879, 29. August, Paul Rudolf Backhaus; † 19. September 1955 in Leipzig, Bildhauer
- 1879, 1. September, Karl Ernst Henrici; † 9. November 1944 in Berlin, Buchhändler und Antiquar
- 1879, 10. September, Carl Müller-Baumgarten; † 2. Januar 1964 in München, Landschaftsmaler und Grafiker
- 1879, 17. November, Ernst Frommhold; † 24. Juni 1955 in Leipzig, Maler
- 1879, 21. November, Johannes Nitzsche; † 17. Januar 1947 in Leipzig, Konstrukteur und Produzent von Kinoprojektoren
- 1879, 23. November, Walther Felix Mueller; † 4. November 1970 in Wiesbaden, Kommunalpolitiker, Oberbürgermeister der Stadt Weimar
- 1880, 25. März, Elise Hofmann-Bosse; † 12. Dezember 1954 in Leipzig, Bibliothekarin
- 1880, 4. Juli, Richard Krüger; † 30. Januar 1965 in Halle (Saale), Politiker und Reichstagsabgeordneter
- 1880, 5. September, Felix Schloemp; † 1916 in Russland, Buchhändler und Schriftsteller

### 1881 bis 1900
- 1881, 2. Februar, Fritz Behr; † 4. Oktober 1974 in Weimar, Pädagoge, Kommunalpolitiker (SPD/SED) und Vorsitzender der Deutschen Shakespeare-Gesellschaft
- 1881, 31. März, Hans Emil Reclam; † 14. April 1943 in Leipzig, Verleger
- 1881, 25. April, Hans Windisch; † 8. November 1935 in Halle (Saale), evangelischer Theologe und Neutestamentler
- 1881, 15. Mai, Wilhelm Klemm; † 23. Januar 1968 in Wiesbaden, Verleger und Lyriker
- 1881, 3. Juni, Otto Rauth; † 11. November 1967 in Leipzig, Jurist, Publizist, Mazdaznan-Funktionär
- 1881, 21. Juni, Hermann Ebers; † 10. Februar 1955 in Weilheim, Maler und Illustrator
- 1881, 10. Juli, Marie Bock; † 6. Juni 1959 in Wien, österreichische Politikerin
- 1881, 14. November, Erich Gruner; † 30. Dezember 1966 in Leipzig, Grafiker, Maler, Illustrator
- 1881, 30. Dezember, Friedrich Sobe † 17. Februar 1966 in Bad Oeynhausen, Oberfinanzpräsident
- 1882, Walter Böttger; † 1947 in Dresden, Marionettenspieler[2][3][4]
- 1882, 29. Januar, Arthur Julius Krause; † 1972 in Leipzig, Gymnasiallehrer für Mathematik und Physik in Leipzig, Globenmacher
- 1882, 10. März, Raphael Chamizer; † 28. Oktober 1957 in Haifa, deutsch-israelischer Arzt, Illustrator und Bildhauer
- 1882, 15. März, Otto Hermann Fritzsche; † 4. Juni 1908 in Meine, Marineoffizier und Flugpionier
- 1882, 15. März, Wilhelm Schomburgk; † 18. Dezember 1959 in Leipzig, Jurist, Bankier, Sportfunktionär
- 1882, 14. April, Hermann Dreßler; † nicht ermittelt, Schriftsteller
- 1882, 12. Mai, Doris Hertwig-Bünger; † 18. Januar 1968 in Dresden, Pädagogin und Politikerin der Deutschen Volkspartei
- 1882, 17. Mai, Walther Pfitzner; † 4. Juli 1956 in Minneapolis, deutsch-amerikanischer Pianist, Dirigent, Komponist und Musikpädagoge
- 1882, 26. Mai, Ferdinand Steiniger; † 23. April 1973 in Dresden, Grafiker
- 1882, 6. Juni, Hadrian Maria Netto; † 27. November 1947 in Dresden, Schauspieler und Theaterschriftsteller
- 1882, 30. Juni, Heinrich Riso; † August 1952 in den Vereinigten Staaten, Fußballspieler
- 1882, 12. Juli, Walter Lange; † 1961, Admiralarzt der Kriegsmarine
- 1882, 16. August, Erich Schilling; † 1. März 1962 in Berlin, Gewerkschaftsfunktionär
- 1882, 4. September, Johannes Prüfer; † 9. Juni 1947 in Bad Blankenburg, Pädagoge, Fröbelforscher
- 1882, 25. September, Otto Wilhelm Barth; † nach 1930, Verleger und Herausgeber, Otto Wilhelm Barth Verlag
- 1882, 11. Oktober, Johannes Käfer; † 3. Dezember 1943 in Berlin, Generalstabsarzt der Wehrmacht
- 1882, 10. November, Else Bostelmann; † Dezember 1961 in Darien in Connecticut, deutsch-amerikanische Malerin
- 1883, 11. Januar, Robert Paul Oszwald; † wahrscheinlich Frühjahr 1945, Publizist, Historiker und politischer Funktionär
- 1883, 12. Januar, Arthur Holke; † Januar 1940 im KZ Buchenwald, Anarchist, Anarchosyndikalist und Widerstandskämpfer gegen den Nationalsozialismus
- 1883, 25. Februar, Johanna Magerfleisch; 12. Dezember 1972 in Glücksburg, Malerin
- 1883, 7. April, Franz Ickert; † 11. Oktober 1954 in Paris, Landarzt, Oberregierungsrat und Bakteriologe
- 1883, 29. April, Arno Bruchardt; † 26. August 1945 in Leipzig, Politiker (SPD; USPD), Reichstagsabgeordneter, Bürgermeister von Wiederitzsch
- 1883, 8. Mai, Walter Bachmann; † 15. März 1958 in Radebeul, Architekturhistoriker und Denkmalpfleger
- 1883, 24. Juni, Johannes Koppe; † 13. Mai 1959 in Leipzig, Architekt und Städteplaner
- 1883, 21. Juli, Carl Sonntag jun., † 20. August 1930 in Berlin, Kunstbuchbinder und Einbandgestalter
- 1883, 5. September, Bruno Schäfer; † 29. Juli 1957 in Frankfurt am Main, Bildhauer, Designer und Hochschullehrer
- 1883, 8. November, Lili Pollatz; † 1. März 1946 in Haarlem, Niederlande, Reformpädagogin, Gerechte unter den Völkern
- 1884, 11. Januar, Dietrich Wortmann, † 21. September 1952 in New York, Ringer
- 1884, 12. Februar, Max Beckmann; † 27. Dezember 1950 in New York, Maler des Expressionismus, Professor an Kunstakademien bzw. Schulen
- 1884, 8. März, Otto Klemm; † 5. Januar 1939 in Leipzig, Psychologe und Philosoph
- 1884, 26. März, Wilhelm Backhaus; † 5. Juli 1969 in Villach, Pianist
- 1884, 11. Mai, Rudolf Dix; † 17. April 1952 in Berlin, Rechtsanwalt und Notar
- 1884, 9. Juni, Paul Dietze; † nach 1935, Major, Politiker (NSDAP) und Landesgruppenführer des Reichsluftschutzbundes in Sachsen
- 1884, 10. Juni, Adalbert Friedrich; † 4. Juli 1962, Fußballspieler
- 1884, 18. Juli, Leo Rauth; † 9. Januar 1913 in Welschnofen, Maler und Grafiker
- 1884, 7. August, Paul Frölich; † 16. März 1953 in Frankfurt am Main, Politiker (KPD-Mitbegründer), Nachlassverwalter und Biograph von Rosa Luxemburg
- 1884, 21. August, Walther Brügmann; † 25. August 1945 in Bern, Schauspieler, Sänger, Regisseur
- 1884, 25. November, Emil Block; † 19. März 1966 in Leipzig, Maler
- 1884, 2. Dezember, Johannes Popitz; † 2. Februar 1945 in Berlin-Plötzensee, preußischer Finanzminister und Widerstandskämpfer
- 1884, 21. Dezember, Camillo Ugi; † 18. Mai 1970 in Markkleeberg, Fußballspieler
- 1885, 24. Februar, Carl Weickert, † 1. Mai 1975 in Berlin, klassischer Archäologe, Hochschullehrer
- 1885, 3. März, Hans Blüthgen; † 21. August 1966 in Borsdorf, Architekt und Maler
- 1885, 6. März, Karl Michel; † 12. April 1966 in Zwickau, Maler, Grafiker und Holzschneider
- 1885, 7. März, Georg Walter Rössner; † 3. September 1972 in Gundelsby, Maler und Graphiker
- 1885, 11. März, Hans Leibelt; † 3. Dezember 1974 in München, Bühnen- und Filmschauspieler
- 1885, 27. Mai, Fritz Grundmann; † 25. Februar 1952 in Eibenstock, Lehrer und Heimatforscher
- 1885, 30. Juni, Heinrich Schomburgk; † 29. März 1965 in Königstein (Sächsische Schweiz), Fußball- und Tennisspieler
- 1885, 24. August, Ernst Hashagen; † 12. Juni 1947, Marineoffizier und U-Boot-Kommandant im Ersten Weltkrieg
- 1885, 24. August, Trude Massloff; † 14. November 1943 in Leipzig, Malerin und Grafikerin
- 1885, 5. September, Paul Roth; † 25. April 1964 in Trier, Diplomat, Zeitungswissenschaftler und Publizist
- 1885, 14. September, Karl Echte; † 16. November 1990 in Leipzig, Politiker (CSVD), Reichstagsabgeordneter
- 1885, 16. September, Hans Ruppert; † 21. April 1964 in Weimar, Germanist und Bibliothekar
- 1885, 27. September, Kurt Delitzsch; † 1945, Jurist, Präsident des Oberlandesgerichts Kassel
- 1885, 5. November, Gerhard Wülker; † 1930, Zoologe
- 1885, 10. November, Wolfgang Goetz; † 3. November 1955 in Berlin, Schriftsteller
- 1885, Curt Steuernagel; † 30. Juli 1918, Kunstturner
- 1886, 6. Januar, Walter Lange; † 12. April 1954 in Stuttgart, Dramatiker, Schriftsteller, Historiker und Museumskurator
- 1886, 19. Januar, Kurt Heinig; † 21. Mai 1956 in Stockholm, Politiker, Journalist und Schriftsteller
- 1886, 15. Februar, Ilse Helling-Rosenthal; † 23. März 1939 in Leipzig, Sängerin und Gesangslehrerin
- 1886, 18. März, Friedrich Otto Armin Loofs; † 21. Oktober 1930 in Berlin, Arzt und Schriftsteller
- 1886, 10. April, Walther Gasch; † 1962 in Dens, Maler und Grafiker, Restaurator und Antiquar sowie Parteifunktionär der NSDAP
- 1886, 29. April, Kurt Kluge; † 26. Juli 1940 in Fort Eben-Emael bei Lüttich, Schriftsteller
- 1886, 1. Mai, Walter Cramer; † (hingerichtet) 14. November 1944 in Berlin-Plötzensee, Unternehmer, Beteiligter am Hitler-Attentat vom 20. Juli 1944
- 1886, 13. Juni, Rudolf Engel-Hardt; † 1968, Grafiker, Illustrator und Schriftsteller
- 1886, 6. August, Hans Schmidt-Leonhardt; † April 1945 in Berlin, Jurist, Presserechtler im Deutschen Reich 1933 bis 1945
- 1886, 21. September, Alfred Thiele; † 19. September 1957 in Leipzig, Bildhauer
- 1886, 28. November, Georg Schumann; † (hingerichtet) 11. Januar 1945 in Dresden, Kommunist und Widerstandskämpfer
- 1886, 21. Oktober, Eugen Urban; † 21. Oktober 1929 in Leipzig, Maler und Grafiker
- 1886, 14. Dezember, Kurt Maltner; † 6. Juli 1965 in Eisfeld, Maler, Grafiker und Fotograf
- 1886, 21. Dezember, Hermann Kees; † 7. Februar 1964 in Göttingen, Ägyptologe
- 1887, 10. Februar, Karl Zuchardt; † 12. November 1968 in Dresden, Schriftsteller
- 1887, 30. März, Hans Kroch; † 7. Februar 1970 in Jerusalem, deutsch-jüdischer Bankier
- 1887, 7. April, Hans Robert Bahrdt; † 18. Dezember 1953 in Dresden, Mediziner, Pädiater und Klinikdirektor
- 1887, 13. April, Hodo von Hodenberg; † 26. Dezember 1962 in Celle, Jurist und Politiker
- 1887, 29. Mai, Curt Hasenohr-Hoelloff; † 1. April 1987 in Markkleeberg, Künstler
- 1887, 16. Juli, Karl Uhle; † 12. Oktober 1969 in Leipzig, Fußballspieler
- 1887, 5. August, Johannes Schneider; † 8. September 1914 bei Vitry-le-François/Frankreich, Fußballspieler
- 1887, 12. August, Walter Hempel; † 5. Dezember 1939 in Leipzig, Fußballnationalspieler
- 1887, 21. September, Luise Lammert; † 7. Juni 1946 in Chemnitz, Meteorologin
- 1887, 23. September, Karl Richter; † 3. Oktober 1918 in Leipzig, Turner
- 1887, 6. November, Albrecht Leistner; † 24. Oktober 1950 in Leipzig, Bildhauer, Grafiker und Maler
- 1887, 22. November, Charlotte Elise Dietrich; † 4. August 1976 in Berlin, Pionierin der Sozialen Arbeit
- 1888, Margarete Kühn; † 1977 in Laubach, Künstlerin, Designerin und Unternehmerin
- 1888, 10. Januar, Hans Praesent; † 26. Januar 1946 in Leipzig, Geograph und Bibliothekar
- 1888, 21. Februar, Erich Trefftz; † 21. Januar 1937 in Dresden, Mathematiker
- 1888, 26. Februar, Bruno Eyermann; † 30. Dezember 1961 in Hanau, Bildhauer und Medailleur
- 1888, 29. Februar, Willy Oskar Bruno Hoffmann; † 24. August 1942 in Leipzig, Rechtswissenschaftler und Rechtsanwalt
- 1888, 6. März, Martha Kühne; † 22. Januar 1961 in Leipzig, Politikerin (KPD) und Abgeordnete des Sächsischen Landtages
- 1888, 9. Mai, Heinrich Sulze; † 24. April 1958 in Dresden, Architekt und Bauforscher
- 1888, 11. Mai, Max Zimmermann; † 13. Mai 1945, Widerstandskämpfer gegen den Nationalsozialismus, Stadtverordneter in Dortmund und Arbeitersportaktivist
- 1888, 20. Mai, Kurt Herrmann; † 4. November 1959 in Vaduz, Architekt, Verleger und Industrieller
- 1888, 4. Juli, Willy Semm; † 5. Dezember 1964 in Leipzig, Maler
- 1888, 8. Juli, Fritz Körner;  † 6. April 1955 in Jena, Maler und Glasgestalter
- 1889, 21. Januar, Paul Schier; 1957, Maler und Grafiker
- 1889, 17. Februar, Richard Engländer; † 16. März 1966 in Uppsala/Schweden, Musikwissenschaftler, Komponist und Cembalist
- 1889, 16. März, Hans Riso; † 1950, Fußballtorwart
- 1889, 31. März, Erich Albrecht; † unbekannt, Fußballspieler
- 1889, 14. April, Friedrich Hering, † 5. Juni 1972 in Oberursel, Rauchwarenkaufmann (Großhändler von Pelzfellen)
- 1889, 20. Mai, Carla Witte; † 8. Mai 1943 in Montevideo, deutsch-uruguayische Malerin, Bildhauerin und Lehrerin
- 1889, 22. Juni, Jenny Ritzhaupt; † unbekannt, um 1970, Schriftstellerin
- 1889, 5. September, Oskar Becker, † 13. November 1964 in Bonn, Philosoph, Logiker, Mathematiker und Hochschullehrer
- 1889, 31. Oktober, Heinrich König, † 1. Oktober 1966 in Mannheim, Unternehmer, Wissenschaftler, Autor
- 1889, 18. November, Hans Reimann; † 13. Juni 1969 in Schmalenbeck bei Hamburg, humoristischer Schriftsteller, Dramatiker und Drehbuchautor
- 1890, 12. Januar, Arthur Graefe; † unbekannt, Kulturpolitiker
- 1890, 18. Januar, Kurt Reichenbach; † 27. Dezember 1945 in Vrbas, SFR Jugoslawien, Turner
- 1890, 10. Februar, Hans Leo; † 6. Dezember 1963 in Hamburg, Rechtsanwalt und Notar, im Widerstand gegen den Nationalsozialismus
- 1890, 10. Februar, Paul Sonntag; † 20. April 1945 im Zuchthaus Brandenburg-Görden, Buchdrucker und Opfer der NS-Kriegsjustiz
- 1890, 19. April, Alexander Sperling; † 20. Februar 1973 in Köln, Turner
- 1890, 28. Mai, Hans Hofmann; † 2. März 1979 in Dresden, Bibliothekar
- 1890, 23. Juni, Johannes Reuschle; † 31. Juli 1949, Turner
- 1890, 29. Juni, Peter Lang; † 23. Mai 1973 in Seeshaupt, Maler und Grafiker
- 1890, 30. Juni, Thilo von Seebach; † 21. September 1966 in Rösrath, Marineoffizier, Schiffskommandant, Vizeadmiral im Zweiten Weltkrieg
- 1890, 1. August, Walter Bud; † 11. Mai 1915 in Ypern, Maler und Grafiker
- 1890, 10. Oktober, Richard Horn; † 12. Februar 1947, Techniker, Gewerkschaftsfunktionär und zweiter Vorsitzender des FDGB in der SBZ
- 1890, 8. November, Ernst Schneller; † 11. Oktober 1944 im Konzentrationslager Sachsenhausen, Lehrer und KPD-Reichstagsabgeordneter
- 1890, 23. November, Paul Losse; † 21. März 1962 in Leipzig, Konzertsänger und Musikpädagoge
- 1890, 16. Dezember, Heinrich Pahner; † unbekannt, Turner
- 1890, Johannes Weidenbörner; † 1952 in Leipzig, Maler
- 1891, 22. Januar, Annemarie Jacob; † 22. Mai 1990 in Frankfurt am Main, expressionistische Malerin
- 1891, 31. Januar, Georg Richter-Lößnitz; † 8. Juli 1938 in Großenhain, Maler und Radierer
- 1891, 19. Februar, Francisco Schaden; † 26. Dezember 1957 in São Bonifácio, deutschstämmiger brasilianischer Ethnologe
- 1891, 19. Februar, Max Alfred Brumme; † 10. Juni 1967 in Braunschweig, Bildhauer und Maler
- 1891, 17. April, Johannes Göldel, † nach 1946, Bildhauer
- 1891, 2. Mai, Paul Böttcher, † 17. Februar 1975 in Leipzig, kommunistischer Politiker, Abgeordneter und Journalist
- 1891, 2. Mai, Lene Voigt, geboren als Helene Wagner; † 16. Juli 1962 in Leipzig, Schriftstellerin und sächsische Mundartdichterin
- 1891, 12. Mai, Johannes Paul; † 31. Mai 1990 in Hamburg, Historiker
- 1891, 19. September, Paul Schindler; † 24. Januar 1973 in Leipzig, Maler und Grafiker
- 1891, 11. Oktober, Hans Werner; † unbekannt, Turner
- 1891, 5. November, Erich Schneider, † 28. Oktober 1935, Politiker (NSDAP), Reichstagsabgeordneter
- 1891, 16. November, Walter Draesner; † 25. Oktober 1940 in Neuwied, Maler und Grafiker
- 1891, 19. November, Curt Geyer; † 24. Juni 1967 in Lugano, sozialistischer Politiker, Journalist und Historiker
- 1892, 8. Januar, Rudolf Körner; † 13. November 1978 in Füssen, Turner, Olympiateilnehmer, Offizier und Historiker
- 1892, 11. Januar, Kurt Fuß; † 22. März 1976 in Hamburg, Schauspieler
- 1892, 14. Februar, Rudolf Dimpfel; † 1971, Buchhändler, Verleger und Genealoge
- 1892, 6. April, Herbert Schmidt; † 16. Februar 1975 in Hamburg, Mediziner und Hochschullehrer
- 1892, 3. Juli, Wilhelm Rettich; † 27. Dezember 1988 in Sinzheim, Komponist und Dirigent
- 1892, 15. Juli, Georg Müller; † nach 1938, Politiker, Reichstagsabgeordneter
- 1892, 9. Dezember, Hermann Neubert; † 20. April 1980 in West-Berlin, Bibliothekar
- 1892, 25. Dezember, Franz Schily; † 26. September 1955 bei Tomerdingen, Manager in der Stahlindustrie
- 1892, 31. Dezember, Karl-Arthur Müller, † 5. Juli 1987 in Leipzig, Maler, Grafiker und Fachschullehrer
- 1893, 15. März, Rudolf Seyffert; † 16. Februar 1971 in Köln, Professor für Betriebswirtschaftslehre
- 1893, 27. Mai, Kurt Frölich; † 7. Juni 1941 in Dresden, Widerstandskämpfer gegen den Nationalsozialismus
- 1893, 30. Juni, Walter Ulbricht; † 1. August 1973 in Berlin, Vorsitzender des Staatsrates der DDR 1960–1973
- 1893, 5. August, Elisabeth Voigt; † 1. November 1977 in Leipzig, Malerin, Grafikerin und Kunstpädagogin
- 1893, 23. Dezember, Martin Eduard Winkler; † 3. August 1982 in Feldafing, Historiker, Hochschullehrer, Russlandforscher und Ikonensammler
- 1894, 3. Januar, Anette Langendorf; † 23. Juni 1969 in Mannheim, Politikerin, Badische und Württemberg-Badische Landtagsabgeordnete
- 1894, 15. Januar, Leopold Frommer; † 27. Januar 1943 in Slough, Berkshire/UK, Ingenieurwissenschaftler
- 1894, 1. September, Wilhelm Bombös; † nach 1974, Geschäftsführer des Deutschen Keglerbundes und Hauptschriftleiter der Deutschen Kegler-Zeitung
- 1894, 7. Oktober, Walter Melzer; † 23. Juni 1961 in Bremen, General der Infanterie im Zweiten Weltkrieg
- 1894, 22. November, Else Ehser; † 19. März 1968 in Berlin, Schauspielerin
- 1894, 22. November, Karl Miersch; † 8. Oktober 1969 in Leipzig, Maler, Grafiker und Illustrator
- 1894, 24. Dezember, Friedrich Ruge; † 3. Juli 1985 in Tübingen, Marineoffizier mit letztem Dienstgrad Vizeadmiral, Marineschriftsteller
- 1895, 4. Februar, Karl Bauer; 13. November 1968 in Bonn, Präsident des Landgerichts München I
- 1895, 11. März, Alfred Waack; † 9. Dezember 1964 in Leipzig, antifaschistischer deutscher Chemigraf und autodidaktischer bildender Künstler
- 1895, 10. April, Kurt Meyer-Eberhardt; † 25. Juli 1977 in München, Maler, Grafiker und Illustrator
- 1895, 20. Juli, Walter Schulz; † nach 1966, protestantischer Theologe
- 1895, 20. Oktober, Walter Münze, † 19. November 1978 in Leipzig, Maler, Grafiker und Kommunist
- 1895, 3. Dezember, Rudolf Johannes Streller; † 28. März 1963 in Nordhorn, Nationalökonom
- 1895, 9. Dezember, Max Schwimmer; † 12. März 1960 in Leipzig, Maler, Graphiker und Illustrator
- 1895, 11. Dezember, Ruth Fischer; † 13. März 1961 in Paris, kommunistische Politikerin und Publizistin, Mitbegründerin der KPÖ
- 1896, 7. Januar, Willy Sachse; † 21. August 1944 im Zuchthaus Brandenburg, aufständischer Matrose 1917, kommunistischer Politiker und Widerstandskämpfer gegen den Nationalsozialismus
- 1896, 17. Januar, Karl Wernicke; † 6. Dezember 1976 in Leipzig, Maler und Grafiker
- 1896, 2. Februar, Hertha von Gebhardt; † 8. Juli 1978 in Berlin, Schriftstellerin
- 1896, 27. Februar, Lotte Oldenburg-Wittig; † 1982, Malerin, Grafikerin und Illustratorin
- 1896, 24. April, Maria Grollmuß; † 6. August 1944 im Konzentrationslager Ravensbrück, Lehrerin, Publizistin und Antifaschistin
- 1896, 24. Mai, Rudolf Heinisch; † 22. November 1956 in Berlin, Maler, Graphiker und Bühnenbildner
- 1896, 8. Juni, Hans Michael Bungter; † 21. Dezember 1969 in Mölkau, Maler und Grafiker
- 1896, 8. Juni, Hans Joachim Malberg; † 1. August 1979, Kinder- und Jugendbuchautor und Redakteur
- 1896, 14. Juni, Gottfried Quell; † 25. Juli 1976 in Berlin, Theologe
- 1896, 18. Juni, Herbert Winkler; † 26. Oktober 1946 in Leipzig, Psychologe
- 1896, 25. Juni, Ferdinand Trendelenburg; † 19. November 1973 in Erlangen, Physiker
- 1896, 30. Juni, Reinhard Fink; † 8. Juni 1968, Germanist, Bibliothekar und Bibliotheksdirektor
- 1896, 11. Oktober, Conrad Dumann; † 8. Februar 1985 in Leipzig, Gebrauchsgrafiker und Illustrator
- 1896, 25. Oktober, Stanislaw Trabalski; † 12. November 1985 in Leipzig, Politiker (SPD, USPD, SED)
- 1897, 17. Januar, Werner Hilpert; † 24. Februar 1957 in Oberursel, Politiker (Zentrum, später CDU)
- 1897, 20. Februar, Gerhart Eisler; † 21. März 1968 in Jerewan, Armenien, Journalist und Politiker der DDR, Bruder von Hanns Eisler und Ruth Fischer
- 1897, 17. März, Marianne Rohland; † 2. Dezember 1980 in Leipzig, Malerin und Grafikerin
- 1897, 6. Juli, Arno Mauersberger; † 24. Oktober 1976 in Markkleeberg, Altphilologe
- 1897, 26. Juli, Ernst Mannsfeld; † 30. März 1953 in Dresden, Jurist und Politiker
- 1897, 21. August, Harry Schmidt; † 4. Oktober 1980 in Miltitz, Chemiker
- 1897, 26. August, Alice Seiffert, † 17. März 1976 in Leipzig, von den Nationalsozialisten verfolgte jüdische Übersetzerin
- 1898, 2. Januar, Franz Büchner; † 18. März 1920 bei Leipzig, Jagdflieger und Träger des Ordens „Pour le Mérite“
- 1898, 15. Januar, Hans Kippenberger; † 3. Oktober 1937 in Moskau, Reichstagsabgeordneter und Leiter des Militär-Apparates der KPD
- 1898, 28. Februar, Curt Wild-Wall; † 18. August 1990 in Hohen Neuendorf, Maler und Grafiker
- 1898, 20. April, Reinhard Müller; † 1991, Komponist und Arrangeur
- 1898, 6. Juli, Hanns Eisler; † 6. September 1962 in Berlin (Ost), Komponist (u. a. National-Hymne der DDR)
- 1898, 11. August, Wolfgang Zenker; † 5. November 1918 in Kiel-Wik, Leutnant zur See
- 1898, 15. September, Carl Walter Kockel; † 5. April 1966 in Marburg, Geologe und Hochschullehrer
- 1898, 29. September, Bruno Vogel; † 5. April 1987 in London, Schriftsteller
- 1898, 1. Oktober, Fritz Lickint; † 7. Juli 1960 in Heidelberg, Internist, Pionier für die Risiken des Tabakrauchens
- 1898, 30. Dezember, Fritz Kempe; † 18. November 1971 in Dresden, Maler und Grafiker
- 1899, 10. Januar, Axel Eggebrecht; † 14. Juli 1991 in Hamburg, Schriftsteller und Journalist
- 1899, 19. Januar, Hans Reif; † 11. November 1984 in Berlin, Hochschullehrer, Politiker (FDP) und Mitglied des Bundestages
- 1899, 12. Mai, Alfred Rosch; † 5. Juli 1945 in Großzschocher, kommunistischer Funktionär und Sportler
- 1899, 17. Mai, Werner Kropp; † 21. März 1946 in Buchenwald, Politiker (NSDAP) und SA-Führer
- 1899, 29. Mai, Rudolf Stein; † 14. August 1978 in Bremen, Denkmalpfleger und Architekt
- 1899, 10. Juni, Anita Berber; † 10. November 1928 in Berlin, Schauspielerin und Tänzerin
- 1899, 29. Juli, Herbert Heinrich; † 2. März 1975 in Düsseldorf, Schwimmsportler, Europameister mit der 4-mal-200-Meter-Freistilstaffel
- 1899, 16. August, Berta Schmidt-Eller; † 13. Oktober 1987 in Aachen, Autorin christlicher Literatur
- 1899, 6. September, Konrad Pohle; † 1. Februar 1988 in Halle (Saale), Mediziner
- 1900, 9. Februar, Hermann Oschatz, † 27. Oktober 1980 in Berlin, Lektor und Politiker in der DDR
- 1900, 25. März, Heinrich Lange, † 10. September 1977 in Starnberg, Jurist und Hochschullehrer
- 1900, 11. April, Hilde Kramer-Fitzgerald; † 17. Februar 1974 in Otley (Großbritannien), kommunistische Aktivistin und britische Sozialarbeitswissenschaftlerin
- 1900, 28. April, Bruno Apitz; † 7. April 1979 in Berlin (Ost), Schriftsteller (Nackt unter Wölfen)
- 1900, 31. Mai, Hans Mögel; † 10. April 1944 in Paris, Physiker (Mögel-Dellinger-Effekt)
- 1900, 7. Juni, Rudolf Mancke; † 1968, Internist in Leipzig und Rendsburg
- 1900, 4. Juli, Harry Kuhn; † 14. Mai 1973 in Berlin, KPD-Funktionär und Widerstandskämpfer gegen das NS-Regime
- 1900, 3. August, Richard Berger; † 30. Juni 1948 im Speziallager Nr. 1 Mühlberg, Lehrer und Heimatforscher
- 1900, 10. Oktober, Karl Krug; † 8. März 1983 in Leipzig, Maler
- 1900, 28. Oktober, Ottomar Jänichen; † 9. Januar 1967 in Berchtesgaden, Außenhandelskaufmann und Schriftsteller
- 1900, 29. Oktober, Rudolf Lippert; † 1. April 1945 in Bielefeld, Vielseitigkeitsreiter (Olympiasieger 1936)
- 1900, 5. November, Kurt Schwarze; † 7. Dezember 1976, Architekt
- 1900, 12. November, Rudolf Uttecht; † 1991 in Markkleeberg, Maler
- 1900, 15. November, Elisabeth Hartenstein; † 23. November 1994 in Leipzig, Schriftstellerin
- 1900, 23. November, Arno Pötzsch; † 19. April 1956 in Cuxhaven, Erzieher, Pfarrer, Dichter (Du hast zu deinem Abendmahl, Meinem Gott gehört die Welt)
- 1900, 25. November, Sonya Noskowiak; † 28. April 1975 in Greenbrae (USA), Fotografin
- 1900, 22. Dezember, Erich Frost; † 30. Oktober 1987 in Lübeck, Berufsmusiker, Verlagsdirektor und Verfolgter des Nationalsozialismus

## 20. Jahrhundert

### Geburtsjahr unbekannt
- Helmar Stiehler, Cellist und Musikpädagoge

### 1901 bis 1910
- 1901, Eleonore Klee; † 1994 in St. Florian, deutsch-österreichische Buchbinderin und Buchrestauratorin
- 1901, 24. Januar, Carl Friedrich Weiss; † 28. Oktober 1981 in Leipzig, Physiker
- 1901, 29. Januar, Waldemar Ilberg; † 1. November 1967 in Leipzig, Physiker
- 1901, 12. März, Marianne Herberg; † 30. Dezember 1991 in Hamburg, Malerin
- 1901, 15. März, Walter Pohlenz; † 6. August 1970 in Leipzig, Grafiker
- 1901, 29. März, Lily Herrmann-Conrady; † 26. August 1992 in Leipzig, Malerin und Grafikerin
- 1901, 2. April, Ernst Hölder; † 30. Juni 1990 in Mainz, Mathematiker
- 1901, 17. Mai, Bernhard Jansa; † 3. März 1967 in Schönebeck (Elbe), evangelischer Pfarrer und Seelsorger
- 1901, 25. Mai, Carl Wagner; † 10. Dezember 1977 in Göttingen, Physikochemiker
- 1901, 5. Juni, Carl Joachim Friedrich; † 19. September 1984 in Lexington, Massachusetts, deutsch-amerikanischer Politikwissenschaftler
- 1901, 14. Juni, Gertrude Seltmann-Meentzen; † 14. Januar 1985 in Betzigau, Unternehmerin, Kosmetikerin
- 1901, 14. September, Ralph Liebler; † 22. November 1953 in Stralsund, Politiker, Justizminister Thüringens, Mitglied der Volkskammer der DDR
- 1901, 28. September, Günther Rönnebeck; † 27. Februar 1986 in Hannover, Pädagoge und Ministerialbeamter
- 1901, 6. Dezember, Martin von Hase; † 15. Oktober 1971 in Wiesbaden, Verlagsbuchhändler und Buchwissenschaftler
- 1901, 11. Dezember, Georg Baring; † 2. April 1968 in Osnabrück, Pfarrer und Kirchenhistoriker
- 1902, 22. Januar, Edvard Fendler; † 1. Juli 1987, Dirigent
- 1902, 23. Januar, Rolf Sievers; † 26. April 1949 in Leipzig, Schriftsteller, Kabarettist
- 1902, 30. Januar, Nikolaus Pevsner; † 18. August 1983 in London, Kunsthistoriker (Architekturgeschichte)
- 1902, 18. März, Siegfried Westphal; † 2. Juli 1982 in Celle, Offizier, General der Kavallerie, Manager und Autor
- 1902, 23. März, Franz Szaroleta; † 2. Januar 1988 in Leipzig, Gebrauchsgrafiker
- 1902, 2. April, Jan Tschichold (geboren als Johannes Tzschichhold); † 11. August 1974 in Locarno (Schweiz), Typograf
- 1902, 17. Juni, Wolfgang Weber; † 4. März 1985 in Köln, Bildjournalist
- 1902, 25. Juni, Karl Nolde; † 1994 in Mexiko, Maler
- 1902, 3. Juli, Otto A. Friedrich; † 8. Dezember 1975 in Düsseldorf, Präsident der Bundesvereinigung der Deutschen Arbeitgeberverbände BDA (1969–1973)
- 1902, 23. Juli, Erich Kresse; † 17. Dezember 1989 in Wuppertal, Maler und Graphiker
- 1902, 21. September, Rudolf Habetin; † 18. Februar 1986 in Köln, Schriftsteller
- 1902, 1. Oktober, Hans Arnold, † 28. November 1969 in Freiburg i. Br., Verwaltungsgerichtspräsident
- 1903, 16. Januar, Hans Flössel, 30. Januar 1973 in Teltow, Schauspieler
- 1903, 2. Februar, Karl Duncker; † 23. Februar 1940 im amerikanischen Exil, Vertreter der Gestalttheorie
- 1903, 7. Februar, Martin Fuchs; † 12. Oktober 1982 in Sinzig, Politiker (CDU)
- 1903, 16. Februar, Lothar Hofmann; † 1989 in Kopenhagen, kommunistischer Funktionär
- 1903, 27. Februar, Fred Oelßner; † 7. November 1977 in Berlin, Mitglied des Politbüros des Zentralkomitees der SED und als Wirtschaftswissenschaftler einer der Gründer der politisch-ökonomischen Forschung und Lehre in der DDR
- 1903, 28. Februar, Walter Kramer; † nach 1935, Politiker
- 1903, 8. März, Robert Uhrig; † 21. August 1944 in Brandenburg, Kommunist und als Widerstandskämpfer gegen den Nationalsozialismus hingerichtet
- 1903, 15. März, Sigmund Petruschka, gest. 14. Dezember 1997 in Jerusalem, Jazzmusiker
- 1903, 12. April, Johannes Schlums, † 20. Februar 1980 in Stuttgart, Bauingenieur, Rektor der damaligen TH Hannover
- 1903, 14. April, Fritz Schulze, † 5. Juni 1942 in Berlin-Plötzensee, Maler und Widerstandskämpfer gegen den Nationalsozialismus
- 1903, 22. April, Karl Eberhard Schöngarth; † 15. Mai 1946 in Hameln, hingerichtet, Befehlshaber der Sicherheitspolizei (BdS) und des Sicherheitsdiensts (SD)
- 1903, 12. Mai, Heinz Loew; † 12. Dezember 1981 in London, Bauhausschüler und aus dem nationalsozialistischen Deutschland nach England emigrierter Werbegrafiker, Fotograf und Ausstellungsdesigner
- 1903, 15. Mai, Herbert Klemm; † unbekannt, Jurist und Staatssekretär im Reichsjustizministerium (RJM) zur Zeit des Nationalsozialismus
- 1903, 4. Juli, Rudolf Werner Breslauer; † 28. Februar 1945, Kameramann
- 1903, 11. August, Anneliese Triller; † 15. April 1998 in Bonn, Historikerin und Archivarin
- 1903, 14. August, Hans-Christian Freiesleben; † 14. November 1985 in Stuttgart, Geophysiker, Nautiker, Astronom
- 1903, 17. Oktober, Rudolf Haake; † 12. April 1945 in Kelbra, Kommunalpolitiker (NSDAP), kommissarischer Oberbürgermeister der Stadt Leipzig
- 1903, 14. Dezember, Johannes Schäfer; † 28. April 1993 in Bielefeld, Politiker (NSDAP), SS-Führer
- 1904, 29. Januar, Arnold Gehlen; † 30. Januar 1976 in Hamburg, Philosoph und Soziologe
- 1904, 25. März, Fritz Nolde; † 23. November 1980 in Potsdam, Bildhauer
- 1904, 5. Mai, Richard H. Riedel; † 18. März 1960 bei Rom, Filmarchitekt in Hollywood
- 1904, 1. Mai, Sigmund Neumann; † 22. Oktober 1962 in Middletown/Connecticut, Politikwissenschaftler und Soziologe
- 1904, 11. Mai, Alfred Hermann; † 3. Februar 1967 in Köln, Ägyptologe
- 1904, 15. Mai, Kurt Kresse; † 11. Januar 1945 in Dresden, Kommunist und Widerstandskämpfer gegen den Nationalsozialismus
- 1904, 14. Juni, Walter Uhlmann; † 11. Juni 1991 in Frankfurt/Main, Politiker
- 1904, 15. Juni, Charlotte Meentzen; † 26. Februar 1940 in Dresden, Unternehmerin, Pionierin der Herstellung und Anwendung von Naturkosmetik
- 1904, 2. Juli, Oskar Walz; † 25. November 1993 in Berlin, syndikalistischer und kommunistischer Gewerkschaftsfunktionär und Widerstandskämpfer
- 1904, 3. Juli, Erich Warnecke; † 25. Mai 1961 in Leipzig
- 1904, 7. August, Gerhard Voigt, Ruderer
- 1904, 21. September, Hans Hartung; † 7./8. Dezember 1989 in Antibes, Maler, Grafiker
- 1904, 9. Oktober, Erich Dittrich; † 10. Juni 1972 in Bonn-Bad Godesberg, Wirtschaftswissenschaftler und Raumplaner
- 1905, 10. Februar, Adolf Hechelmann; † August 1962 in Hagen, Schriftsteller und Übersetzer
- 1905, 5. Mai, Richard Miller; † 21. Januar 1959 in Dresden, Maler und Grafiker
- 1905, 5. Juni, Frans Wildenhain, † 25. Januar 1980, deutschamerikanischer Keramiker
- 1905, 10. Juni: Maria Elsner, † 7. November 1983 in Windermere, Opernsängerin
- 1905, 13. Juli, Walter Sommer; † 13. März 1989 in Kaiserslautern, Richter, Ministerialbeamter und Oberbürgermeister von Kaiserslautern
- 1905, 26. Juli, Isidor Fisch; † 29. März 1934 in Leipzig, Emigrant, fand Eingang in die Berichterstattung um die Hintergründe des Kriminalfalls um das Lindbergh-Baby
- 1905, 8. August, Otto Schüssler; † 1982 in Mexiko, Trotzkist
- 1905, 28. Oktober, Herbert Hügel; † 17. Mai 1988 in Riedstadt, Apotheker, Chefredakteur der Apotheker-Zeitung
- 1906, 16. Januar, Erich Kähler; † 31. Mai 2000 in Wedel bei Hamburg, Mathematiker, Philosoph und Hochschullehrer
- 1906, 29. Januar, Erich Otto; † 17. Februar 1990 in Leipzig, Maler und Bildhauer
- 1906, 11. Februar, Heinz Füßler; † 1990, Historiker und Museumsleiter
- 1906, 17. März, Herbert Holtzhauer; † 17. November 1987 in Villingen-Schwenningen, Verleger und Politiker (SPD), Landtagsabgeordneter in Baden-Württemberg
- 1906, 17. April, Rudolf Schündler; † 12. Dezember 1988 in München, Schauspieler und Regisseur
- 1906, 7. Mai, Kurt Roßberg; † 19. August 1991 in Berlin, kommunistischer Widerstandskämpfer gegen das NS-Regime, Redakteur und Politiker
- 1906, 25. Juni, Julius Deussen; † 28. Dezember 1974, Mediziner, Psychiater und Philosoph, in der NS-Zeit für die Ermordung von behinderten Kindern verantwortlich
- 1906, 26. Juni, Gerhard Schulz, † 10. Januar 1969 in Berlin, Fußballschiedsrichter, erster FIFA-Schiedsrichter des DFV
- 1906, 5. Juli, Robert Sipp; † 21. Dezember 1899 in Leipzig, Violinist und langjähriges Mitglied des Leipziger Gewandhausorchesters
- 1906, 11. Juli, Hermann Boerner; † 3. Juni 1982 in Göttingen, Mathematiker und Hochschullehrer
- 1906, 19. September, Werner Scharf; † 30. April 1945 in Rathenow, Schauspieler
- 1906, 31. Oktober, Herbert Schmidt; † 29. Dezember 1985 in Nürnberg, Jurist und Fachautor
- 1906, 4. November, Rudolf Jahn; † 30. September 1990, von 1949 bis 1952 Ministerpräsident des Landes Brandenburg, anschließend bis 1958 Vorsitzender des Rates des Bezirks Dresden
- 1906, 24. November, Hans Lülfing; † 9. Juli 1991 in Berlin, Bibliothekar, Paläograph, Historiker und Germanist
- 1907, Friedrich Horst Müller; † 1986 in Freiburg im Breisgau, Chemiker und Hochschullehrer
- 1907, 31. Januar, Herbert Bergner; † 16. Juni 1987 in Berlin, Widerstandskämpfer gegen den Nationalsozialismus und Journalist
- 1907, 4. April, Franz Schwimmer; † 27. Januar 1976 in Leipzig, Maler und Grafiker
- 1907, 10. Mai, Charilaos Perpessas; † 19. Oktober 1995 in Sharon (Massachusetts), Komponist und Dirigent
- 1907, 23. August, Hans Rossmanit; † 21. September 2000 in Leipzig, Maler und Grafiker
- 1907, 14. September, Wolfgang Klien; † 12. November 2006 in Pinneberg, Verwaltungsjurist, Tischler, Maler und Kunstwissenschaftler
- 1907, 12. Oktober, Wolfgang Fortner; † 5. September 1987 in Heidelberg, Komponist (Opern, Orchester- und Vokalwerke)
- 1907, 27. Oktober, Helmut Walcha; † 11. August 1991 in Frankfurt/Main, Organist und Cembalist
- 1907, 30. Oktober, Robert Oertel; † 1. Dezember 1981 in Freiburg i. Br., Kunsthistoriker
- 1907, 16. Dezember, Anneliese Hinze; † nach 1994 in Leipzig, Malerin, Grafikerin und Kinderbuchillustratorin
- 1907, 17. Dezember, Erwin Bielefeld; † 28. November 1975 in München, Klassischer Archäologe, Hochschullehrer
- 1908, 15. Januar, Franz Theodor von Brücke, † 24. März 1970 in Wien, deutsch-österreichischer Arzt, Pharmakologe und Hochschullehrer
- 1908, 19. Januar, Luiselotte Enderle; † 3. November 1991 in München, Journalistin
- 1908, 19. Februar, Rudi Opitz; † 7. August 1939 im KZ Buchenwald, Fotograf, Gegner und Opfer des Nationalsozialismus
- 1908, 9. April, Fred Lohse; † 19. Januar 1987 in Leipzig, Komponist und Musikpädagoge
- 1908, 24. Mai, Kurt Hain; † 7. Januar 1985 in Braunschweig, Maschinenbauingenieur und Hochschullehrer
- 1908, 15. Juli, Heinz Gräfe; † 25. Januar 1944 bei Bad Tölz, Oberregierungsrat und SS-Obersturmbannführer
- 1908, 10. August, Walter Nikusch; † 1. April 1987 in Kassel, expressionistischer Grafiker, Buchgestalter, Kurator und Maler
- 1908, 30. August, Rudolf Haupt; † nach 1956, Autor, Maler und Illustrator
- 1908, 22. November, Kurt Fuchs; † 12. Mai 1945 in Oberpoyritz, Opfer des Nationalsozialismus, Gerechter unter den Völkern
- 1908, 15. Dezember, Hans Eckstein; † 15. März 1985 in Leipzig, Wasserballspieler
- 1908, 30. Dezember, Luise Zschöttge; † unbekannt, Schriftstellerin
- 1909, 25. Januar, Wilhelm Hoffmann; † 16. April 1969 in Tübingen, Althistoriker und Hochschullehrer
- 1909, 31. Januar, Fritz Böttger; † 18. Juni 1994 in Leipzig, Schriftsteller
- 1909, 9. Mai, Kurt Meyer, † 18. Januar 1998 in Heidelberg, Germanist und Gymnasiallehrer
- 1909, 11. Juni, Hellmuth Otto Engelhardt, † ?, Lyriker
- 1909, 14. Juli, Ernst Graef, † 3. September 1985 in St. Veit an der Glan, Maler, Zeichner und Grafiker
- 1909, 7. August, Johanna Schmidt, † nach 1972, Historikerin
- 1909, 27. August, Walter Arnold; † 11. Juli 1979 in Dresden, Bildhauer
- 1909, 3. September, Bernhard Kockel; † 27. Mai 1987 in Gießen, theoretischer Physiker
- 1909, 8. September, Alfred Kunze; † 23. Juli 1996 in Leipzig, Dozent für Fußball an der DHfK Leipzig und Fußballtrainer
- 1909, 10. September, Kurt Tessmann; † 1962 in München, Maler und Illustrator von Kinderbüchern
- 1909, 7. November, Ezriel Carlebach; † 19. Februar 1956 in Tel Aviv, Journalist, Gründer der israelischen Zeitung „Maariw“
- 1909, 17. Dezember, Arthur-Heinz Lehmann; † 28. August 1956 in Bernau am Chiemsee, Schriftsteller
- 1909, 26. Dezember, Herbert Rittlinger; † 12. Juni 1978 in Oed am Rain im Chiemgau, Schriftsteller, Fotograf, Forschungsreisender und Pionier des Kanuwandersports
- 1910, 15. Januar, Rudolf Pfützner; † 29. Januar 1999 in Berlin, Kommunist, Widerstandskämpfer gegen den Nationalsozialismus und DDR-Diplomat, Botschafter in der DR Vietnam (1955–1959)
- 1910, 11. März, Walter Kresse; † 4. Februar 2001 in Leipzig, Politiker (KPD/SED), Oberbürgermeister von Leipzig, Präsident des Deutschen Städte- und Gemeindetages, Vizepräsident der Volkskammer der DDR
- 1910, 21. April, Eilhart Eilers; † 17. Februar 1945 bei Arnswalde, Historiker und Archivar
- 1910, 16. Mai,  Margarit Ter-Minasjan; † 9. April 1995 in St. Petersburg, Koleopterologin
- 1910, 4. Juli, Herbert Helbig; † 26. Juli 1987 in Celle, Historiker und Hochschullehrer
- 1910, 5. September, Erwin Helm, † 25. November 1993, Offizier, Major und Leiter eines fliegenden Standgerichts
- 1910, 26. September, Werner Koeppen; † 1994, SA-Führer und politischer Funktionär
- 1910, 9. Oktober, Magdalena Kupfer; † 25. Februar 2011 in Dresden, Religionspädagogin und Politikerin (CDU)
- 1910, 30. Oktober, Heinrich Reclam; † 11. August 1984 in Stuttgart, Verleger
- 1910, 10. Dezember, Kurt Kießling; † 14. August 1995 ebenda, Maler und Grafiker

### 1911 bis 1920
- 1911, 24. Januar, Joseph Maier, † 22. November 2002, deutsch-US-amerikanischer Soziologe und Hochschullehrer
- 1911, 16. Februar, Peter Sven Brauer, † 9. Januar 1995, Physiker und Hochschullehrer
- 1911, 11. März, Gerhard Wolfrum, † unbekannt, Historiker und SS-Obersturmführer
- 1911, 18. März, Gerhard Lange, † 30. März 1983 in Leipzig, Politiker, Abgeordneter der Volkskammer der DDR
- 1911, 26. März, Sir Bernard Katz, † 23. April 2003 in London, Physiologe und Biophysiker, Nobelpreisträger
- 1911, 5. Juli, Martin Horn, † 1960, Rechtsanwalt
- 1911, 12. Juli, Johanna Moosdorf, † 21. Juni 2000 in Berlin, Schriftstellerin
- 1911, 21. Oktober, Hasso Grabner, † 3. April 1976 in Werder (Havel), Schriftsteller, KZ-Überlebender
- 1911, 11. November, Hans Joachim Müller, † 20. Juni 2007 in Großhansdorf, Zoologe und Hochschullehrer
- 1911, 30. November, Hermann Ley, † 24. November 1990 in Dresden, Philosophiehistoriker und Wissenschaftsphilosoph
- 1911, 27. Dezember, Heinz Maegerlein, † 25. Oktober 1998 in Gräfelfing (Oberbayern), Sportjournalist
- 1911, 30. Dezember, Martin Wangh, † 4. Oktober 2009 in New York City, deutsch-amerikanischer Psychoanalytiker
- 1912, 1. Januar, Heinz Gronau, † 28. Oktober 1977, kommunistischer Widerstandskämpfer gegen den Nationalsozialismus, Häftling im KZ Buchenwald, Mitglied der IMO und Generalmajor des MfS der DDR
- 1912, 21. Januar, Käthe Theuermeister, † 3. Januar 2011, Schriftstellerin
- 1912, 11. Februar, Fritz Kirmse, Violinist
- 1912, 1. April, Walter Rühl, † 12. November 2008 in Hamburg, Erdölgeologe und Manager
- 1912, 25. Oktober, Alfred Klingler, † unbekannt, Feldhandballspieler
- 1912, 31. Oktober, Heinz Völkel, † 6. Januar 1976 in Leipzig, Maler und Grafiker
- 1912, 5. November, Walter Rose, † 27. Dezember 1989 in Leipzig, Fußball-Nationalspieler
- 1912, 22. November, Rudolf Heydel, † 4. Februar 1936 in Monza (Italien), Automobilrennfahrer
- 1912, 8. Dezember, Lothar Behr, † 14. März 2003, Botaniker
- 1912, 22. Dezember, Rudolf Jubelt, † 10. November 1980, Mineraloge, Petrograph und Hochschullehrer
- 1913, 2. Februar, Heino Maedebach, † 29. Oktober 1983 in Würzburg, Kunsthistoriker und Museumsdirektor
- 1913, 14. Februar, Franz Gross, † 26. März 1984 in Binningen (Kanton Basel-Land), deutsch-schweizerischer Arzt und Pharmakologe
- 1913, 15. Februar, Alfred Klemm, † 23. Februar 2013 in Mainz, Chemiker
- 1913, 20. Februar, Rolf Italiaander, † 3. September 1991 in Hamburg, Schriftsteller, Übersetzer, Forschungsreisender und Ethnograf
- 1913, 4. März, Herta Fey, † 28. Januar 1992 in Leipzig, Schwimmerin
- 1913, 28. März, Kurt Dossin, † 26. April 2004 in Bad Kreuznach, Handballspieler und Olympiasieger sowie dreifacher Deutscher Meister
- 1913, 4. April Kurt Riemer, † 28. November 1989 in Leipzig, Jazz- und Unterhaltungsmusiker
- 1913, 10. April, Peter Wackernagel, † 26. Juli 1958 in Ulm, Theaterregisseur und Intendant der Städtischen Bühnen Ulm
- 1913, 27. April, Luz Long, † 14. Juli 1943 in Biscari (Sizilien), Leichtathlet und Olympiazweiter im Weitsprung 1936
- 1913, 23. August, Alfred Böhm, † 12. Oktober 1982, Offizier der Staatssicherheit
- 1913, 28. August, Olga Costa, eigentlich Olga Kostakowsky, † 28. Juni 1993 in Guanajuato (Mexiko), Künstlerin
- 1914, 11. Januar, Fritz Springefeld, † 2005 in Dresden, Gebrauchsgrafiker und Maler
- 1914, 8. März, Hans Niclaus, † 3. September 1997 in Kempen, Basketballspieler
- 1914, 19. Mai, Roelof de Jong Posthumus, † 17. Dezember 1985, Schriftsteller
- 1914, 21. Juni, Hans Sandig, † 23. September 1989, Chorleiter, Komponist und Arrangeur
- 1914, 3. Juli, Harry Billig, † 2008 oder 2009 in Bad Elster, Maler und Grafiker
- 1914, 18. Juli, Herbert Collum, † 29. April 1982 in Dresden, Kirchenmusiker
- 1914, 22. November, Siegfried Morenz, † 14. Januar 1970 in Leipzig, Ägyptologe und anfänglich deutsch-christlicher Religionsgeschichtler
- 1914, 7. Dezember, Walter Heyer, † 19. September 1989 in Hamburg, Komponist, Dirigent, Arrangeur und Textdichter
- 1915, 13. Januar, Gerhard Stengel, † 16. Dezember 2001 in Dresden, Maler
- 1915, 24. Februar, Erich Etienne, † 23. Juli 1942 in Longyearbyen, Geophysiker, Polarforscher und Pilot
- 1915, 25. Februar, Robert Lauterbach, † 19. August 1995 in Leipzig, Geophysiker und Hochschullehrer
- 1915, 16. März, Paul Senf, † 12. Mai 1998 in Straßburg, Volkswirt, Hochschullehrer und Politiker
- 1915, 7. August, Ursula Richter, † 2009 in Leipzig, Sopranistin, 1939–41 am Neuen Theater, 1948–60 an der Komischen Oper Berlin, vielbeschäftigt beim Rundfunk in Leipzig
- 1915, 9. August, Heinz Schreiter, † 1. Januar 2006 in Berlin, Komponist und Maler
- 1915, 18. Oktober, Hans Mau, † 17. Februar 1989 in Leipzig, Graphiker, Maler und Buchillustrator
- 1915, 9. Dezember, Ilse Decho, † 16. Januar 1978 in Leipzig, deutsche Glas- und Porzellangestalterin
- 1916, 13. Januar, Willi Ehrlich, † 9. Oktober 1977, Politiker
- 1916, 1. August, Leonore Mau, † 22. September 2013 in Hamburg, Fotografin
- 1916, 27. August, Lis Kleeberg, † 19. Februar 2019 in Leipzig, Schriftstellerin
- 1916, 11. September, Rolf Werner, † 6. Oktober 1989 in Bansin, Maler
- 1916, 9. November, Gisela Richter-Thiele, † 2. September 2000 in Leipzig, Bildhauerin
- 1917, Friedel Stern, † 29. Oktober 2006 in Tel Aviv, israelische Karikaturist
- 1917, 17. Februar, Ingeborg von Einsiedel, † 1. Februar 2002 in Leipzig, Grafikerin
- 1917, 2. März, Erich Hübner, † 23. Februar 1985 in Heidelberg, Kirchenmusiker
- 1917, 17. Juni, Konrad Helbig, † 17. Februar 1986 in Mainz, Fotograf, Kunsthistoriker und Archäologe
- 1917, 17. November, Klaus Herfurth, † 9. April 2000 in Frankfurt am Main, Zeitungsverleger
- 1917, 26. Oktober, Ernst von Bressensdorf, † 19. August 1994 in Starnberg, Verleger und Genealoge
- 1918, 14. Januar, Paul-Gerhard Franke, † 18. August 1996 in München, Wasserbauingenieur
- 1918, 10. Juli, Alfred Kutzscher, † 8. Februar 1998 in Schwarzenbach an der Saale, Maler und Grafiker
- 1918, 13. September, Werner Schmid, † 21. Januar 2002 in Fulda, Unternehmer und Politiker in Fulda
- 1919, 4. März, Doris Günther, † 19. Dezember 2009 in Leipzig, Unternehmerin und Mäzenin
- 1919, 10. März, Wolfgang Caffier, † 4. August 2004 in Dresden, evangelisch-lutherischer Pfarrer, Mitglied der Bekennenden Kirche und DDR-CDU-Bezirkstagsabgeordneter
- 1919, 25. April, Heinz Wunderlich, † 10. März 2012 in Großhansdorf, Organist, Hochschullehrer und Komponist
- 1919, 19. Mai, Gisela Uhlen, † 16. Januar 2007 in Köln, Schauspielerin
- 1919, 1. Juni, Franz Greiner, † 1987, Journalist und Publizist
- 1919, 9. August, Hans Schwalbach, † 25. Januar 2012, Gewerkschafter und Politiker (SPD)
- 1919, 18. September, Oskar Erich Stephan, † 20. Mai 1989 in Leipzig, Maler und Grafiker
- 1919, 7. Oktober, Annemarie Renger, † 3. März 2008 in Remagen-Oberwinter, Bundestagspräsidentin 1972–76
- 1919, 12. November Heinz Krüger, † 10. Oktober 2015, Politiker (SED), Vorsitzender des Rates des Bezirkes Cottbus
- 1919, 9. Dezember, Ilse Decho, † 16. Januar 1978 in Leipzig, Glas- und Porzellangestalterin
- 1920, 26. Januar, Erich Hartmann, † 6. Juli 2020, Kontrabassist und Komponist
- 1920, 9. Februar, Friedrich Wolf, † 20. Januar 1986 in Halle (Saale), Chemiker und Hochschullehrer
- 1920, 28. Februar, Karl Heinz Mai, † 9. Mai 1964 in Reinharz, Fotograf
- 1920, 3. März, Wilhelm Oelßner, Radiologe und Hochschullehrer
- 1920, 22. April, Peter Flinsch, † 30. März 2010 in Montreal, kanadischer Designer und Künstler
- 1920, 16. Juni, Werner Ponsold, † 2009, Mediziner
- 1920, 18. Juni, Utta Danella, † Anfang Juli 2015 in München, Schriftstellerin
- 1920, 19. Juni, Gerhard Schrot, † 31. Oktober 1966 in Greifswald, Althistoriker und Hochschullehrer
- 1920, 7. Juli, Susanne Everth-Schulz, † 13. August 2015 in Amorbach, Buchhändlerin und Stifterin, Ehrenbürgerin von Amorbach und Mudau
- 1920, 8. Juli, Kurt Dietze, † 2. August 1965 ebenda, Grafiker und Buchillustrator
- 1920, 25. August, Lothar Dieckmann, † 9. Februar 1990 in Eberswalde-Finow, Entomologe
- 1920, 28. September, Irma Baltuttis, † 20. Mai 1958 in Leipzig, Sängerin
- 1920, 10. Dezember, Wilhelm Schulze, † 30. Dezember 2002 in Hannover, Veterinärmediziner, Hochschullehrer und Fachautor

### 1921 bis 1930
- 1921, Rita Zorn, † 6. Februar 1991 in Hagen/Westfalen, Sopranistin
- 1921, 29. Januar, Harry Ebersbach, † 10. April 2008, Rechtswissenschaftler, Hochschullehrer
- 1921, 3. März, Maria Milde, † 28. Januar 2005 in Berlin, Schauspielerin, Synchronsprecherin, Autorin und Sängerin
- 1921, 19. März, Wolfgang Franke, † 10. November 2001 in Bonn, Botaniker und Hochschullehrer
- 1921, 22. März, Edith Teichmann, † 1. Oktober 2018, Schauspielerin sowie Hörspiel- und Synchronsprecherin
- 1921, 23. März, Manfred Berger, † 16. November 2009, Architekt, Denkmalpfleger, Fachautor und Hochschullehrer
- 1921, 29. April, Günther Schott, † 20. August 1985 in Rostock, Chemiker und Hochschullehrer
- 1921, 9. Mai, Eckbert Schulz-Schomburgk, † 7. Februar 2016 in Maracay/Venezuela, Agrikulturchemiker und Hochschullehrer in Venezuela
- 1921, 14. Mai, Rolf Berger, † 30. Dezember 1978, Gewerkschaftsfunktionär und Politiker (SED), Mitglied des Zentralkomitees
- 1921, 28. Mai, Friedrich Zirpel, Politiker (LDPD)
- 1921, 2. Juli, Gerhard Tag, † 3. September 1997, Grafiker, Exlibriskünstler
- 1921, 5. Juli, H. Peter Kahn, † 16. Februar 1997 in Trumansburg, deutsch-amerikanischer Maler, Zeichner, Kalligraph und Kulturphilosoph
- 1921, 28. Juli, Harry Höfer, † 9. November 2007 in Münster, Komponist und Hochschullehrer
- 1921, 24. August, Wolfgang Berger, † 19. Dezember 1994, Funktionär (SED), persönlicher Referent des SED-Parteichefs Walter Ulbricht
- 1921, 20. Oktober, Artur Lösche, † 12. Februar 1995 in Leipzig, Physiker
- 1922, 21. März, Wolfgang Preiß, † 18. November 2004 in Dresden, Bauingenieur und Denkmalpfleger
- 1922, 24. Mai, Annemarie Bostroem, † 9. September 2015 in Berlin, Lyrikerin, Dramatikerin und Nachdichterin
- 1922, 28. Mai, Ernst Heuss, † 4. April 2010 in St. Gallen, Nationalökonom und Hochschullehrer
- 1922, 31. Mai, Käthe Rülicke-Weiler, † 7. September 1992 in Berlin, Dramaturgin, Theaterwissenschaftlerin und Hochschullehrerin
- 1922, 14. Juni, Gerhard Bombös, † 7. September 1991, Verleger, Herausgeber der Wernigeröder Zeitung
- 1922, 24. Juni, Anneliese Römer, † 25. November 2003 in Berlin, Schauspielerin
- 1922, 25. Juni, Günter Stachel, † 16. Juni 2013 in Mainz, römisch-katholischer Theologe, Hochschullehrer
- 1922, 14. Juli, Elfriede Rinkel, † Juli 2018, Aufseherin eines Konzentrationslagers während der nationalsozialistischen Diktatur
- 1922, 21. Juli, Gabriele Meyer-Dennewitz, † 13. März 2011 in Feldberger Seenlandschaft, Malerin, Grafikerin und Hochschullehrerin
- 1922, 26. August, Ernst Eckardt, † 19. Februar 2002 in Berlin, Politiker und Funktionär der CDU
- 1922, 6. September, Hansheinrich Schmidt, † 12. März 1994 in Grünwald, Lehrer und Politiker (FDP), Mitglied des Bundestags
- 1922, 29. September, Hans Otto, † 28. Oktober 1996 in Freiberg (Sachsen), Organist und Kantor
- 1922, 18. Oktober, Harry Suhl, † 3. März 2020, deutsch-US-amerikanischer Physiker und Hochschullehrer
- 1922, 15. November, Johannes Burla, † 31. Januar 2014 in Basel, Bildhauer
- 1922, Dezember, Joachim Lambek, Mathematiker
- 1923, Gerhard Löwe, † 2006 in Leipzig, Altphilologe
- 1923, 14. Januar, Hans Schmidt, † 14. Mai 2019, Schriftgestalter und Grafiker
- 1923, 2. Februar, Hans Berge, † 18. Januar 2018, Chemiker und Hochschullehrer
- 1923, 12. Februar, Wolfgang Götz, † 2. Februar 1996 in St. Ingbert, Kunsthistoriker
- 1923, 17. Februar, Karl Weber, † 8. Juni 2011 in Mörtitz, Maler und Grafiker
- 1923, 17. März, Wolfgang O. Sack, † 21. Juni 2005 in Ithaca (New York), Anatom
- 1923, 16. Mai, Karl Trabalski, † 5. Dezember 2009 in Düsseldorf, Politiker und Landtagsabgeordneter (SPD) in Nordrhein-Westfalen
- 1923, 27. Mai, Sigrid Lichtenberger, † 22. November 2016 in Bielefeld, Schriftstellerin und Lyrikerin
- 1923, 2. Juli, Rudolf Riss, † 17. Januar 1985, Polizeioffizier, Generalleutnant und Stellvertreter des Ministers des Innern der DDR
- 1923, 15. September, Werner Berthold, † 8. April 2017, Historiker
- 1923, 28. September, Friedrich-Wilhelm Oeken, † 21. August 2013 in Leipzig, Arzt
- 1923, 27. November, Gerd Hildebrandt, † 11. Dezember 2017, Forstwissenschaftler
- 1923, 17. Dezember, Helmut Rötzsch, † 28. März 2017 in Leipzig, Bibliothekswissenschaftler
- 1924, 15. Februar, Harry Blume, † 17. März 1992 in Leipzig, Maler, Grafiker und Hochschullehrer
- 1924, 16. Februar, Wolfgang Kaiser, † 6. September 1952 in Dresden, Opfer der DDR-Justiz
- 1924, 22. Februar, Helmut Heiber, † 1. November 2003 in München, Historiker
- 1924, 25. Februar, Heinz Müller, † 28. Mai 2007 in Bennewitz, Maler
- 1924, 15. Mai, Maria Koepcke, † 24. Dezember 1971 in Peru, Ornithologin
- 1924, 3. Juni, Horst Sölle, † 6. Oktober 2016 in Zeuthen, Minister für Außenhandel und Innerdeutschen Handel der DDR
- 1924, 16. Juni, Gerhard Winkler, † 23. März 2021 in Leipzig, Wirtschaftswissenschaftler, Rektor der Universität Leipzig
- 1924, 19. Juni, Kurt Conradi, † 4. Juni 2014 in Berlin, Schauspieler
- 1924, 19. Juni, Käte Finsterbusch, † 15. Januar 2018, Sinologin
- 1924, 30. Juni, Hans Engels, † 1995, Maler und Grafiker
- 1924, 14. Oktober, Leo Sachs, † 12. Dezember 2013, deutsch-israelischer Molekularbiologe, Immunologe und Krebsforscher
- 1924, 16. Oktober, Heinrich Witz, † März 1997 in Halle/Saale, Maler und Grafiker
- 1924, 16. November, Wolfgang Reuschel, † 18. September 1991 in Leipzig
- 1924, 15. Dezember, Günter Oppenheimer, † 9. Oktober 2003 in Leipzig, Komponist, Pianist, Dirigent und Arrangeur
- 1925, 12. Januar, Johannes Erben, † 21. Januar 2023 in Bonn, Germanist, Linguist und Hochschullehrer
- 1925, 20. Januar, Hans Joachim Neidhardt, † 1. Februar 2024 in Dresden, Kunsthistoriker, Museumskustos und Kurator
- 1925, 25. Januar, Horst Schuberth, Physiker
- 1925, 4. Februar, Jutta Hipp, † 7. April 2003 in New York, Jazz-Pianistin
- 1925, 18. April, Ernemann Sander, † 21. Dezember 2020 in Bonn, Bildhauer
- 1925, 4. Mai, Lothar Markschies, † 20. Februar 2008 in Berlin, Germanist
- 1925, 3. Juli, Hans Georg Prager, † 12. März 2018 in Harburg, Schifffahrtskonsulent, Autor und Publizist
- 1925, 18. Juli, Agathe Winkler, † 7. August 2013, Schauspielerin und Malerin
- 1925, 6. August, Irmgard Horlbeck-Kappler, † 3. Oktober 2016 in Leipzig, Malerin und Grafikerin
- 1925, 11. September, Erich Stammer, † 3. November 2014 in Leipzig, Radrennfahrer
- 1925, 18. September, Columba Stewart, † 2007, Maler und Grafiker
- 1925, 11. Oktober, Herwart Ambrosius, Biowissenschaftler
- 1925, 15. Oktober, Carl Becker, † 2. Juni 1973 in München, klassischer Philologe
- 1925, 15. Oktober, Vitus B. Dröscher, † 9. November 2010 in Hamburg, Autor naturwissenschaftlicher Werke
- 1925, 26. November, Christel Blume-Benzler, † 1. August 2021, Malerin und Grafikerin
- 1925, 1. Dezember, Konrad Voppel, Kirchenmusiker, † 17. Juli 2022 in Bremerhaven
- 1926, 6. Januar, Günter Rössler, † 31. Dezember 2012 in Leipzig, Fotograf
- 1926, 14. Januar, Werner Ihmels, † 25. Juni 1949 im sowjetischen Speziallager IV in Bautzen, Theologiestudent, Gruppe Ihmels, verhaftet wegen angeblicher Spionagetätigkeit (denunziert von dem FDJ-Funktionär Manfred Gerlach), rehabilitiert 1995
- 1926, 15. Januar, Harri Jünger, † 27. Dezember 2016, Slawist, Literaturwissenschaftler und emeritierter Hochschullehrer
- 1926, 30. Januar, Ursula Langrock, † 13. Juli 2000 in Hamburg, Schauspielerin
- 1926, 4. Februar, Rolf Hempel, † 23. September 1976 in Homberg, Komponist (Drei weiße Birken)
- 1926, 26. Februar, Horst Richter, † 22. Dezember 2018, Kunstwissenschaftler
- 1926, 2. April, Edgar Hilsenrath, † 30. Dezember 2018 in Wittlich, Schriftsteller
- 1926, 1. Mai, Reginald Grimmer, † 4. Oktober 1994 in Berlin, SED-Funktionär und Vorsitzender des Rundfunk-Komitees der DDR
- 1926, 22. Mai, Walter Dietze, † 11. September 1987 in Weimar, Germanist und Hochschullehrer
- 1926, 25. Mai, Peter Schulze-Rohr, † 22. September 2007 in Lübeck, Regisseur und Drehbuchautor
- 1926, 28. Mai, Gerhard Beil, † 19. August 2010 in Berlin, SED-Funktionär und Minister für Außenwirtschaft der DDR
- 1926, 30. Mai, Egon Hunger, Gebrauchsgrafiker
- 1926, 2. Juni, Joachim Renneberg,  † 2. Januar 1977 in Ost-Berlin, Jurist und Hochschullehrer
- 1926, 15. Juni, Claus Walther Gerhardt, † 1. Januar 2014 in Darmstadt, Drucker und erster Prägemeister
- 1926, 18. Juni, Gisela Schöbel-Graß, Schwimmerin und ehemalige Weltrekordhalterin über 100 m Brust
- 1926, 27. Juni, Barbara Mayer, Artistin
- 1926, 5. Juli, Horst Springer, † 5. April 2002, Kaufmann, Inhaber der Firma Schirmer Kaffee
- 1926, 25. Juli, Gerhard Opitz, Maler
- 1926, 3. August, Heinz Müller, Fußballspieler
- 1926, 14. August, Martin Broszat, † 14. Oktober 1989 in München, Historiker (Der Staat Hitlers)
- 1926, 26. August, Karl Nuß, † 6. Oktober 2013, marxistischer Philosoph und Hochschullehrer
- 1926, 14. September, Gerda Scheffel, † 1. Februar 2022 in Frankfurt am Main, Übersetzerin
- 1926, 7. Oktober, Rolf Reuter, † 10. September 2007 in Berlin, Dirigent und Hochschullehrer
- 1926, 10. Oktober, Gabriele Hoffmann, † 1. März 2019, Schauspielerin
- 1926, 18. Oktober, Joachim Kupsch, † 6. Juli 2006, Schriftsteller
- 1926, 25. November, Rudolf Uhlisch, † 24. November 2017 in Leipzig, Gebrauchsgrafiker
- 1926, 2. Dezember, Dietrich Körner, † 2001 in Berlin, Schauspieler
- 1926, 3. Dezember, Ostara Körner, † 30. November 2011 in Berlin, Schauspielerin
- 1926, 10. Dezember, Hans Jürgen Ehlers, † 24. Juli 2013 in Stuttgart, Buchhändler, Erfinder der Internationalen Standardbuchnummer ISBN
- 1926, 18. Dezember, Werner Hecht, † 26. Februar 2017 in Berlin, Theater- und Literaturwissenschaftler
- 1927, 21. Januar, Rudolf Krause, † 12. Dezember 2003 in Leipzig, Fußballspieler, Fußballtrainer, Pädagoge, Sportlehrer und Jurist
- 1927, 6. Februar, Hans Joachim Barth, † 2001 in Willingshausen, Kirchenmusiker, Autor und Komponist
- 1927, 14. Februar, Bernd Schäfer, † 25. April 1983 in Wuppertal, Schauspieler
- 1927, 18. März, Lillian Vernon, gestorben am 14. Dezember 2015 in Manhattan, amerikanische Unternehmerin
- 1927, 24. April, Ali Wunsch-König, † 2. März 2008 in München, Theaterschauspielerin und Gründerin und Neuen Münchner Schauspielschule
- 1927, 30. Juni, Maria Kühne, † 5. November 2022 in Berlin, Moderatorin, Redakteurin, Reporterin, Schauspielerin und Filmemacherin
- 1927, 12. Juli, Hermann Haken, † 14. August 2024 in Sindelfingen, theoretischer Physiker
- 1927, 16. Juli: Lothar Blumhagen, † 10. Januar 2023 in Berlin, Schauspieler und Synchronsprecher
- 1927, 24. Juli, Inge Lange, † 13. Juli 2013 in Berlin, Politikerin (SED)
- 1927, 2. September, Manfred Uhlig, † 24. Juli 2019 in Leipzig, Entertainer, Fernseh- und Radiomoderator
- 1927, 15. Oktober, Günter Krone, † 20. Juni 2023, Rechtsanwalt und Politiker
- 1927, 27. Oktober, Ferdinand Ranft, † 11. August 2011, Journalist und Reiseschriftsteller
- 1927, 14. November, Heinz Eichler, † 12. September 2013 in Berlin, Politiker (SED), Präsidiumsmitglied der Volkskammer der DDR
- 1927, 22. November, Dieter Schuster, † 14. Januar 2019 in Düsseldorf, Archivar, Bibliothekar und Historiker
- 1927, 29. November, Wolfgang Biermann, † 18. Juli 2001 in Völklingen, Generaldirektor des VEB Carl Zeiss Jena (1975–89)
- 1927, 25. Dezember, Werner Stams, † 31. Januar 2022 in Radebeul, Kartograf und Geograf
- 1928, Herbert Schmidt, † 2019, Kaufmann, Goldschmied und Historiker
- 1928, 7. Januar, Gerd Thielemann, Maler, Graphiker und Sammler von Volkskunst
- 1928, 12. Januar, Günter Kröber, Rechtsanwalt und Politiker (FDP), † 26. September 2024, Mitglied des Sächsischen Landtages
- 1928, 2. Februar, Volkmar Jaeger, † 8. Februar 2019 in Leipzig, Fotograf
- 1928, 22. Februar, Hellmut Mehnert, Diabetologe, Präsident der Deutschen Gesellschaft für Innere Medizin
- 1928, 7. März, Herbert Zimmermann, † 22. Januar 2016, Chemiker und Hochschullehrer
- 1928, 11. März, Manfred Taube, † 19. Oktober 2021, Tibetologe, Mongolist und Professor für tibetische und mongolische Philologie an der Universität Leipzig
- 1928, 31. März, Ruth Schob-Lipka, † 7. März 2011, Mezzosopranistin
- 1928, 2. April, Jochen Schmidt, † 2002, Schauspieler, Regisseur und Hörspielsprecher
- 1928, 24. April, Erhard Hirsch, Altphilologe, Germanist und Kulturhistoriker
- 1928, 30. April, Karl-Heinz Lugenheim, DDR-Diplomat, Konsul, Botschafter
- 1928, 8. Mai, Manfred Gerlach, † 17. Oktober 2011 in Berlin, DDR-Politiker, LDPD-Vorsitzender
- 1928, 16. Mai, Hermann Schmitz, † 5. Mai 2021 in Kiel, Philosoph, Begründer der Neuen Phänomenologie
- 1928, 4. September, Dorothea Freudenberg, Psychologin und Fachautorin über Epilepsie
- 1928, 15. September, Fritz Hofmann, Schriftsteller, Lektor und Herausgeber
- 1928, 6. Oktober, Heinz Lohse, Mathematiker und Erziehungswissenschaftler
- 1928, 1. November, Wolfgang Licht, † 20. Mai 2019 in Bad Lausick, Schriftsteller
- 1928, 20. November, Rolf Kruse, † 27. Februar 2010, Neuropädiater und Epileptologe, Klinikdirektor
- 1928, 10. Dezember, Manfred Dietze, † 10. Juni 2014 in Berlin, Generalleutnant des Ministeriums für Staatssicherheit
- 1928, 18. Dezember, Peter Reichenbach (* 18. Dezember 1928, † 19. Oktober 1978 Rostock), Jurist, Seerecht-Justiziar
- 1928, 22. Dezember, Fredrik Barth, † 24. Januar 2016 in Oslo, norwegischer Ethnologe und Sozialanthropologe, Hochschullehrer
- 1929, Gert Richter, † 27. August 2017, Schauspieldramaturg, Schriftsteller, Verlagsredakteur und Herausgeber
- 1929, 16. Januar, Ernst Günther Schmidt, † 28. Februar 1999 in Leipzig, Klassischer Philologe und Hochschullehrer
- 1929, 18. Februar, Inge Brandenburg, † 23. Februar 1999 in München, Jazzsängerin
- 1929, 24. Februar, Wolfgang Laue, † 1996, Konteradmiral der Volksmarine
- 1929, 5. März, Heinrich Winkler, † 16. Dezember 2019, Generalmajor der Nationalen Volksarmee (NVA) der DDR
- 1929, 6. März, Manfred Trauzettel, † 11. September 2001 in Leipzig, Maler und Grafiker
- 1929, 4. April, Detlef Winter, † 11. September 2010 in Naumburg/Saale, Maler, Grafiker, Lithograph und Bühnenbildner
- 1929, 25. April, Hans-Joachim Rotzsch, † 25. September 2013 in Leipzig, Sänger und Chorleiter; Thomaskantor
- 1929, 28. April, Gerhard Lindner, Politiker, Funktionär der DDR-Blockpartei LDPD
- 1929, 29. April, Conrad Schirokauer, † 19. September 2018 in Cleveland, deutsch-amerikanischer Historiker
- 1929, 17. Mai, Hans-Joachim Förster, Künstler
- 1929, 20. Mai, Herbert Barth, Diplomat
- 1929, 12. Juni, Eva Pflug, † 5. August 2008 in München, Schauspielerin
- 1929, 18. Juni, Gerhard Lustig, † 6. Oktober 1993, Mathematiker, Informatiker
- 1929, 19. Juli, Günther Rudolph, † 26. Juli 2017, Ökonom und Soziologe
- 1929, 2. Juli, Rainer G. Rümmler, † 16. Mai 2004 in Berlin, Architekt
- 1929, 4. Juli, Heinz Schilling, † 11. März 2018 in Plauen, theoretischer Physiker, Hochschullehrer
- 1929, 8. Juli, Helmut Günther Schneider, † 12. Oktober 2019, Materialwissenschaftler und Hochschullehrer
- 1929, 22. Juli, Wolfgang Scheffler, † 18. November 2008 in Berlin, Politologe und Historiker, Holocaustforscher
- 1929, 25. Juli, Joachim Fiedler, gestorben 28. April 2023 in Wuppertal, Bauingenieur und Verkehrswissenschaftler
- 1929, 27. Juli, Sigrid Kressmann-Zschach, † 28. Oktober 1990 in Berlin, Architektin und Bauunternehmerin
- 1929, 8. August, Rolf Dlubek, † 16. April 2009 in Berlin, Historiker und Editor
- 1929, 26. August, Horst Schumann, † 8. August 2020, Mathematiker und SED-Parteifunktionär
- 1929, 28. August, Günter Mieth, † 28. März 2018 in Detmold, Superintendent und Ehrenbürger Zwickaus
- 1929, 40. August, Peter Roesch, † 24. September 2018 in Lincoln Park/Chicago, deutsch-US-amerikanischer Architekt
- 1929, 9. September, Ruth Pfau, † 10. August 2017 in Karatschi, Ordensschwester und Lepraärztin in Pakistan
- 1929, 22. September, Ulf Henning, † 16. Juni 2000 in Tübingen, Biochemiker und Molekularbiologe
- 1929, 24. November, Peter Mittelstaedt, † 21. November 2014 in Erftstadt, Physiker und Wissenschaftstheoretiker
- 1929, 2. Dezember, Dietrich Körner, † 8. Oktober 2001 in Berlin, Schauspieler
- 1929, 29. Dezember, Gerhard Helbig, † 29. Mai 2008 in Leipzig, Germanist, Autor und Hochschullehrer
- 1930, Klaus Ehrler, † 12. September 2005 in Berlin, Historiker, Publizist und christlicher Friedensaktivist
- 1930, 19. Januar, Johannes Wenzel. † 10. Juni 2023 in Leipzig, Germanist
- 1930,  15. Februar, Willi Damm, † 4. Januar 2012 in Berlin, Generalmajor des Ministeriums für Staatssicherheit der DDR
- 1930, 18. Februar, Jakob Schulze-Rohr, † 17. November 2008, Architekt und Stadtplaner
- 1930, 1. März, Rudolf Münze, † 23. Februar 2020, Chemiker und Hochschullehrer
- 1930, 22. März, Arnd Schultheiß, † ≤ 2. Dezember 2021, Maler und Grafiker
- 1930, 27. März, Ernst Petzold, † 21. Januar 2017, ev.-luth. Theologe und Pfarrer
- 1930, 25. April, Hawe Schneider, † 17. Juli 2011, Jazzmusiker und Jazzautor
- 1930, 3. Mai, Fritz Ullrich Fack, † 9. Juni 2019 in Bad Honnef, Journalist und Herausgeber der FAZ
- 1930, 30. Mai, Helga Paditz, Gebrauchsgrafikerin und Illustratorin
- 1930, 4. Juni, Peter Zahn, Mathematiker und Logiker, Hochschullehrer
- 1930, 14. Juni, Joachim Menzhausen, † 18. Januar 2019 in Dresden, Kunsthistoriker
- 1930, 20. Juni, Karl-Heinz Wolf, Politiker, Mitglied des Landtags von Sachsen-Anhalt
- 1930, 24. Juni, Walter Deeters, † 14. Oktober 2004 in Aurich, Historiker und Archivar
- 1930, 29. Juni, Peter Beyer, Industriedesigner und Innenarchitekt
- 1930, 1. Juli, Rolf Trauzettel, † 11. August 2019, Sinologe und Historiker
- 1930, 2. Juli, Wolfgang Brekle, † 7. September 2019, Germanist
- 1930, 3. Juli, Gottfried Hoffmann, † 16. Januar 2016 in Landau in der Pfalz, lutherischer Theologe
- 1930, 10. Juli, Götz Voppel, † 13. April 2025, Wirtschaftsgeograph
- 1930, 5. August, Erich Penzel, Hornist
- 1930, 12. August, Günter Thiele, Maler, Zeichner und Graphiker
- 1930, 16. August, Günther Schilling, † 8. August 2018, Agrikulturchemiker
- 1930, 25. September, Harry Müller, † 19. April 2020, Bildhauer
- 1930, 26. Oktober, Karlheinz Kuhn, † 23. Februar 2001 in Rostock, Maler und Grafiker
- 1930, 28. November, Dietrich Braun, † 20. November 2021, Chemiker, Leiter des Deutschen Kunststoff-Instituts (DKI) in Darmstadt und Hochschullehrer
- 1930, 5. Dezember, Alexander Meyer von Bremen, † 7. Februar 2002 in Duisburg, Pianist und Komponist
- 1930, 17. Dezember, Erhard Geißler, Genetiker, Molekularbiologe und Bioethiker
- 1930, 22. Dezember, Herbert Pilz, † 26. September 2022 in Leipzig, Koch, Gastronomiehistoriker, Fach- und Kochbuchautor
- 1930, 26. Dezember, Manfred Altner, † 27. November 2020 in Radebeul, Literaturwissenschaftler, Autor und Herausgeber

### 1931 bis 1940
- 1931, 11. Januar, Käte Müller, Malerin und Grafikerin
- 1931, 22. Januar, Wigand Freiherr von Salmuth, † 10. Dezember 2006 in Heidelberg, Unternehmer
- 1931, 30. Januar, Ursula Geissler, † 23. Juni 2017 in Berlin, Botanikerin und Hochschullehrerin
- 1931, 1. März, Joachim von Jagow, Politiker
- 1931, 1. März, Ludwig Thürmer, † 24. April 2021 in Berlin, Architekt
- 1931, 2. März, Jutta Regine Seidel, † 9. Februar 2017 in Leipzig, Historikerin
- 1931, 22. März, Siegfried Höfer, † 1. Januar 2019 in Leipzig, Maler
- 1931, 31. März, Günter Herrmann, Jurist und Medienrechtler
- 1931, 3. April, Klaus Pinkau, † 15. Oktober 2021, Astrophysiker, wissenschaftlicher Direktor des Max-Planck-Instituts in Garching und Professor an der TU München
- 1931, 14. April, Hasso Veit, † 30. Mai 2022, Musiker
- 1931, 21. April, Otto Albrecht Leistner, deutsch-südafrikanischer Botaniker
- 1931, 25. April, Hans-Joachim Böhme, † 11. Mai 1995 in Berlin, Minister für Hoch- und Fachschulwesen der DDR
- 1931, 13. Juni, Ingeborg Krabbe, † 17. März 2017 in Berlin, Schauspielerin
- 1931, 27. Juni, Joachim Mitdank; † 11. April 2017 in Berlin, DDR-Diplomat, Botschafter
- 1931, 16. Juli, Hanns Kreisel, † 18. Januar 2017 in Wolgast, Mykologe und Hochschullehrer
- 1931, 6. August, Manfred Künne, † 17. Januar 1990 in Leipzig, Schriftsteller
- 1931, 22. August, Gerald Müller-Simon, Maler, Grafiker und Keramiker
- 1931, 25. August, Peter Gilmore, † 3. Februar 2013 in London, britischer Schauspieler
- 1931, 4. September, Jeanette Schultze-Hehn, † 3. Oktober 1972, Filmschauspielerin
- 1931, 26. September, Rudolf Skoda, † 2. April 2015 in Leipzig, Architekt, Chefarchitekt für das Neue Gewandhaus zu Leipzig
- 1931, 27. September, Ernstgert Kalbe, † 7. November 2015 in Leipzig, Historiker
- 1931, 30. September, Eveline Gottzein, † 24. Dezember 2023 in Höhenkirchen, Ingenieurin
- 1931, 13. Oktober, Dieter Gerbeth, † 7. Oktober 2018, Maler und Grafiker
- 1931, 9. November, Günter Gnauck, † 2. Mai 2004 in Halle (Saale), Grafiker und Kalligraf
- 1931, 2. Dezember, Klaus Drobisch, † 27. November 2019 in Berlin, Historiker
- 1931, 28. Dezember, Ekkehard Schumann, Jurist
- 1931, 28. Dezember, Hanskarl Hoerning, † 19. Oktober 2021, Autor, Schauspieler und Kabarettist
- 1932, Jürgen Schwalm, Mediziner und Schriftsteller
- 1932, 5. Januar, Karl-Heinz Schäfer, Gebrauchsgrafiker
- 1932, 18. Januar, Peter Stuhlmacher, † 5. April 2025, evangelischer Theologe
- 1932, 4. Februar, Gerhard Hund, † 21. Juni 2024 in Freiburg im Breisgau, Schachspieler, Mathematiker, Informatiker und Computerpionier
- 1932, 5. Februar, Manfred Reinelt, † 18. September 1964, Pianist
- 1932, 22. Februar, Günter Lein, † 27. Juli 2017, Leichtathlet, Hochspringer
- 1932, 24. Februar, Konrad Knebel, Maler
- 1932, 18. März, Hanns Grössel, † 1. August 2012 in Köln, Übersetzer und Literaturkritiker
- 1932, 31. März, Wolfgang Würfel, Grafiker, Illustrator und Maler
- 1932, 16. Juni, Wolfgang Leuck, † 26. September 2014 in Leipzig, Gebrauchsgrafiker und wissenschaftlicher Illustrator
- 1932, 17. September, Peter Kretzschmar, † 9. September 2018 in Rüdersdorf, Handballspieler und Trainer
- 1932, 5. November, Manfred Streubel, † 10. Juli 1992 in Dresden, Lyriker und Kinderbuchschriftsteller
- 1932, 13. November, Peter Förster, † 12. September 2023, Pädagoge und Jugendforscher
- 1933, im Januar, Günter Jena, Chorleiter, Organist und Kirchenmusikdirektor
- 1933, 12. Februar, Alexander Gagel, † 10. Mai 2019, Jurist, Richter am BSG a. D.
- 1933, 11. März, Roman Suchecki, † 10. Januar 2003 in Danzig, polnischer Cellist und Musikpädagoge
- 1933, 15. März, Gert Pötzschig, Maler und Grafiker
- 1933, 11. Juli, Siegfried Rüger, † 19. September 2007 in Dresden, Ingenieur und Verkehrswissenschaftler
- 1933, 27. Juli, Joachim Hukal, Maler und Grafiker
- 1933, 26. August, Monika Winkler, † 28. August 2015 in Leipzig, Goldschmiedin und Schmuckgestalterin
- 1933, 22. September, Jesco von Puttkamer, † 27. Dezember 2012, Raumfahrtingenieur und Buchautor
- 1933, 25. Oktober, Eberhard Esche, † 15. Mai 2006 in Berlin, Schauspieler
- 1933, 18. November, Gert Wunderlich, † 15. August 2023, Schriftgestalter und Typograf
- 1933, 6. Dezember, Ralph Jätzold, † 22. Dezember 2020 in Trier, Geograph
- 1934, 6. Januar, Hans-Peter Hillig, † 3. Juli 2021 in Frechen bei Köln, Jurist
- 1934, 17. Januar, Ehrhard Warneke, † 11. März 2019 in Weimar, Regisseur, Operndirektor und Intendant
- 1934, 6. Februar, Annelies Laschitza, † 10. Dezember 2018, Historikerin
- 1934, 9. Februar, Klaus Kahnt, † 30. Dezember 2015, Konteradmiral der Volksmarine
- 1934, 12. März, Karl-Heinz Ziegler emeritierter Rechtswissenschaftler
- 1934, 23. April, Franz Kockel, † 20. März 2015, Geologe, Geologiedirektor einer Bundesanstalt
- 1934, 7. Juni, Konrad Unger, † 1. August 2014, Physiker, Universitätsprofessor für Festkörperphysik
- 1934, 26. Juni, Hans-Joachim Dönitz, † 31. Dezember 2010, Konteradmiral der Volksmarine
- 1934, 11. Juli, Hermann Lindner, † 9. November 2000 in Stralsund, Maler und Grafiker
- 1934, 2. September, Dieter Clauß, General
- 1934, 2. Oktober, Gert König, † 27. März 2021, Bauingenieur und Hochschullehrer
- 1934, 1. November, Wolfram Behrendt, Mediziner und Hochschullehrer
- 1934, 17. November, Klaus Wolf, † 15. März 2019 in Löbau, Diplomat, Botschafter der DDR
- 1934, 18. November, Sibylle Kemmler-Sack, † 10. Februar 1999, Chemikerin
- 1934, 24. November, Jürgen Werinhard Einhorn, † 17. August 2013 in Dortmund, Franziskaner
- 1934, 3. Dezember, Hans-Joachim Schulze, Musikwissenschaftler, Direktor des Bach-Archivs
- 1934, 8. Dezember, Horst Räcke, † 22. Juni 2007, Maler
- 1934, 17. November, Klaus Wolf, † 15. März 2019 in Löbau, DDR-Diplomat, Botschafter
- 1935, 11. Februar, Bernd Meurer, † 17. Dezember 2011 in Darmstadt, Architekt und Gestalter
- 1935, 11. Februar, Rolf Hartmann, Architekt, Ausstellungsgestalter und Gebrauchsgrafiker
- 1935, 9. Mai, Manfred Günther, Hochschullehrer für Regelungstechnik
- 1935, 31. Mai, Rolf Becker, Schauspieler, lebt in Hamburg
- 1935, 13. Juni, Renate Bridenthal, Historikerin
- 1935, 27. Juni, Joachim Conrad, evangelischer Theologe
- 1935, 21. Juli, Gerhard Lehmann, Sportwissenschaftler
- 1935, 31. Juli, Fritz Honka, † 19. Oktober 1998 in Hamburg, Serienmörder
- 1935, 30. August, Armin Krauße, † 6. Dezember 2019, Bergingenieur und Hochschullehrer
- 1935, 31. August, Brigitte Richter, † 11. Juli 2021 in Leipzig, Musikwissenschaftlerin, Museumskuratorin und Autorin
- 1935, 31. Oktober, Dieter Dorn, Schauspieler, Regisseur und Intendant
- 1935, 8. Dezember, Reinhard Ziegler, Internist, Endokrinologe und ordentlicher Professor für Innere Medizin in Heidelberg
- 1935, 21. Dezember, Juergen Seuss, † 21. April 2023 in Niddatal, Buchgestalter, Verleger, Hochschullehrer
- 1935, 30. Dezember, Eberhard Schorsch, † 14. November 1991 in Hamburg, Arzt, Psychiater und Sexualforscher
- 1936, 14. Januar, Dieter Mucke, † 12. März 2016 in Halle (Saale), Schriftsteller
- 1936, 3. April, Friedrich Meyer-Oertel, † 14. März 2021 in Darmstadt, Opernregisseur
- 1936, 21. April, Carl Riedel, Radsportler
- 1936, 2. Mai, Helga Brauer, † 15. Juni 1991 in Leipzig, Sängerin („Singen macht Laune“)
- 1936, 31. Mai, Joachim Ehlers, Historiker für mittelalterliche Geschichte
- 1936, 1. September, Herbert Kästner, Mathematiker, Autor, Herausgeber und Bibliophiler
- 1936, 2. September, Klaus Koch, † 7. November 2000 in Berlin, Jazzmusiker
- 1936, 23. Oktober, Johannes Fischer, † 24. Februar 2019, Pianist, Komponist und Chordirigent
- 1936, 23. November, Roswitha Trexler, Sängerin (Sopran, Mezzosopran), Interpretin zeitgenössischer Kompositionen
- 1936, 30. November, Arndt Bause, † 11. Februar 2003 in Berlin, Komponist, Produzent, Arrangeur („Sing mei Sachse, sing“)
- 1936, 10. Dezember, Robert Werner Wagner, † 9. Oktober 2021 in Neuruppin, Maler, Grafiker und Buchillustrator
- 1936, 11. Dezember, Erich Hagen, † 26. Mai 1978 bei Leipzig, Radsportler
- 1936, 29. Dezember, Rolf Berger, † 29. Juli 2009 in Strausberg, Offizier, Generalleutnant der NVA
- 1937, 22. Januar, Jutta Damm-Fiedler, Plakatkünstlerin und Grafik-Designerin
- 1937, 15. Februar, Jürke Grau, † 25. Dezember 2022 in München, Botaniker, Hochschullehrer und Direktor des Botanischen Gartens München
- 1937, 5. März, Manfred Stolle, Leichtathlet (Speerwerfer)
- 1937, 21. März, Horst Balz, evangelischer Theologe
- 1937, 8. April, Mike Leckebusch, † 3. März 2000 in Osterholz-Scharmbeck, Fernsehredakteur, Regisseur und Produzent des Beat-Club
- 1937, 27. April, Joachim Bennek, † 5. November 2019, Mediziner und Kinderchirurg
- 1937, 29. April, Hartmut Fröschle, Germanist
- 1937, 4. Juni, Sybill Storz, Unternehmerin und Geschäftsführerin
- 1937, 27. August, Dietrich Koch, † 25. März 2020 in Mülheim/Ruhr, Physiker und Philosoph
- 1937, 2. Oktober, Beate Hanspach, Dramaturgin
- 1937, 22. November, Matthias Jaeger, Generalstabsarzt der Bundeswehr
- 1937, 11. Dezember, Christian Diener, † 18. Mai 2016, Grafiker und Art Director
- 1937, 19. Dezember, Johannes Schöche, DDR-Diplomat, Attaché und Legationsrat
- 1937, 26. Dezember, Regina Fleck, Bildhauerin
- 1937, 27. Dezember, Dieter Dietze, † 28. Februar 2000 in Neukirchen, Bildhauer
- 1937, 30. Dezember, Michael Mau, † 20. August 2021 in Hamburg, Maler, Zeichner und Grafiker
- 1938, Rolf Klemmt, Germanist, Autor und Übersetzer aus dem Finnischen
- 1938, 5. Januar, Christine Wodetzky, † 7. Dezember 2004 in Berlin, Schauspielerin
- 1938, 25. Januar, Winfried Baumberger, † 3. November 2023, Industriedesigner und Hochschullehrer
- 1938, 13. März, Albrecht Schmidt, Jurist und Bankmanager, Vorstandssprecher der HypoVereinsbank
- 1938, 15. März, Günter Stein, † 3. Januar 2025, Ingenieurwissenschaftler und Hochschullehrer
- 1938, 16. März, Horst Saalbach, deutsch-amerikanischer Ingenieur, Manager, langjähriger Präsident von Festo-USA
- 1938, 29. März, Klaus-Dieter Schotte, † 28. November 2018 in Rostock, Physiker
- 1938, 1. Mai, Erika Vötzsch, Speerwerferin
- 1938, 26. Mai, Eberhard Hertwig, Grafiker und Grafikdesigner
- 1938, 29. Mai, Roland Frenzel, † April 2004 in Leipzig, Maler und Grafiker
- 1938, 21. Juni, Jürgen Christoph Gödan, † 4. Mai 2015 in Hamburg, Rechtsbibliothekar
- 1938, 18. Juli, Dieter Bankert, Architekt
- 1938, 1. November, Wolfgang Licht, Schriftsteller
- 1938, 7. November, Michael Berg, † 14. September 2019 in Weimar, Cellist, Dirigent, Musikwissenschaftler, Hochschullehrer
- 1938, 10. Dezember, Peter Steinbach, † 6. Februar 2019 in Svendborg, Drehbuchautor
- 1938, 20. Dezember, Hans Wolff, † 17. November 2023, Mathematiker und Hochschulrektor
- 1939, 12. Januar, Thomas Müller, Komponist und Pianist
- 1939, 31. Januar, Ernst Pfeffer, † 10. Januar 2017 in Bonn, Agrarwissenschaftler und Hochschullehrer für Tierernährung
- 1939, 22. Februar, Rüdiger Minor, † 3. September 2017 in Dresden, Bischof der evangelisch-methodistischen Kirche
- 1939, 24. Februar, Wieland Held, † 23. Februar 2003, Historiker und Hochschullehrer
- 1939, 27. Februar, Peter Weber, Architekt
- 1939, 4. März, Isolde Hamm, † 26. April 2006 in Leipzig, Grafikerin und Malerin
- 1939, 7. März, Erhard Bellot, Typograf und Grafikdesigner, war Hochschullehrer
- 1939, 28. März, Carl-Dieter Spranger, Bundesminister für wirtschaftliche Zusammenarbeit (1991–1998)
- 1939, 26. April, Klaus Beyer, † 13. April 2025, Mathematiker
- 1939, 3. Mai, Klaus Morgenstern, † 26. April 2012 in Berlin, Fotograf und Bildjournalist
- 1939, 7. Juni, Volker Pfüller, † 23. Oktober 2020 in Rudolstadt, Grafiker, Bühnenbildner und Hochschullehrer
- 1939, 21. Juni, Ben Willikens (d. i. Günther Eberhard), Maler
- 1939, 18. August, Hans-Jürgen Häßler, † 17. Oktober 2011 in Hannover, Prähistoriker
- 1939, 20. August, Ludwig Ehrler, † 26. Oktober 2014 in Halle/Saale, Maler
- 1939, 20. September, Roland März, † 15. September 2020 in Berlin, Kunsthistoriker und Kurator
- 1939, 15. Oktober, Rüdiger Reinel, † 2016, Architekt, Glasgestalter, Zeichner, Grafiker und Hochschullehrer
- 1939, 24. Oktober, Dietrich Niethammer, † 3. Februar 2020 in Tübingen, Kinderarzt und Onkologe
- 1939, 19. Dezember, Dieter Zimmer, † 17. Juni 2024 in Wiesbaden, Fernsehjournalist und Schriftsteller
- 1939, 20. Dezember, Winfried Moewes, † 15. Februar 1994 in Warder, Geograf
- 1939, 22. Dezember, Hans Höher, Eisverkäufer, Leipziger Original
- 1940, Christoph Freimann, Plastiker (Arbeiten aus Metallschienen und -platten, leuchtend rot lackiert); lebt in Stuttgart
- 1940, 19. Januar, John Siegfried Mehnert, Whistleblower und Schauspieler
- 1940, 28. Februar, Barbara Morgenstern, Fotografin und Bildjournalistin
- 1940, 5. März, Werner Petzold, † 3. August 2023 in Oberursel, Maler und Grafiker
- 1940, 11. April, Walther Petri, † 27. September 2011 in Berlin, Maler, Grafiker, Bildhauer, Autor und Lyriker
- 1940, 29. April, Jörg Schulze, † 24. Januar 1990 in Bonn, Maler und Grafiker
- 1940, 3. Mai, Klemens Richter, katholischer Liturgiewissenschaftler
- 1940, 27. Juni, Jürgen Klinge, Ringer, Olympiateilnehmer
- 1940, 25. August, Roland Becker, Ingenieur und Politiker
- 1940, 15. September, Gunter Preuß, Schriftsteller
- 1940, 24. September, Armin Kühne, Fotograf
- 1940, 6. Oktober, Eberhard Zeidler, † 18. November 2016 in Leipzig, Mathematiker, Gründungsdirektor des Leipziger Max-Planck-Instituts für Mathematik in den Naturwissenschaften
- 1940, 6. November, Roald Reinecke, † 1. November 2014, Geiger
- 1940, 28. Dezember, Uwe Greve, † 24. Dezember 2005 in Kiel, Publizist und Politiker (CDU), Mitglied des Landtags von Schleswig-Holstein

### 1941 bis 1950
- 1941, 17. Januar, Günter Jordan, Dokumentarfilmer und Autor
- 1941, 30. Januar, Ulrich Albrecht, † 26. Dezember 2016, Friedens- und Konfliktforscher
- 1941, 8. Februar, Dieter Stäglich, Bibliothekar und Fußballschiedsrichter
- 1941, 13. Februar, Walter Hirche, Politiker, seit 2002 Präsident der deutschen UNESCO-Kommission
- 1941, 3. April, Christa Schmidt, Politikerin, Ministerin für Familie und Frauen in der Regierung de Maizière
- 1941, 13. April, Erika Horn, † 25. Februar 2009, Informatikerin
- 1941, 1. Mai, Gerald Wiemers, † 13. November 2021, Archivar und Historiker
- 1941, 5. Mai, Wolfgang Zill, † 15. Januar 1969 in Schnackenburg, Todesopfer an der innerdeutschen Grenze
- 1941, 18. Mai, Gerhard Müller, † 15. Juli 2023, Konteradmiral der Volksmarine, Chef der 4. Flottille, Stellvertreter des Chefs der Volksmarine für Rückwärtige Dienste
- 1941, 28. Juni, Jörgen Schmidtchen, † 18. April 1962 in Potsdam, Gefreiter der Grenztruppen der DDR, wurde während des Dienstes getötet
- 1941, 9. Juli, Dorothea Carrera, † 24. Juni 1988 in Hamburg, Schauspielerin und Hörspielsprecherin
- 1941, 14. Juli, Günter Junghans, † 10. August 2014 bei Berlin, Schauspieler
- 1941, 16. Juli, Inge Auerbach, Historikerin und Archivarin
- 1941, 21. Juli, Volker Faust, Nervenarzt, Medizinaldirektor, Oberstarzt d. R. der Bundeswehr, Hochschullehrer und Fachautor
- 1941, 25. Juli, Heidrun Leidel, † 29. April 2014, Architekturhistorikerin und Hochschullehrerin
- 1941, 21. August, Wolfgang Schoppe, Radsportfunktionär und Buchautor
- 1941, 29. August, Günter Delling, † 11. Oktober 2016, Pathologe
- 1941, 2. September, Monika Scholz, Malerin und Grafikerin
- 1941, 8. September, Hellmut von Specht, Physiker
- 1941, 8. Oktober, Klaus-Jürgen Bruder, Psychologe, Psychoanalytiker und Hochschullehrer
- 1941, 23. Oktober, Jürgen Schäfer, Maler und Grafiker
- 1941, 28. Oktober, Gerhard Hoffmann, Arabist und Historiker
- 1941, 31. Oktober, Lutz Grumbach, Grafikdesigner, Grafiker und Ausstellungsgestalter
- 1941, 6. November, Hannelore Bey, Tänzerin, Primaballerina der Komischen Oper Berlin
- 1941, 16. Dezember, Margarete Ersen-Rasch, † 25. Juli 2017 in Frankfurt am Main, Turkologin
- 1941, 30. Dezember, Hans-Dietrich von Bothmer, † 22. Februar 2017, Diplomat
- 1942, Rainer Ilg, Architekt und Grafiker
- 1942, 2. Januar, Hans Hecker, Historiker und Hochschullehrer
- 1942, 23. März, Rolf Dieter Winkler, Kulturarbeiter, Regionalhistoriker, Autor und Herausgeber
- 1942, 4. Mai, Hans-Peter Müller, Maler, Grafiker und Plastiker
- 1942, 1. Juni, Dieter-Jürgen Mehlhorn, † 25. Oktober 2022, Architekt, Stadtplaner und  Hochschullehrer
- 1942, 4. Juni, Bernd Rohr, † September 2023, Fußballspieler und Buchautor
- 1942, 17. Juli, Chris Palm, Schauspielerin und Synchronsprecherin
- 1942, 24. Juli, Steffen Mohr, † 17. Januar 2018 in Leipzig, Schriftsteller
- 1942, 27. Juli, Volker Bienengräber, † 26. August 2013, Mediziner und Hochschullehrer
- 1942, 8. August, Dieter Schwarze, † 20. Juli 2011 in Löbnitz, Politiker (DSU) und Staatssekretär
- 1942, 3. September, Arndt Müller, Rechtsanwalt
- 1942, 16. September, Jürgen Dietze, Schwimmer, Sportwissenschaftler und Hochschullehrer
- 1942, 25. September, Jörg Schwalm, Jurist, Generalstaatsanwalt des Freistaates Sachsen
- 1942, 4. Oktober, Ilka Otte, †, Holzgestalterin
- 1942, 11. Dezember, Frank Schöbel, Sänger
- 1942, 28. Dezember, Peter Wagner, † 2. Dezember 2022 in Warendorf, Musikproduzent und Komponist
- 1943, Thomas Meyer, Politikwissenschaftler und Hochschullehrer
- 1943, Peter Schmidt, Jurist, Richter am Bundesverwaltungsgericht
- 1943, 3. Januar, Bettina Glas, Malerin, Objekt- und Textilkünstlerin
- 1943, 19. Januar, Volker Fink, Diplomat, Botschafter der Bundesrepublik Deutschland
- 1943, 29. Januar, Helmut Kohl, Jurist und Hochschullehrer
- 1943, 3. Februar, Frank Michael, Komponist und Flötist
- 1943, 9. Februar, Irene Marquardt, † 4. März 2023, Bildhauerin
- 1943, Februar, Karl-Reinhard Seehausen, Architekt, Denkmalschützer und Fachautor
- 1943, 5. März, Christian Führer, † 30. Juni 2014 in Leipzig, evangelischer Pfarrer und einer der Initiatoren der Montagsdemonstrationen
- 1943, 19. Mai, Friederike Pondelik, † 18. Dezember 2001, Grafikerin und Buchgestalterin
- 1943, 28. Mai, Jutta Schmidt, Politikerin (CDU), Mitglied des Sächsischen Landtags
- 1943, 2. Juni, Blinky Palermo, † 17. Februar 1977 Kurumba/Malediven, Maler, Environment- und Objektkünstler
- 1943, 15. Juli, Michael Drucker, Bibliothekar
- 1943, 5. September, Christian Züchner, Prähistoriker
- 1943, 12. September, Manfred Dietrich, Theaterregisseur
- 1943, 17. November, Volker Riedel, Altphilologe und Hochschullehrer
- 1943, 1. Dezember, Frank Schmidt, Politiker, Mitglied der letzten Volkskammer und des Bundestages
- 1944, Jürgen Krug, Sportwissenschaftler und Hochschullehrer
- 1944, 4. Januar, Beate Krais, Soziologin
- 1944, 15. März, Joachim Kühn, Jazz-Pianist
- 1944, 4. Juli, Heidi Pechstein, Schwimmerin
- 1944, 9. August, Bernd Dobermann, † 2. Februar 2022 in Leipzig, Fußballer
- 1944, 2. September, Konrad Seppelt, Chemiker
- 1944, 11. Oktober, Hans-Joachim Koch, Rechtswissenschaftler und Hochschullehrer
- 1944, 11. November, Elke Schilling, verheiratete Plöger, Sozialunternehmerin, Staatssekretärin des Landes Sachsen-Anhalt und Gründerin von Silbernetz
- 1944, 8. Dezember, Rainer Koch, Historiker und Museumsleiter
- 1944, 8. Dezember, Henning Müller-Buscher, Musikverleger
- 1945, 9. Januar, Volker Wendt, † 2016, Maler, Grafiker und Hochschullehrer
- 1945, 14. Januar, Karlheinz Rost, Handballspieler
- 1945, 16. Januar, Klaus Waschke, † 2014 in Langewiesen-Oehrenstock, Glasdesigner
- 1945, 5. Februar, Bernhard Bender, Politiker (SPD), Abgeordneter des Hessischen Landtags
- 1945, 7. August, J. Monika Walther, Schriftstellerin, Hochschullehrerin
- 1945, 6. Oktober, Thomas Schmid, Journalist und Herausgeber der Tageszeitung Die Welt
- 1945, 17. Dezember, Dieter Leitner, † 9. August 2021, Radrennfahrer
- 1946, 1. Juli, Rainer Makatsch, Eishockeytorwart
- 1946, 11. Juli, Thomas Börner, Pflanzengenetiker und Hochschullehrer
- 1946, 24. Juli, Andreas Kunz, † 1. Januar 2022 in Leipzig, Nordischer Kombinierer
- 1946, 27. Juli, Milan Šamko, † 28. Dezember 2019, Pianist und Keyboarder
- 1946, 29. August, Eberhard Köditz, † 13. Juli 2019 in Leipzig, Fußballspieler
- 1946, 27. Oktober, Martin-Christian Schmidt, † 30. April 2000 in Frankfurt/Oder, Musikinstrumentenbauer und -restaurator
- 1946, 6. November, Andreas Deckardt, Maler und Grafiker
- 1946, 6. November, Christa Heilmann, Sprechwissenschaftlerin und Hochschullehrerin
- 1946, 6. November, Hannelore Zober, Handballspielerin
- 1946, 11. November, Andreas Reimann, Lyriker und Grafiker
- 1946, 29. Dezember, Hermann Schein, Theaterregisseur
- 1947, Jürgen Gerhard, Maler
- 1947, 18. Januar, Horst Engel, Politiker der FDP
- 1947, 16. Februar, Berndt Stübner, † 2. Juni 2022, Schauspieler, Puppenbauer, Autor und Regisseur
- 1947, 4. März, Uschi Brüning, Jazz-Sängerin
- 1947, 27. März, Christine Dewerny, Bildhauerin
- 1947, 23. April, Claus-Peter März, † 25. November 2021, Theologe und Hochschullehrer
- 1947, 19. Juli, Wolfgang Berger, Maler, Grafiker und Autor
- 1947, 26. Juli, Thomas Auerbach, † 4. Juni 2020 in Berlin, Bürgerrechtler, politisch Verfolgter in der DDR und Autor
- 1947, 1. September, Christiane Ufholz, Rock-, Jazz- und Bluessängerin, † vor oder am 1. Januar 2023 in Berlin
- 1947, 18. September, Dietmar Eisold, † 26. Mai 2017 in Berlin, Journalist und Kunsthistoriker
- 1947, 9. Oktober, Rita Wilden, Leichtathletin und Olympiateilnehmerin
- 1947, 18. Oktober, Regina Höfer, Leichtathletin
- 1947, 23. Oktober, Bernd Scheffler, Landtagsabgeordneter (CDU)
- 1948, Dietmar Lenz, Bildhauer
- 1948, 13. Januar, Katrin Fischer, Theaterpädagogin des Evangelischen Schulzentrums und Synchronregisseurin des MDR, † 4. Januar 2015 in Leipzig
- 1948, 18. März, Gabriele Herzog, Schriftstellerin, Hörspiel- und Drehbuchautorin
- 1948, 19. März, Wolfgang Böttcher, Maler und Grafiker
- 1948, 9. Mai, Gerhard Schulz, Politiker (CDU), Abgeordneter zum Deutschen Bundestag
- 1948, 20. Mai, Bert Noglik, Jazzjournalist und Musikkritiker
- 1948, 27. Mai, Christina Emmrich, Politikerin (SED, PDS, Die Linke)
- 1948, 21. Juni, Gert Geißler, Erziehungswissenschaftler und -historiker
- 1948, 17. September, Jürgen Schön, Politiker, Mitglied des Sächsischen Landtags
- 1948, 17. Oktober, Lutz Dammbeck, Maler und Filmemacher
- 1949, 7. Januar, Peter Cäsar Gläser, † 23. Oktober 2008 in Leipzig, Rockmusiker
- 1949, 8. Mai, Sabine Kebir, Autorin
- 1949, 17. Mai, Martina Grunert, Schwimmerin
- 1949, 23. Mai, Annette Krisper-Beslic, Graphikerin und Malerin
- 1949, 8. Juli, Christina Heinich, Leichtathletin
- 1949, 28. August, Hans-Jürgen Beyer, Sänger (Alles blüht; Augenblick der Ewigkeit)
- 1949, 13. September, Dietmar Gummel, Architekt, Stadtplaner, Denkmalpfleger, Architekturhistoriker, Autor
- 1949, 12. Oktober, Thomas Friedrich, † 27. Februar 2018 in Marburg, Mathematiker
- 1949, 24. November, Renate Rudolph, Handballspielerin
- 1950, Reinhard Görner, Architekturfotograf
- 1950, Ilja Heinig, † 2022, Maler
- 1950, Eberhard Kirchberg, Schauspieler
- 1950, Reinhard Stangl, Maler
- 1950, 27. März, Frieder Heinze, Maler, Grafiker und Objektkünstler
- 1950, 21. Juni, Ekkehardt Dietze, Politiker (SPD), Mitglied des Landtags von Thüringen
- 1950, 3. August, Konstanze Göbel, Fotografin
- 1950, 1. September, Stefan Junge, Leichtathlet
- 1950, 4. Oktober, Michael Heubach, Rockmusiker und Komponist
- 1950, 3. November, Andreas J. Mueller, Karikaturist, Maler und Grafiker, Direktor des Deutschen Fotomuseums

### 1951 bis 1960
- 1951, Werner David, † 23. Januar 2024, Karikaturist und Gewerkschaftsfunktionär

- 1951, Petra Gentz-Werner, Biochemikerin und Wissenschaftshistorikerin
- 1951, 15. Februar, Frank Engel, Fußballtrainer
- 1951, 16. Februar, Ralph Grüneberger, Schriftsteller
- 1951, 8. März, Hubertus Schmidt, Komponist, Pianist und Sänger
- 1951, 17. Juni, Eberhard Riese, † 21. April 2025, Lehrer und Präsident des Magischen Zirkels von Deutschland
- 1951, 29. Juni, Peter Rost, Handballspieler, -trainer und -funktionär
- 1951, 30. August, Joachim Hofmann-Göttig, Politologe
- 1951, 30. August, Stefan-Thomas Wagner, Maler und Grafiker
- 1951, 2. September, Annerose Kirchner, Autorin
- 1951, 10. September, Andreas Prüstel, † 23. August 2019 in Berlin, Collagist und Karikaturist
- 1951, 24. September, Matthias Sannemüller, Bratschist
- 1951, 10. Oktober, Irina Müller, Ruderin, Olympiasiegerin im Achter
- 1952, 22. Februar, Andreas Wendt, † 28. März 2025 in Magdeburg, Fußballspieler
- 1952, 9. März, Heinz-Jürgen Böhme, Künstler, Bühnenbildner, Autor und Publizist
- 1952, 18. März, Peter Prager, Schauspieler
- 1952, 9. Mai, Detlef Döring, Historiker, Theologe und Bibliothekswissenschaftler
- 1952, 5. Juni, Helmuth Markov, Politiker
- 1952, 8. September, Horst Thiele, Bürgermeister von Hilden (2009–2014)
- 1952, 15. November, Ullrich Pietsch, Physiker und Hochschullehrer
- 1952, 16. November, Klaus Zeh, Politiker (CDU), Oberbürgermeister der Stadt Nordhausen, Minister des Freistaates Thüringen
- 1952, 4. Dezember, Wolfram Sperling, Schwimmer, Schwimmsportfunktionär, Sportwissenschaftler, Hochschullehrer
- 1953, 17. Januar, Rosemarie Hein, † 15. Februar 2025, Politikerin, MdB
- 1953, 29. März, Andreas Sonntag, † 23. August 2008 in Cadenabbia am Comer See, Politiker, Abgeordneter im Thüringer Landtag
- 1953, 30. April, Peter Meis, † 24. September 2023, deutscher Theologe
- 1953, 7. Juni, Rolf Hecker, Ökonom und Editor
- 1953, 28. Juli, Rainer-Michael Franke, Psychologe, Heilpraktiker und Fachautor
- 1953, 8. Dezember, Claus Müller-Schloen, † 13. Juli 2015 in Waren, Maler und Grafiker
- 1954, Susan Hastings, Schriftstellerin
- 1954, Hans-Ullrich Krause, Pädagoge, Hochschullehrer sowie Buch- und Drehbuchautor
- 1954, Wolfgang Tietze, Maler und Grafiker
- 1954, 23. Januar, Peter Degner, † 15. Januar 2020 in Bad Klosterlausnitz, Moderator, Event-Manager, Unterhaltungskünstler
- 1954, 27. Februar, Thomas Axel Palka, Politiker (AfD) und Abgeordneter im Landtag von Baden-Württemberg
- 1954, 5. Mai, Sylvia Voß, Ärztin, Politikerin (Bündnis 90/Die Grünen, Die Linke), Mitglied des Deutschen Bundestages
- 1954, 14. Mai, Michael Kunert, Maler und Grafiker
- 1954, 28. August, Gabriele Wetzko, Schwimmerin
- 1954, 18. September, Jayne-Ann Igel, Schriftstellerin
- 1954, 5. Dezember, Bernd Bukau, Zell- und Molekularbiologe, Biochemiker
- 1955, Franziska Franke, Schriftstellerin
- 1955, 15. Januar, Andreas Gursky, Künstler
- 1955, 21. März, Bärbel Eckert, Leichtathletin und Olympiasiegerin
- 1955, 4. Mai, Elke Sehmisch, Schwimmerin
- 1955, 5. Juni, Uwe Wittstock, Literaturkritiker, Lektor und Autor
- 1955, 25. Juni, Martin Petzold, † 19. April 2023 in Leipzig, Sänger
- 1955, 19. August, Matthias Günther, Mathematiker und Hochschullehrer
- 1955, 17. Oktober, Peter Hofmann, Handballtorwart
- 1955, 3. November, Lutz Blankenburg, † 26. März 2025, Fußballspieler
- 1955, 24. November, Thomas Böhme, Schriftsteller
- 1955, 5. Dezember, Karin Neugebauer, Schwimmerin
- 1956, Steffi Richter, Japanologin
- 1956, 6. März, Hans-Peter Kirchberg, Dirigent und Pianist
- 1956, 11. April, Andreas Roth, Fußballspieler
- 1956, 6. Mai, Barbara Krug, Leichtathletin und Olympiamedaillengewinnerin
- 1956, 4. Juli, Dieter Kühn, Fußballspieler
- 1956, 7. August, Mathias Weiland, Landtagsabgeordneter
- 1956, 26. September, Claus Gröhn, Ingenieur, Unternehmer, Präsident der Handwerkskammer zu Leipzig
- 1956, 29. November, Andreas Bornschein, Fußballspieler
- 1957, 6. März, Rainer van Raemdonck, Politiker (AfD)
- 1957, 24. Juli, Wolfram Dix, † 17. Oktober 2022 in Leipzig, Schlagzeuger
- 1957, 9. Oktober, Kathrin Aehnlich, Schriftstellerin
- 1958, Andreas Keller, Schauspieler
- 1958, 2. Februar, Hans-Peter Koppe, Ruderer und Olympiasieger
- 1958, 28. Februar, Conny Strauch, Schlager- und Jazzsängerin
- 1958, 23. Oktober, Cornelia Dörr, Schwimmerin
- 1958, 17. November, Armin Rudolph, † 7. März 2023 in Leipzig, Bibliothekar, Archäologe und Bodendenkmalpfleger
- 1958, 21. November, Andreas Barth, Fußballspieler und -trainer
- 1958, 22. November, Matthias Liebers, Fußballspieler
- 1959, Kerry Brauer, Wirtschaftswissenschaftlerin und Hochschullehrerin
- 1959, Angela Wandelt, Architektin und Modistin
- 1959, 6. Januar, Matthias Steier, Maler, Grafiker und Zeichner
- 1959, 11. Februar, René Müller, Fußballspieler und -trainer
- 1959, 14. Februar, Jürgen Krätzer, † 24. März 2019 in Leipzig,[5] Germanist; ab 2012 Herausgeber der Literaturzeitschrift die horen
- 1959, 24. Februar, Silvia Fröhlich, Ruderin und Olympiasiegerin
- 1959, 26. April, Tom Pauls, Kabarettist und Schauspieler
- 1959, 12. Mai Lutz Blochberger, Schauspieler und Regisseur
- 1959, 1. Juni, Kristine Nitzsche, Leichtathletin
- 1959, 18. November, Eva Kyselka, † 8. November 2017 in Berlin, Sängerin und Songwriterin
- 1960, Claudius Böhm, Bibliothekar und Autor
- 1960, Markus Gläser, Bildhauer und Restaurator
- 1960, Irene Schwarz, Schauspielerin
- 1960, 24. Februar, Paul Alfred Kleinert, Schriftsteller
- 1960, 4. März, Carl Martin Spengler, Schauspieler
- 1960, 12. März, Tilman Tögel, † 24. April 2019, Politiker (SPD) und Abgeordneter im Landtag von Sachsen-Anhalt
- 1960, 10. April, Maja Catrin Fritsche, Schlagersängerin
- 1960, 18. April, Neo Rauch, Maler
- 1960, 21. April, Steffi Kräker, Kunstturnerin
- 1960, 17. Mai, Frank Mühlner, † 1. März 2022, Handballspieler und -trainer
- 1960, 22. Mai, Ronald Pohle, Politiker der CDU, Abgeordneter des Sächsischen Landtags
- 1960, 9. Oktober, Roswitha Haring, Schriftstellerin
- 1960, 17. November, Uwe Hassbecker, Gitarrist
- 1960, 12. Dezember, Martina Hellmann, Leichtathletin, Weltmeisterin und Olympiasiegerin

### 1961 bis 1970
- 1961, Roman Osin, britischer Kameramann deutsch-nigerianischer Herkunft
- 1961, 25. Januar, * Gabriele Rodríguez; † 20. Januar 2022, deutsche Namenforscherin
- 1961, 22. August, Uwe Bredow, Fußballspieler
- 1961, 11. September, Jakob Taube, Orientalist, Übersetzer und Publizist
- 1961, 22. September, Gerd Lippold, Politiker (Bündnis 90/Die Grünen)
- 1961, 6. Oktober, Katrin Dörre-Heinig, Langstreckenläuferin
- 1961, 30. Dezember, Maike Maja Nowak, Schriftstellerin
- 1962, Heike Thiele, Diplomatin
- 1962, 9. Februar, Olaf Müller, Schriftsteller
- 1962, 23. April, Kerstin Thielemann, Schauspielerin
- 1962, 4. Mai, Uwe Schwabe, Bürgerrechtler der Friedlichen Revolution 1989
- 1962, 20. September, Thomas K. Müller, Bildhauer und Zeichner
- 1962, 22. November, Kerstin Decker, Journalistin und Schriftstellerin
- 1962, 27. November, Jan Schur, Radrennfahrer
- 1963, Katrin Wenzel, Rundfunkredakteurin
- 1963, 4. Januar, Till Lindemann, Sänger und Textdichter der Band „Rammstein“
- 1963, 17. März, Gunther Adler, Staatssekretär
- 1963, 17. März, Susanne Bard, † 23. Juli 2024 in Magdeburg, Theaterschauspielerin, Hörspielsprecherin, Musicaldarstellerin und Theaterintendantin
- 1963, 12. Mai, Kati Naumann, Schriftstellerin, Autorin und Museologin
- 1963, 1. August, Halka Plaul, Tischtennisspielerin
- 1963, 1. Oktober, Raj Kollmorgen, Soziologe
- 1963, 7. Oktober, André Bauer, † 7. August 1981, Todesopfer an der innerdeutschen Grenze
- 1963, 8. Dezember, Thomas Nicolai, Comedian, Parodist und Schauspieler
- 1964, Bernd Angerhöfer, Musiker
- 1964, Sabine Golde, Künstlerin
- 1964, Gesine Grande, Psychologin, Rektorin der Hochschule für Technik, Wirtschaft und Kultur (HTWK) in Leipzig
- 1964, Rafael Laguna de la Vera, Software-Unternehmer, Gründungsdirektor der Bundesagentur für Sprunginnovationen
- 1964, Andreas Taubert, Fotograf
- 1964, 11. März, Steffen Bringmann, Leichtathlet
- 1964, 5. Mai, Friedemann Schmidt, Apotheker, Verbandspräsident und Fernsehmoderator
- 1964, 26. Mai, Tobias Künzel, Sänger der Band „Die Prinzen“ und Komponist
- 1964, 12. Juni, Petra Bläss, Vizepräsidentin des Bundestages (1998–2002)
- 1964, 28. Juni, Michael Elsner, Politiker (PDS), Mitglied des Sächsischen Landtags
- 1964, 7. November, Christoph Neumann, Politiker (AfD)
- 1964, 14. November, Sven Weigang, Fußballspieler und -trainer
- 1965, Dietmar Kreutzer, Autor und Stadtplaner
- 1965, Andreas Schulze, Künstler in den Bereichen Fotografie und Installationen
- 1965, 13. Januar, Dirk Bergner, Politiker (FDP), seit 2009 Mitglied des Thüringer Landtags
- 1965, 2. Februar, Thorsten Wolf, Schauspieler, Kabarettist und Theaterintendant
- 1965, 4. April, Ludwig David Morenz, Ägyptologe
- 1965, 8. April, Thomas Feist, Politiker (CDU), seit 2009 MdB
- 1965, 11. April, Simone Thomalla, Schauspielerin
- 1965, 20. April, Matthias Moosdorf, Cellist, Hochschullehrer und Politiker (AfD), MdB
- 1965, 3. Mai, Jörg Herold, bildender Künstler
- 1965, 3. Juni, Sven Tippelt, Gerätturner
- 1965, 4. Juni, Brita Baldus, Wasserspringerin
- 1965, 7. September, Frank-Michael Erben, Geiger und Dirigent, Konzertmeister des Gewandhausorchesters
- 1965, 7. September, Uta Pippig, Langstreckenläuferin
- 1965, 12. September, Silke Hörner, verheiratete Silke Schuck, Schwimmerin, Olympiasiegerin, Welt- und Europameisterin
- 1965, 14. September, Catherine Bader-Bille, Paralympics-Siegerin
- 1966, Hadiatou Barry, Kinderdarstellerin
- 1966, Anke am Berg, Grafikerin, Illustratorin
- 1966, Martin Grunwald, Psychologe und Hochschullehrer
- 1966, Alexander Wendt, Journalist und Buchautor
- 1966, 7. Februar, Kristin Otto, Schwimmerin, 6-fache Olympiasiegerin und Sportjournalistin
- 1966, 5. Juni, Sebastian Krumbiegel, Sänger der Band „Die Prinzen“ und Musiker
- 1966, 4. September, Wolfgang Lenk, Musiker und Musikproduzent
- 1966, 13. September, Thomas Klug, Fernsehmoderator und Nachrichtensprecher
- 1966, 1. November, Henry Blatter, Handballspieler
- 1966, 14. November, Petra Rossner, Radrennfahrerin und Olympiasiegerin
- 1967, Christoph Kalkowski, Hörspielregisseur und -autor
- 1967: Katrin Troendle, † 28. Juni 2025 in Leipzig, Kabarettistin und Sängerin
- 1967, Christian Stötzner, Kirchenmusiker
- 1967, 2. Februar, Tino Hemmann, Schriftsteller, Unternehmer und Verleger
- 1967, 8. März, Udo Quellmalz, Judoka und Olympiasieger
- 1967, 19. April, Alexander Wolf, Politiker (AfD)
- 1967, 21. Juli, Robert Clemen, Politiker (CDU) und MdL in Sachsen
- 1967, 6. August Wolfram Neugebauer, international erfolgreicher Techno-DJ und Apnoetaucher
- 1967, Oktober, Katy Börner, deutsch-US-amerikanische Ingenieurin, Informatikerin und Hochschullehrerin
- 1967, 8. Oktober, Hendrik Duryn, Schauspieler
- 1967, 19. Dezember, Ralf-Ingo Pampel, † 15. Mai 2020 in Leipzig, Komponist, Pianist und Musikpädagoge
- 1967, 23. Dezember, Frank Dittrich, Eisschnellläufer
- 1968, 31. Januar, Birte Weigang, Schwimmerin und Olympiasiegerin
- 1968, 4. Februar, Beate Gummelt, Geherin
- 1968, 18. Mai, Sebastian Hartmann, Theaterregisseur und Intendant
- 1968, 18. Juni, Mike „Meigl“ Hoffmann, Kabarettist, Sänger, Entertainer, Autor und Gastronom
- 1968, 15. August, Anne-Katrin Kunde, Historikerin
- 1968, 23. August, Thomas Meitsch, Grafiker und Comiczeichner, bekannt unter dem Pseudonym „Schwarwel“
- 1968, 24. Oktober, Falk Müller, Rugbyspieler, -trainer und -schiedsrichter
- 1968, 21. November, Inka Bause, Sängerin (Spielverderber)
- 1969, Susanne Kühn, Malerin und Hochschullehrerin
- 1969, 1. Januar, Holm Schneider, Mediziner, Genforscher, Autor und Hochschullehrer
- 1969, 5. Februar, Heiko Gajewski, Fußballspieler
- 1969, 9. Februar, Bert Dietz, Radrennfahrer
- 1969, 15. Februar, Mathias Jack, Fußballspieler
- 1969, 13. März, Michael Fischer-Art, Maler und Bildhauer
- 1969, 28. März, Ilke Wyludda, † 1. Dezember 2024 in Halle (Saale), Diskuswerferin und Olympiasiegerin
- 1969, 7. November, Carsten Heinze, Pädagoge und Hochschullehrer
- 1969, 27. November, Johannes Gabriel, † 7. Juni 2022 in Leipzig, Schauspieler
- 1969, 5. Dezember, Michael Weber; † 6. Juli 1989 bei Nowo Chodschowo/Bulgarien, Todesopfer an der bulgarisch-griechischen Grenze
- 1970, Marko Demantowsky, Historiker
- 1970, Andreas Goltz, Althistoriker
- 1970, Nils Krüger, Produktdesigner und Hochschullehrer
- 1970, Suse Weber, Künstlerin
- 1970, 9. Januar, Carsten Eich, Langstreckenläufer
- 1970, 19. Januar, Dirk Nürnberger, Langstreckenläufer
- 1970, 6. März, Regine Seidler, Theater- und Fernsehschauspielerin
- 1970, 11. April, Anett Schuck, Kanutin
- 1970, 17. Mai, Simone Kermes, Opern- und Konzertsängerin
- 1970, 25. Juli, René Meyer, Publizist
- 1970, August, Gabriele Lucke, Tennisspielerin und -trainerin
- 1970, 30. September, Kena Amoa, Fernsehmoderator
- 1970, 8. Oktober, Andrej Holm, Sozialwissenschaftler
- 1970, 6. November, Alexander Räuscher, Politiker (CDU), Mitglied des Landtags von Sachsen-Anhalt
- 1970, 16. November, Peter Moltzen, Schauspieler
- 1970, 6. Dezember, Markus Krabbes, Ingenieur und Professor für Informationssysteme
- 1970, 29. Dezember, Kathrin Mahler Walther, Soziologin und Bürgerrechtlerin

### 1971 bis 1980
- 1971, Katrin Sommer, Chemiedidaktikerin, Hochschullehrerin
- 1971, 24. Mai, Simon Werner, Schauspieler
- 1971, 28. Mai, Claudia Wilke, ehemalige Volleyballspielerin
- 1971, 16. Juli, Albrecht Tübke, Maler und Fotograf
- 1971, 14. Oktober, Jörg Brückner, Musiker, Solohornist in München und Hochschullehrer in Weimar
- 1971, 25. Oktober, Jakob Hein, Schriftsteller, Drehbuchautor, Dramatiker und Arzt
- 1971, 25. Oktober, Kay-Uwe Jendrossek, ehemaliger Fußballspieler und jetziger -trainer
- 1971, 2. November, Uwe Mäuer, Handballtrainer und ehemaliger -spieler
- 1971, 13. Dezember, Sascha Lange, Autor, Historiker und Musiker
- 1971, 23. Dezember, Anja Wald, Richterin am Bundesfinanzhof
- 1972, Tilo Baumgärtel, zeitgenössischer Maler
- 1972, Katrin Heichel, Malerin und Grafikerin
- 1972, Sebastian Hennig, Maler, Kunstkritiker und Publizist
- 1972, Bernhard Schrammek, Musikwissenschaftler
- 1972, Tilo Schulz, Künstler, Kurator und Autor
- 1972, 19. März, Sabina Schulze, ehemalige Schwimmerin
- 1972, 30. Juni, Timo Scholz, ehemaliger Radrennfahrer
- 1972, 4. Juli, Angelika Richter, Schauspielerin
- 1972, 18. Juli, Olaf Jacobs, Regisseur, Film- und Fernsehproduzent
- 1973, 29. Januar, Christian Steinbach, Politiker (CDU), Mitglied des Sächsischen Landtags
- 1973, 17. Februar, Stefan Kretzschmar, Handballspieler
- 1973, 11. Mai, Johannes Kirchberg, Sänger und Schauspieler
- 1973, 27. Juni, Wolfram Günther, Jurist und Kunsthistoriker
- 1973, 17. Juli, Imke Heymann, Bürgermeisterin von Ennepetal
- 1973, 23. Juli, Francis Meletzky, Regisseurin
- 1973, 22. September, Jan Hahn, † 4. Mai 2021, Radio- und Fernsehmoderator
- 1973, 12. November, Thomas Christoph Heyde, Komponist, Medienkünstler und Kurator
- 1973, 14. Dezember, Falk Balzer, Leichtathlet
- 1973, 21. Dezember, Astrid Rothe-Beinlich, Politikerin, Abgeordnete des Landtags Thüringen
- 1974, Robby Dannenberg, Schriftsteller und Drehbuchautor
- 1974, 15. Januar, Lucas Flöther, Rechtsanwalt, Insolvenzverwalter und Sanierungsexperte
- 1974, 30. Juli, Claudia Biehne, Künstlerin
- 1974, 22. Oktober, Aimo-Rhys Heilmann, Schwimmer, Medaillengewinner Olympische Spiele 1996
- 1974, 26. November, Dörte Franke, Autorin und Dokumentarfilmerin
- 1975, Christiane Bräutigam, Kantorin, Organistin und Dirigentin
- 1975, Paule Hammer, Maler
- 1975, Cornelia Löhne, Botanikerin, Kustodin des Botanischen Gartens der Universität Bonn
- 1975, Peter Schneider, Schauspieler und Musiker
- 1975, 22. Januar, Anja Kunick, Fußballschiedsrichterin
- 1975, 9. März, Tommy Möbius, Koch, mit einem Stern im Guide Michelin ausgezeichnet
- 1975, 27. Mai, Matti Klemm, Fernseh-, Radio- und Synchronsprecher
- 1975, 6. Juni, Heike Ahlgrimm, Handballspielerin und -trainerin
- 1975, 19. Juni, David Käbisch, † 24. März 2024, evangelischer Theologe und Religionspädagoge
- 1976, Frank-Steffen Elster, Chorleiter und Hochschullehrer
- 1976, Christoph Julius Göbel, Komponist und Hochschullehrer
- 1976, Mandy Kopp, Opfer von Kinderprostitution, Autorin
- 1976, Paula Schneider, Schriftstellerin und Hörfunkautorin
- 1976, Robert Schneider, Journalist, Chefredakteur
- 1976, Kay Schwarz, Künstler, Streetart und Graffiti/Stylewriting
- 1976, 6. Februar, Maria Simon, Schauspielerin
- 1976, 4. Mai, Daniel Achilles, Koch
- 1976, 15. Juli, Sebastian Weber, Schauspieler
- 1976, 11. September, Marco Rose, Fußballspieler und -trainer
- 1977, Sebastian Langrock, Pokerspieler
- 1977, Mandy Mangler, Ärztin
- 1977, Philipp J. Neumann, Film- und Theaterregisseur
- 1977, Christoph Volkmar, Historiker und Archivar
- 1977, 12. Januar, Yvonne Zymara, Volleyballspielerin
- 1977, 13. Februar, Jacqueline Bernhardt, Rechtsanwältin und Politikerin (Die Linke)
- 1977, 8. März, Fitz van Thom, Schauspieler, Regisseur und Filmemacher
- 1977, 14. April, André Böhm, Filmemacher
- 1977, 12. Juni, Paul Kalkbrenner, Musiker
- 1977, 22. Juli, Johan Heß, Theaterregisseur
- 1977, 15. Oktober, Titus Müller, Schriftsteller
- 1977, 22. Oktober, Grit Jurack, Handballspielerin
- 1978, 15. Februar, Michael Maul, Musikwissenschaftler, Hochschullehrer und Autor
- 1978, 21. Februar, Matthias Knauff, Rechtswissenschaftler, Hochschullehrer und Richter
- 1978, 15. Mai, Uwe Krüger, Journalist und Medienwissenschaftler
- 1978, 17. Mai, Stefan Herbst, Schwimmer, Europameister und Weltmeisterschaftsdritter
- 1978, 30. Mai, Barbara Senator, Mezzosopranistin
- 1978, 14. Juni, Georg Haas, Meteorologe und Moderator
- 1978, 27. Juli, Sebastian Gemkow, Jurist und Politiker (CDU)
- 1978, 17. November, Tobias Schellenberg, Wasserspringer
- 1979, Frank Herfort, Fotograf
- 1979, Inga Raab, Cellistin
- 1979, Heiner Schmitz, Jazzmusiker
- 1979, 18. Februar, Nicole Hetzer, Schwimmerin, Vize-Weltmeisterin, Europameisterin
- 1979, 14. Juni, Marcus Melzwig, Schauspieler und Sänger
- 1979, 24. September, Katja Kassin, Pornodarstellerin
- 1979, 25. September, Julia Friese, Grafikerin und Illustratorin
- 1979, 30. Oktober, Kai-Uwe Kranz, ehemaliger Basketballspieler
- 1980, Tupoka Ogette, Antirassismus- und Diversity-Trainerin und Autorin
- 1980, 17. Januar, Johannes Luckas, Bodybuilder, Bankdrücker, YouTuber und Personal Trainer
- 1980, 26. Februar, Johannes Doberschütz, ehemaliger Ruderer
- 1980, 27. Februar, Michael Lühmann, Politiker (Bündnis 90/Die Grünen)
- 1980, 7. April, Sebastian Brock, Schriftsteller
- 1980, 7. Mai, Susanna Karawanskij, Politikerin (Die Linke)
- 1980, 9. Mai, Tony Schmidt, Automobilrennfahrer
- 1980, 31. Mai, Luise Neuhaus-Wartenberg, Politikerin (Die Linke)
- 1980, 15. Juni, Tanja Skambraks, Historikerin
- 1980, 2. August, Nadja Robiné, Schauspielerin

### 1981 bis 1990
- 1981, Daniel Flieger, Schauspieler
- 1981, Louise Nowitzki, Schauspielerin und Puppenspielerin
- 1981, 31. Januar, Oliver Koenig, Leichtathlet
- 1981, 24. Februar, Rosa Maria Hille, Malerin, Grafikerin und Textilkünstlerin
- 1981, 1. April, Christian Haase, Liedermacher und Rockmusiker
- 1981, 9. August, Alexandra Uhlig, Handballspielerin
- 1981, 11. September, Falko Luniak (Pseudonym Morlockk Dilemma), MC
- 1982, Ulrike Witten, Religionspädagogin
- 1982, 28. Januar, Katja Wächter, Florettfechterin
- 1982, 25. Juni, Mandy Haase, Feldhockeyspielerin, Olympiasiegerin 2004
- 1982, 28. September, Stefan Haschke, Schauspieler und Hörspielsprecher
- 1983, 21. Mai, Hannes Langrock, Schachspieler
- 1983, 18. August, Johannes Franke, Schauspieler
- 1983, 16. September, Nora Reiche, Handballspielerin
- 1983, 1. November, Micaela Schäfer, Model, Schauspielerin, Moderatorin, DJane und Sängerin
- 1983, 4. Dezember, Enrico Ehrhardt, Volleyballspieler
- 1984, 17. Januar, Tim Sebastian, Fußballspieler
- 1984, 12. Februar, Oona Devi Liebich, Schauspielerin
- 1984, 11. Mai, Daniel Kraus, Fußballtorwart und -trainer
- 1984, 13. Mai, Norman Becker, Wasserspringer
- 1984, 25. Juni, Daniel Barke, Künstlernamen DanB, Saxophonist, Sänger, Komponist und Arrangeur
- 1985, 15. Januar, René Adler, Fußballtorwart, Nationalspieler
- 1985, 5. Februar, Claudia Gatzka, Historikerin
- 1985, 13. März, Nico Kuhn, Sachbuchautor und freier Journalist
- 1985, 25. März, Katja Greulich, Fußballspielerin und -trainerin
- 1985, 26. April, Falk Hentschel, Schauspieler und Tänzer
- 1985, 8. Mai, Martin-Sebastian Abel, Unternehmensberater und Politiker
- 1985, 23. Mai, Nicky Adler, Fußballspieler
- 1985, 13. Oktober, Susanne Heinrich, Schriftstellerin
- 1985, 5. November, Johannes Neumann, Schwimmer
- 1985, 11. November, Erik Domaschke, Fußballtorwart
- 1985, 21. November, Nadine Müller, Diskuswerferin
- 1986, 12. Oktober, Erik Mohs, Radrennfahrer
- 1987, 26. Februar, Sebastian Albert, Fußballspieler
- 1987, 8. April, Janine Pink, Schauspielerin und Reality-Star
- 1988, 21. Februar, Jens Möckel, Fußballspieler
- 1988, Linda Elsner, Schauspielerin
- 1988, Julia Rüffert, Jazzmusikerin
- 1988, 25. Januar, Tina Dietze, Kanutin und Olympiasiegerin
- 1988, 5. März, Janine Urbannek, Handballspielerin
- 1988, 25. Juli, Artūrs Kulda, lettischer Eishockeyspieler
- 1988, 3. November, Carlo Wittig, Handballspieler
- 1988, 16. November, Felipe Fernández Laser, Autorennfahrer
- 1988, 30. November, Sascha Meiner, Handballspieler
- 1989, 22. Februar, Axel Jarchow, Basketballspieler
- 1989, 7. März, Fabian Franke, Fußballspieler und -trainer
- 1989, 13. März, Karsten Kühn, Schauspieler
- 1989, 22. August, Katharina Steinruck, geborene Heinig, Marathonläuferin, Europameisterin
- 1989, 1. September, Bill Kaulitz, Frontmann und Sänger der Band „Tokio Hotel“
- 1989, 1. September, Tom Kaulitz, Gitarrist der Band „Tokio Hotel“
- 1990, Maximilian Klas, Schauspieler
- 1990, 23. Januar, Judith Fuchs, Schachspielerin
- 1990, 18. März, Sarah Hannemann, Schauspielerin
- 1990, 12. April, Marco Böhme, Politiker
- 1990, 12. Juli, Albrecht Voß, Architekturfotograf
- 1990, 30. Juli, Benjamin Bellot, Fußballtorwart
- 1990, 31. Juli, Marlene Haberecht, geborene Ebermann, Fußballspielerin
- 1990, 21. Dezember, Stefan Rudolph, Wasserspringer

### 1991 bis 2000
- 1991, 22. August, Georg Klein, Volleyballspieler
- 1991, 30. September, Roy Schmidt, Leichtathlet
- 1992, 6. Mai, Marie-Luise Herrmann, Fußballspielerin
- 1992, 30. Juni, Lukas Binder, Handballspieler
- 1992, 15. August, Marie Branser, Judoka, für den Kongo und Guinea startend, Olympiateilnehmerin 2020 und 2024
- 1992, 22. September, Daniel Harnisch, Radsportler
- 1993, 21. April, Alexander Sorge, Fußballspieler
- 1993, 18. Mai, Stephane Mvibudulu, deutsch-kongolesischer Fußballspieler
- 1993, 3. November, Alexander Siebeck, Fußballspieler
- 1993, 13. November, Michael Schlicht, Fußballspieler
- 1993, 19. Dezember, Leonardo Bittencourt, Fußballspieler
- 1994, Ludwig Zimmeck, Schauspieler
- 1994, 16. Juni, Max von der Wippel, Basketballspieler
- 1995, 30. Januar, Marcel Hilßner, Fußballspieler
- 1995, 21. März, Helen Barke, Schauspielerin
- 1995, 8. August, Edith Stehfest, Sängerin und Musikerin, Schauspielerin und Autorin
- 1996, 6. März, Niklas Rudolf, Volleyball- und Beachvolleyballspieler
- 1997, Paul Bernewitz, Jazzmusiker
- 1997, 20. September, Robert Farken, Leichtathlet
- 1997, 23. September, Fridolin Wagner, Fußballspieler
- 1998, Friedrich Heine, Schauspieler
- 1998, 24. März, Jan-Philipp Krabel, Volleyballspieler
- 1998, 8. Juli, Soraya Kohlmann, Schönheitskönigin und „Miss Germany“ 2017
- 1998, 24. Juli, Tara Fischer, Schauspielerin
- 1998, 1. August, Felix Beiersdorf, Fußballspieler
- 1998, 20. November, Anna Lena Plate, Handballspielerin
- 1998, 5. Dezember, Oliver Seidler, Handballspieler
- 1999, 22. Mai, Kilian Senkbeil, Fußballspieler
- 1999, 10. August, Anton Brehme, Volleyball-Nationalspieler
- 1999, 31. August, Raphael Assibey-Mensah, Fußballspieler
- 2000, 18. Januar, Naod Mekonnen, deutsch-angolanischer Fußballspieler
- 2000, 24. September, Rico Bogen, Triathlet, Ironman-Weltmeister

## 21. Jahrhundert
- 2001, 3. Februar, Maxi Mühlner, Handballspielerin
- 2001, 22. Juni, Tom Krauß, Fußballspieler
- 2002, 19. Juli, Felix Meyer, Fußballspieler
- 2003, 5. Januar, Eric Uhlmann, Fußballspieler
- 2005, 2. Mai, Tim Köhler, Fußballspieler
- 2005, 9. September, Bruno Keßler, Radsportler